# 平城・相楽ニュータウン
- 日本 > 奈良県 > 奈良市 > 平城地区
- 日本 > 京都府 > 木津川市・相楽郡精華町 > 相楽地区

平城・相楽ニュータウン（へいじょう・そうらくニュータウン）は、日本住宅公団関西支社初の大規模住宅地として平城山丘陵に開発された住宅都市。暮らしに必要な住宅団地や商業施設、学校の建設をはじめ、公園・緑地、歩行者専用道路等も整備され、快適に暮らすためのあらゆる都市機能を備えている。また、国家プロジェクト関西文化学術研究都市の住環境拠点でもあり、単に人が快適に住めるだけでなく、文化・学術・研究の中心になるのにふさわしい町を目指している。なお、ニュータウンは府県境を挟んで奈良県側の平城地区と京都府側の相楽地区に分かれており、両地区を合わせて平城・相楽ニュータウンと呼ぶ。
2022年（令和4年）11月に入居開始から50周年となり、「平城・相楽ニュータウン」まちびらき50周年記念事業でまちの愛称を「高の原」と定め、近鉄高の原駅前の広場に記念碑が設置された。

## 概要

### 開発の経緯

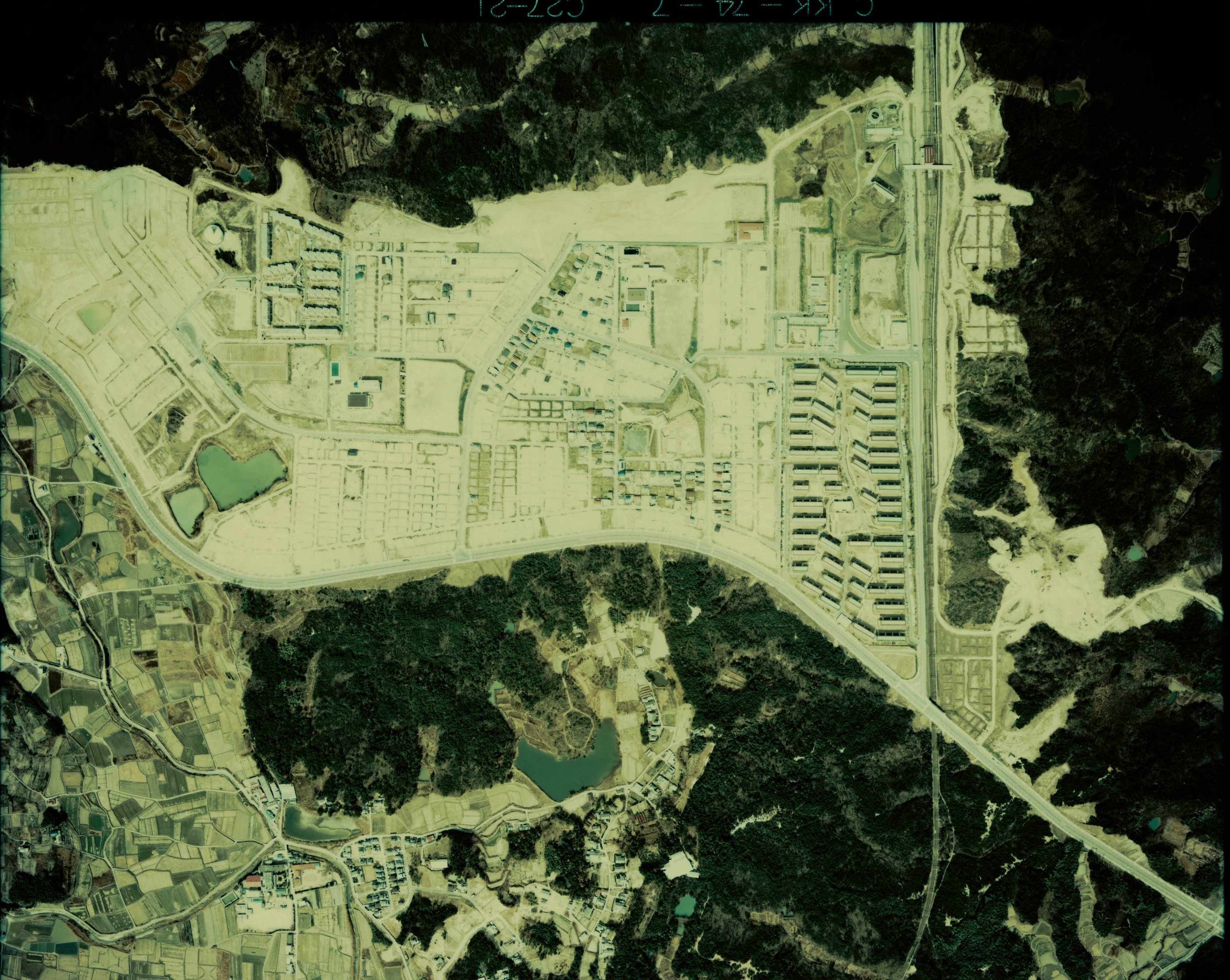
1974年（昭和49年）7月の様子。平城地区の奈良市神功・右京から開発は始まった

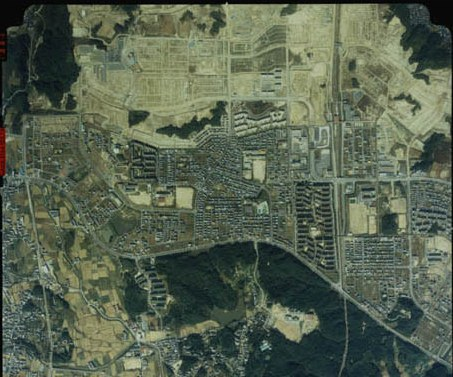
1985年（昭和60年）3月の様子。相楽地区はまだ開発が進んでいない

大阪市から東に約27km、京都市から南方に約29km、奈良市旧市街地から北西約5.5kmに位置し、奈良市側は東西約3.5km・南北約1.0km、京都府側は東西約2.5km・南北約1.0kmにわたる。古くから平城山と呼ばれた平城京の青垣をなす丘陵地であったが、奈良市域では1955年（昭和30年）の奈良県新総合開発計画で住宅地とされたことを受けて近畿日本鉄道や京阪電気鉄道などが用地買収し、京都府域でも近畿日本鉄道が買収していた。一方、日本住宅公団は、近畿圏基本整備計画において奈良盆地北部の新規宅地面積が約1,000haと予定され、さらに公的機関による大規模な市街地開発に重点を置く方向であったことなどを受け、大阪から約30km圏内でありすでに近鉄京都線が整備されていた平城山丘陵にニュータウンを計画。日本住宅公団が用地を大手私鉄から引き継き、開発を行った。
しかし、京都府の南山城地域はすでに学園前などの開発が進んでいた奈良市とは違い、まだ都市化が進んでいなかったため広域計画・都市計画から始める必要があったが、京都府側の開発への意識が低いことやニュータウンの南西部を除く大部分が山田川流域に属し、行政界と分水界が異なっていることが影響し、京都府側の相楽地区は開発条件の調整に多くの時間を要することとなる。
奈良県側の平城地区は、1965年（昭和40年）12月に公団法第34条に基づいて住宅建設計画と宅地造成計画について奈良県側の知事・市長への意見聴取が行われ、1968年（昭和43年）12月に土地区画整理事業の計画（区域）が決定。1970年（昭和45年）4月に公団法第36条協議に基づいて施工規定・事業計画を定めるため再び奈良県側の知事・市長への意見聴取が行われ、同年10月に平城土地区画整理事業の認可を受けた。一方、相楽地区も同様に1966年（昭和41年）9月に公団法34条に基づいて住宅建設計画と宅地造成計画について京都府側の知事・市長に対して意見聴取が行われたが、同年11月に京都府は再協議を求め、その後も日本住宅公団は河川改修計画等の説明・協議、地区公共下水道計画の要望を行ったが、平城地区の宅地債券用地の引き渡し期限や公団賃貸住宅用地の引き渡しなどが近づき、日本住宅公団は木津町と協議を重ねたうえで1970年（昭和45年）3月に覚書を締結してそのことを京都府に報告し、平城地区の造成工事に着手した。
この間、国会では、近鉄から買収した土地の価格が高すぎるとして、1967年（昭和42年）8月1日に行われたの参議院決算委員会で大森創造（社会党）が質疑を行っている。
造成工事に着手できたことで日本住宅公団は京都府側との話し合いは付いたと考えたが、実際は奈良市側が開発が進むのとは対照的に京都府側との話し合いは進展しなくなる。これは、公害を恐れて下水の完全処理を要求した周辺住民に対して日本住宅公団が十分な解決策を示さなかったため、京都府が慎重な立場をとったためである。
日本住宅公団は農業用水を得るための井戸を掘り、京都大学工学部平岡正勝教授の指導のもと超高級処理場を奈良市に建設するなどしたが、汚染処理水の放流や渋谷川の改修について同意は得られず、木津町が汚水処理水の放流を黙認する形で平城地区の入居開始が1972年（昭和47年）11月に行われた。しかしながら、地元から排水同意問題の解決を求められていた木津町当局もそれ以降は日本住宅公団との話し合いで消極的な対応をするようになり、さらに1973年（昭和48年）の精華町町長選挙での政争の混乱も影響して山松川・鹿川・山田川関連の河川改修の話し合いが進まず、相楽地区だけでなく平城地区の開発もそれ以降進むことはなかった。そうした中、1972年（昭和47年）10月に日本住宅公団南部哲也総裁と蜷川虎三京都府知事がトップ会談を行い、京都府が開発に協力する意思を表明。だが、地元の開発への同意がないことには話し合いに出席しないとの立場に変わりはなく、日本住宅公団は地元との交渉に入ったが、平城地区を先行して造成したことの地元民や木津町当局の不信感は根強く、交渉は困難を喫した。
その後、日本住宅公団は1974年（昭和49年）5月に陣容を新しくして問題点の洗い出しと対処策、問題点の切り離しなどを行ったうえで京都府・建設省と打ち合わせながら木津町・精華町両町への調整工作などを行い、木津町・精華町の開発への姿勢を確認した京都府は関係する各課と慎重に検討を重ねて1974年（昭和49年）9月に都市計画審議会で審議をし、翌月に相楽都市計画土地区画整理事業が成立。平城地区でも事業が遅れていることから施行期間を延長するため第1回事業計画変更認可の手続きが進められ、1975年（昭和50年）12月に認可された。そして、汚染処理水の問題は汚水処理水の放流を1975年（昭和50年）2月に地元が同意し、解決。1977年（昭和52年）8月に京都府・奈良市と日本住宅公団が河川改修工事の施行方法・施行分担などを定めた覚書を交換した。山松川への放流同意が得られたことで、平城地区の近鉄京都線東側での大規模な造成工事が開始。相楽地区でも1976年（昭和51年）5月に日本住宅公団南部総裁が蜷川京都府知事に事業促進について協力を要請したのを契機に1976年（昭和51年）5月に日本住宅公団と木津町が、同年7月に日本住宅公団と精華町が開発に関する基本協定を締結し、公団法36条協議を開始。1978年（昭和53年）3月に相楽都市計画事業相楽土地区画事業が認可され、1986年（昭和61年）4月に入居が開始された。
1987年（昭和62年）10月には関西文化学術研究都市の文化学術研究地区に編入され、住宅都市としての整備と併せて、生活関連の文化学術研究施設の集積立地、都市的サービス施設等の整備を推進している。当初は住宅地区に指定される予定だったが、地元からの研究地区への昇格を望む声を受け、ハイタッチ・リサーチパーク構想などが考慮されての編入であった。文化学術研究地区に指定されたことで相楽地区では計画住宅用地が学研施設用地に変更されてハイタッチ・リサーチパークが誘致され、平城地区でもならやま研究パークが造られた。なお、精華町域は当初から研究施設は計画されていない。
平城地区は1987年（昭和62年）に、相楽地区は1994年（平成6年）に開発が終了したが、その後も空いている土地での施設建設や入居は続いている。

### 開発目的
近畿圏における宅地の不足を緩和し、健全かつ良好な住環境を有する住宅が集約的に建設される宅地を開発することを目標として、勤労者のための宅地の大規模な造成と供給を行うとともに、公共施設の整備改善を図ること。

### 開発理念
- 地域社会の生活や文化との調和を図り、地域になじんだ街づくり[4][5]。
- 京都、奈良に位置する自然や文化財の保存と活用を図った風土を生かした街づくり[4][5]。

平城宮造営の際の瓦窯跡、古墳、役の行者像のある行者の道等の歴史的風土・景観を生かすため、奈良市内から景観を確認したうえで平城宮跡・東大寺二月堂から見通せる平城地区南西部の尾根4か所（114,000m2）は緑地とし、平城宮関連の瓦窯跡などの文化財については京都府教育委員会・奈良県教育委員会に発掘調査を委託。 また、平城地区は奈良県の開発技術指導要綱の施工面積に対する公園・緑地割合を12%以上にするようにという条件に合うよう公園・緑地の基本設計を行い、相楽地区も隣接する旧集落への配慮から緑地を設ける。
- 健康で快適に暮らせる住宅環境をつくり、生活に潤いをもたらす街づくり[4][5]。

センターゾーンを核とし、段階構成が明確な街路網と万葉植物などが多く植栽され、歩車分離が徹底された歩行者専用道網によって安全で快適な生活を目指す。

## 地理
大阪層群の砂および砂礫混じりの粘土層の互層からなる段丘性丘陵に立地する。南西部以外は南から北の方へ傾斜しており、3本の綾線が南北方向に走り、その間を渋谷川と山松川が流れる。近鉄京都線高の原駅西側の造成中には、メタセコイヤとナンキンハゼの実が多く見つかった。

### 地層
- 佐保累層
  - 歌姫粘土層
  - 津風呂互層
    - 高ノ原火山灰層

### 活断層
- 奈良盆地東縁断層帯
  - 佐保田撓曲群
    - 秋篠撓曲
    - 曽根山撓曲
    - 佐保田撓曲

### 河川
ニュータウンの大部分は山田川流域に属し、鹿川や山松川、渋谷川、長谷川から山田川へと流れるが、ニュータウン南西部約30haは押熊川から秋篠川を経て大和川へ流れる。
- 山田川
  - 渋谷川 - 山田川の支流
  - 山松川 - 鹿川の支流。ニュータウン内は暗渠化され、その際にオーバーフロー水を利用した流れのある緑道が整備された[28]。

### 開発前の土地利用
ニュータウン全体
- 土地利用割合 - 山林・原野78.5%、田畑17.3%、ため池1.8%、その他2.4%[9][15]

平城地区
- 土地利用割合 - 山林・原野83.1%、田畑13.8%、公共用地1.5%、ため池1.1%、鉄道用地0.5%[5][8]

相楽地区
- 土地利用割合[4][6]

|          |                    |            | 面積(ha)     | 割合(%) | 筆数  |
| -------- | ------------------ | ---------- | ------------ | ------- | ----- |
| 公共用地 | 国有地             | 道路       | 43,178.74    | 1.64    |       |
| 公共用地 | 国有地             | 河川       | 8,598.83     | 0.32    |       |
| 公共用地 | 国有地             | 水路       | 31,128.15    | 1.18    |       |
| 公共用地 | 国有地             | 堤防       | 5,583.89     | 0.21    |       |
| 公共用地 | 国有地             | 計         | 88,489.61    | 3.35    |       |
| 公共用地 | 地方公共団体所有地 | 道路       | 465.46       | 0.01    |       |
| 公共用地 | 地方公共団体所有地 | 水路       | 19.84        | 0.01    |       |
| 公共用地 | 地方公共団体所有地 | 計         | 485.30       | 0.02    |       |
| 公共用地 | 合計               | 合計       | 88,974.91    | 3.37    |       |
| 宅地     | 民有地             | 田         | 149,091.21   | 5.65    | 522   |
| 宅地     | 民有地             | 畑         | 36,591.69    | 1.39    | 220   |
| 宅地     | 民有地             | 宅地       | 59,041.80    | 2.23    | 232   |
| 宅地     | 民有地             | 山林       | 610,951.94   | 23.15   | 1,643 |
| 宅地     | 民有地             | 原野       | 288,082.72   | 10.91   | 1,120 |
| 宅地     | 民有地             | 墓地       | 3,932.00     | 0.15    | 5     |
| 宅地     | 民有地             | 境内地     | 745.00       | 0.02    | 2     |
| 宅地     | 民有地             | 鉄道用地   | 8,640.55     | 0.33    | 44    |
| 宅地     | 民有地             | 用悪水路   | 465.00       | 0.02    | 2     |
| 宅地     | 民有地             | ため池     | 60,935.93    | 2.31    | 150   |
| 宅地     | 民有地             | 公衆用道路 | 91.30        | 0.01    | 3     |
| 宅地     | 民有地             | 雑種他     | 58,562.56    | 2.22    | 233   |
| 宅地     | 民有地             | 計         | 1,277.131.70 | 48.39   | 4,176 |
| 宅地     | 公団               | 公団       | 989,400.12   | 37.49   | 420   |
| 宅地     | 測量増             | 測量増     | 283,844.12   | 10.75   |       |
| 宅地     | 合計               | 合計       | 2,550,375.94 | 96.63   | 4,596 |
| 総計     | 総計               | 総計       | 2,639,350.85 | 100.00  | 4,596 |
- 戸数 - 25戸（うち住宅は14戸）[6]
- 公共施設 - 近鉄京都線線路、関西電力特別高圧送電線美濃幹線 (154,000V)・木曽幹線 (154,000V)[4][6]
- 道路 - 周辺の集落からの丘陵谷間にある農地への里道のみ[3][4][6]。

### 開発後の土地利用
平城地区
- 土地利用計画[3][5]

|                |              | 面積(ha) | 割合(%) |
| -------------- | ------------ | -------- | ------- |
| 公共用地       | 道路         | 71.2     | 20.4    |
| 公共用地       | 公園・緑地   | 30.6     | 8.8     |
| 公共用地       | 河川・水路   | 1.2      | 0.3     |
| 公共用地       | 計           | 103.0    | 29.5    |
| 公益的施設用地 | 教育施設     | 26.4     | 7.6     |
| 公益的施設用地 | 商業等施設   | 16.6     | 4.8     |
| 公益的施設用地 | 都市運営施設 | 5.1      | 1.4     |
| 公益的施設用地 | 計           | 48.1     | 13.8    |
| 住宅用地       | 集合住宅     | 69.7     | 20.0    |
| 住宅用地       | 独立住宅     | 127.9    | 36.7    |
| 住宅用地       | 計           | 197.6    | 56.7    |
| 合計           | 合計         | 348.7    | 100.0   |
相楽地区
- 土地利用計画[4]

|                |                  | 面積(ha) | 割合(%) |
| -------------- | ---------------- | -------- | ------- |
| 公共用地       | 道路             | 50.7     | 19.2    |
| 公共用地       | 公園・緑地       | 20.7     | 7.9     |
| 公共用地       | 河川・水路       | 3.2      | 1.2     |
| 公共用地       | 計               | 74.6     | 28.3    |
| 公益的施設用地 | 教育施設         | 20.4     | 7.7     |
| 公益的施設用地 | 商業業務施設     | 9.4      | 3.6     |
| 公益的施設用地 | 文化学術研究施設 | 9.1      | 3.5     |
| 公益的施設用地 | その他施設       | 17.0     | 6.4     |
| 公益的施設用地 | 計               | 55.9     | 21.2    |
| 住宅用地       | 一般住宅         | 103.2    | 39.1    |
| 住宅用地       | 計画住宅         | 30.2     | 11.4    |
| 住宅用地       | 計               | 133.4    | 50.5    |
| 合計           | 合計             | 263.9    | 100.0   |
- 土地利用割合[4][6]

|          |                    |            | 面積(ha)     | 割合(%) |
| -------- | ------------------ | ---------- | ------------ | ------- |
| 公共用地 | 国有地             | 道路       | 58,368.30    | 2.21    |
| 公共用地 | 国有地             | 河川       | 31,773.96    | 1.20    |
| 公共用地 | 国有地             | 水路       | 31,773.96    | 1.20    |
| 公共用地 | 国有地             | 堤防       | 31,773.96    | 1.20    |
| 公共用地 | 国有地             | 計         | 90,142.26    | 3.41    |
| 公共用地 | 地方公共団体所有地 | 道路       | 449,179.82   | 17.02   |
| 公共用地 | 地方公共団体所有地 | 公園       | 139,811.16   | 5.30    |
| 公共用地 | 地方公共団体所有地 | 緑地       | 67,390.57    | 2.55    |
| 公共用地 | 地方公共団体所有地 | 計         | 656,381.55   | 24.87   |
| 公共用地 | 合計               | 合計       | 746,523.81   | 28.28   |
| 宅地     | 民有地             | 田         | 1,311.532.04 | 49.69   |
| 宅地     | 民有地             | 畑         | 1,311.532.04 | 49.69   |
| 宅地     | 民有地             | 宅地       | 1,311.532.04 | 49.69   |
| 宅地     | 民有地             | 山林       | 1,311.532.04 | 49.69   |
| 宅地     | 民有地             | 原野       | 1,311.532.04 | 49.69   |
| 宅地     | 民有地             | 墓地       | 1,311.532.04 | 49.69   |
| 宅地     | 民有地             | 境内地     | 1,311.532.04 | 49.69   |
| 宅地     | 民有地             | 鉄道用地   | 1,311.532.04 | 49.69   |
| 宅地     | 民有地             | 用悪水路   | 1,311.532.04 | 49.69   |
| 宅地     | 民有地             | ため池     | 1,311.532.04 | 49.69   |
| 宅地     | 民有地             | 公衆用道路 | 1,311.532.04 | 49.69   |
| 宅地     | 民有地             | 雑種他     | 1,311.532.04 | 49.69   |
| 宅地     | 公団               |            | 1,311.532.04 | 49.69   |
| 宅地     | 保留地             | 保留地     | 581,295.00   | 22.03   |
| 宅地     | 合計               | 合計       | 1,892,827.04 | 71.72   |
| 総計     | 総計               | 総計       | 2,639,350.85 | 100.00  |

## 区域
幹線道路によって7住区に区切られており、それぞれが1小学校区となる。開発に当たっては、昭和50年度に導入された無利子措置法が適用された。なお、昭和40年代初頭の基本計画では奈良県側・京都府側両方を合わせて「平城ニュータウン」としており、地区公園は京都府側に、地区センターは奈良県側に、住宅地等は府県境を変更することを前提に配置されていた。

### 平城地区
行政区
- 奈良県奈良市（旧：奈良市押熊町・山陵町・歌姫町・佐紀町の各一部[※ 1]）
  - 神功一丁目-六丁目の全域 - 神功皇后陵に近いことから神功と命名。
  - 右京一丁目-五丁目の全域 - 平城京跡に近いことから往時を偲んだ鍵田忠三郎奈良市長が右京と命名[29]。
  - 朱雀一丁目-六丁目の全域 - 朱雀門、朱雀大路に因む地名[30][31][32]。平城京跡に近いことから往時を偲んだ鍵田忠三郎奈良市長が朱雀と命名[29]。
  - 左京一丁目-六丁目の全域 - 平城京跡に近いことから往時を偲んだ鍵田忠三郎奈良市長が左京と命名[29]。

郵便
| 町名 | 郵便番号 | 局           |
| ---- | -------- | ------------ |
| 神功 | 631-0804 | 奈良西郵便局 |
| 右京 | 631-0805 | 奈良西郵便局 |
| 左京 | 631-0801 | 奈良西郵便局 |
| 朱雀 | 631-0806 | 奈良西郵便局 |
市外局番
| 町名                            | 番号区画コード | MA      | 市外局番 |
| ------------------------------- | -------------- | ------- | -------- |
| 神功,右京（一部除く）,朱雀,左京 | 382            | 奈良第1 | 0742     |
| 右京一丁目の一部                | 422            | 宇治    | 0774     |
市役所出張所
- 北部出張所所管地域[33]

ごみ収集区域
- A（神功一丁目-六丁目・右京一丁目-五丁目）[34]
- B（朱雀一丁目-六丁目・左京一丁目-六丁目）[34]

交番
- 近鉄高の原駅前交番所管区[35]

### 相楽地区
相楽郡木津町と同精華町にまたがっていたことから郡名がそのまま地区名となった。開発にあたっては、昭和54年度に一般土地区画整理事業補助の第1号の一つとして採択された。
行政区
法務局と公団による協議の結果、丁目ごとに連続地番が付番されたが、その順番は東西に長い街区は北西角を起点にした時計廻り、南北に長い街区は北東角を起点にした時計廻りになっている。
- 京都府木津川市（旧：木津町大字相楽[※ 2]・大字市坂小字水干の一部[6]、精華町大字山田[※ 3][6]）
  - 兜台一丁目-七丁目の全域 - 徳川家康が豊臣方との合戦に負け、伊賀上野を越えて逃げようとした際に兜を脱いだ地との言い伝えのある旧木津町大字相楽小字兜谷に因んで兜台と決定[36]。
  - 相楽台一丁目-九丁目の全域 - 木津町が旧木津町大字相楽小字相楽山に因んで相楽台と命名[37]。
  - 市坂水干の一部
- 京都府相楽郡精華町（旧：精華町大字山田の一部[※ 4]・大字乾谷の一部[※ 5][6]、木津町大字相楽の一部[※ 6][6]）
  - 桜が丘一丁目-四丁目の全域 - 山田荘小学校校歌に桜が歌われていることや、かつて山田川沿いおよび南側のなだらかな丘陵地には山桜が咲いており、奈良時代の地域の呼び名「相楽山」は桜處に由来するとの説があることから町名地番住居表示審議会で桜が丘と決定[4][6][24][38]。

郵便番号
| 町名   | 郵便番号 | 局             |
| ------ | -------- | -------------- |
| 兜台   | 619-0224 | 山城木津郵便局 |
| 相楽台 | 619-0223 | 山城木津郵便局 |
| 桜が丘 | 619-0232 | 山城木津郵便局 |
市外局番
| 町名               | 番号区画コード | MA   | 市外局番 |
| ------------------ | -------------- | ---- | -------- |
| 兜台,相楽台,桜が丘 | 422            | 宇治 | 0774     |
木津川市行政地域
- 兜台地域（兜台一丁目-七丁目）[39]
- 相楽台地域（相楽台一丁目-九丁目）[39]

## 人口・世帯数
2000年（平成12年）を境に人口が減少し始めたが、それに伴って1990年（平成2年）から急増していたニュータウンでの犯罪発生件数も2000年（平成12年）を境に減少している。

### 平城地区
|            |            | 面積(m2)     | 戸当たり面積(m2/戸) | 計画戸数(戸) | 計画人口(人) |
| ---------- | ---------- | ------------ | ------------------- | ------------ | ------------ |
| 集合住宅   | 集合住宅   | 697,000      | 120                 | 5,800        | 22,000       |
| 独立住宅   | 公団       | 355,000      | 260                 | 1,400        | 5,800        |
| 独立住宅   | 民有地     | 924,000[※ 7] | 260[※ 8]            | 3,300        | 13,700       |
| 公益的施設 | 公益的施設 | 481,000      |                     | 300          | 1,500        |
| 合計       | 合計       | 2,457,000    |                     | 約10,800     | 約43,000     |
| 丁目名     | 人口  | 世帯数 | 丁目名     | 人口  | 世帯数 |
| ---------- | ----- | ------ | ---------- | ----- | ------ |
| 神功一丁目 | 1,202 | 616    | 右京一丁目 | 22    | 9      |
| 神功二丁目 | 501   | 205    | 右京二丁目 | 2,583 | 1,358  |
| 神功三丁目 | 773   | 286    | 右京三丁目 | 889   | 364    |
| 神功四丁目 | 969   | 362    | 右京四丁目 | 580   | 240    |
| 神功五丁目 | 863   | 321    | 右京五丁目 | 1,120 | 418    |
| 神功六丁目 | 1,343 | 432    |            |       |        |
| 朱雀一丁目 | 1,006 | 364    | 左京一丁目 | 1,005 | 390    |
| 朱雀二丁目 | 518   | 214    | 左京二丁目 | 2,456 | 888    |
| 朱雀三丁目 | 993   | 403    | 左京三丁目 | 1,942 | 717    |
| 朱雀四丁目 | 845   | 337    | 左京四丁目 | 684   | 247    |
| 朱雀五丁目 | 2,515 | 1,018  | 左京五丁目 | 0     | 0      |
| 朱雀六丁目 | 839   | 306    | 左京六丁目 | 15    | 5      |
現在の人口は2013年（平成25年）4月1日時点。入居開始以降増加を続けていたが、2000年（平成12年）を境に減少傾向に転じている。開発当初、公団団地に入居する人の割合が高かったことから奈良市旧市街地域と比較すると若い世帯が多かったが、その後若い世帯の割合は減少し、現在では平城第二団地が建っている右京二丁目では老人世帯、朱雀第一住宅街が建っている朱雀5丁目では50-60代人口の多さが目立っている。また、世帯数の伸び悩みと、核家族化と出生率低下に伴う一世帯あたりの人数の減少が、3つの近隣センター地区計画や公共施設の建設計画の遅れや規模縮小をもたらし、雑草が生い茂る空き地の景観や防犯の問題を起こした。

### 相楽地区
|          |        |              | 面積(m2)  | 戸当たり面積(m2/戸) | 計画戸数(戸) | 戸当たり人口 | 計画人口(人) |
| -------- | ------ | ------------ | --------- | ------------------- | ------------ | ------------ | ------------ |
| 住宅地   | 民有地 | 民有地       | 814,000   | 250                 | 3,260        | 4.2          | 13,700       |
| 住宅地   | 公団   | 計画住宅用地 | 302,000   | 130                 | 2,930        | 3.8          | 11,100       |
| 住宅地   | 公団   | 一般住宅用地 | 218,000   | 230                 | 1,040        | 4.2          | 4,400        |
| 住宅地   | 計     | 計           | 1,334,000 |                     | 7,230        |              | 29,200       |
| 利便施設 | 公団   | 公団         | 94,000    |                     | 200          | 5.0          | 1,000        |
| 利便施設 | 計     | 計           | 94,000    |                     | 200          | 5.0          | 1,000        |
| 合計     | 合計   | 合計         | 1,428,000 |                     | 7,430        |              | 30,000       |
| 丁目名       | 人口  | 世帯数 | 丁目名       | 人口  | 世帯数 |
| ------------ | ----- | ------ | ------------ | ----- | ------ |
| 兜台一丁目   | 1,937 | 800    | 相楽台一丁目 | 0     | 0      |
| 兜台二丁目   | 1,450 | 562    | 相楽台二丁目 | 626   | 224    |
| 兜台三丁目   | 717   | 262    | 相楽台三丁目 | 22    | 10     |
| 兜台四丁目   | 555   | 199    | 相楽台四丁目 | 0     | 0      |
| 兜台五丁目   | 2,194 | 764    | 相楽台五丁目 | 737   | 279    |
| 兜台六丁目   | 235   | 87     | 相楽台六丁目 | 484   | 172    |
| 兜台七丁目   | 516   | 183    | 相楽台七丁目 | 834   | 335    |
|              |       |        | 相楽台八丁目 | 1,025 | 375    |
|              |       |        | 相楽台九丁目 | 622   | 259    |
| 桜が丘一丁目 | 1,340 | 475    |              |       |        |
| 桜が丘二丁目 | 988   | 348    |              |       |        |
| 桜が丘三丁目 | 1,404 | 528    |              |       |        |
| 桜が丘四丁目 | 1,467 | 529    |              |       |        |
現在の人口は、兜台・相楽台は2013年（平成25年）3月31日時点。桜が丘は2013年（平成25年）4月1日時点。
入居開始以降増加を続けていたが、2008年（平成20年）を境に減少傾向に転じている。

## 景観や環境に関する都市計画・建築制限・制度
奈良市
- 奈良市都市計画

奈良県の高度地区運用ガイドラインに基づき、センターゾーン奈良市域を31m高度地区に指定。
- 奈良市景観計画

西北部住宅地景観区域に指定し、潤いややすらぎを得ることのできる自然環境を活かした、緑豊かな住みよい生活環境としての景観の形成を目指す。
- 奈良市地区計画の区域内における建築物の制限に関する条例

大和都市計画地区計画ならやま研究パーク地区計画の区域で地区整備計画が定められた区域において、壁面の位置と建築物の用途を制限。
京都府
- 学研地域商業ガイドライン

まちなか再生を推進するガイドラインに関する提言に基づき、高の原地域（木津川市相楽台一丁目1・3・5）約48,000m2を特定大規模小売店舗の誘導エリアとする。
- 関西文化学術研究都市（京都府域）における景観の形成に関する計画（略称：学研景観計画）

文化学術研究ゾーンおよびセンターゾーンにおける建築物等の景観に係る規制誘導、文化学術研究地区におけるシンボル的な道路沿道景観形成の誘導。
- 建築物等の緑化促進制度

市街化区域を特定緑化地域に指定。
木津川市
- 木津川市研究開発地区建築条例

相楽リサーチパーク研究開発地区において研究開発地区内における住宅・兼用住宅・共同住宅・寄宿舎・下宿、ホテル・旅館、ボウリング場・スケート場・水泳場およびそれらに類する運動施設で政令第130条6の2に定めるもの、カラオケボックスおよびこれに類するもの、マージャン屋・パチンコ屋・射的場・勝馬投票券発売所・場外車券売場およびそれらに類するもの、神社・寺院・教会およびそれらに類するもの、公衆浴場、老人ホーム・身体障害者福祉ホームおよびそれらに類するもの、老人福祉センター・児童厚生施設その他これらに類するもの、自動車教習所、自動車車庫、倉庫、畜舎、自動車修理工場の建築を制限。
- 木津川市兜台2丁目高の原万葉台建築協定書

木津川市兜台二丁目の一部7,943.78m2において住民独自の建築ルールを運営。
- 相楽台9丁目15番建築協定書

木津川市相楽台九丁目15-1の9,645.50m2において住民独自の建築ルールを運用。

## 年表

### 生い立ち

#### 1964年以前
1962年（昭和37年）以前
- 開発以前 - 平城山丘陵、生駒郡、奈良市、相楽村、木津町、精華町を参照。
- 1950年（昭和25年）10月21日 - 奈良国際文化観光都市建設法が成立。
- 1951年（昭和26年）3月15日 - 一部が現在の平城地区に当たる生駒郡平城村が、奈良市と合併[3]。
- 1951年（昭和26年）4月1日 - 一部が現在の相楽地区に当たる相楽村が木津町と合併。
- 1951年（昭和26年）4月1日 - 一部が現在の相楽地区に当たる山田荘村が川西村と合併し、精華村が誕生。
- 1953年（昭和28年）4月29日 - 農業用水路工事中に窯1基を確認。
- 1953年（昭和28年）4月29日 - 京都府教育委員会の委嘱を受けた京都大学梅原末治博士がロストル式の平窯（音如ヶ谷瓦窯跡1号窯）を発掘[52][53]。このときに出土した瓦の一部は木津町教育委員会が保管[52]。
- 1955年（昭和30年）4月1日 - 町村合併促進法に基づき、精華村が町政を施行し、精華町となる。
- 1960年（昭和35年）-1965年（昭和40年）- 近畿日本鉄道が平城山丘陵の用地を買収[54]。その後、近畿日本鉄道は150万m2を平城ニュータウンの用地として日本住宅公団に譲渡[55]。

1963年（昭和38年）
- 日本住宅公団が、平城ニュータウン建設計画の妥当性の検討を専門家に依頼[3]。
- 4月30日 - 京阪電気鉄道が奈良市歌姫町の土地の一部を買収[56]。

1964年（昭和39年）
- 7月 - 日本住宅公団においてマスタープランの準備段階に入る[8]。
- 日本住宅公団が京都大学有光教一教授に依頼し、宅地開発に関する委託研究「文化財GENERAL SURVEYと開発と保存に関する一般的RULEについて」を開始[2][15]。
- 12月20日-1965年（昭和40年）3月31日 - 京都大学考古学研究会・立命館大学考古学研究会を含む150人の調査員が平城ニュータウン予定地内で文化財分布調査を行い、すでに確認されていた3か所に加え、新たに13か所の遺跡を確認し、遺物も28地点で採取[57]。

#### 1965年 - 1969年
1965年（昭和40年）
- 2月15日 - 京阪電気鉄道が奈良市歌姫町の土地の一部を買収[56]。
- 3月12日 - 平城地区・相楽地区の地区決定[5]。
- 3月16日 - 平城地区の用地買収が始まる[5]。鑑定額は住友信託銀行と大和銀行の平均が4,205円で[※ 23]、実際の買収額は1坪4,200円以内[54]。
- 3月25日 - 京阪電気鉄道が奈良市歌姫町の土地の一部を日本住宅公団へ売却[56]。
- 6月 - 日本住宅公団が「平城地区における住宅団地計画」を明らかにする[3]。
- 6月10日 - 日本住宅公団大阪支所宅地開発部長山岡順二らが奈良県庁企画課に赴く[8]。
- 日本住宅公団が奈良県教育長と遺跡について事前協議[15]。
- 7月26日 - 京阪電気鉄道が奈良市歌姫町の土地の一部を日本住宅公団へ売却[56]。
- 9月22日 - 京阪電気鉄道が奈良市歌姫町の土地の一部を日本住宅公団へ売却[56]。
- 12月 - 公団法第34条に基づき、住宅建設計画と宅地造成計画について奈良県側の知事・市長への意見聴取が行われる[9][15]。

1966年（昭和41年）
- 3月 - 相楽地区の用地買収が始まる[4][6]。鑑定額は不動産研究所が4,430円、大和銀行が4,460円、住友信託銀行が4,680円で、実際の買収額は1坪4,300円以内[54]。なお、奈良県側と京都府側の買収地は、もともと近畿日本鉄道が自身で所有していたものと個人から近畿日本鉄道に委託されたもの、個人や相互土地から京阪電気鉄道・富国開発に委託されたもの、個人が所有しているものからなる[54]。
- 日本住宅公団が京都府教育長と遺跡について事前協議[15]。
- 3月11日 - 平城地区・相楽地区の変更地区決定[5]。
- 7月1日 - 日本住宅公団平城開発事務所が開所[2][4][5][6]。
- 9月 - 日本住宅公団が「平城住宅団地マスタープラン」を作成[3]。
- 9月 - 公団法第34条に基づき、住宅建設計画と宅地造成計画について京都府側の知事・市長への意見聴取が行われる[9][15]。
- 11月 - 京都府が日本住宅公団に再協議を求める[15]。
- 日本住宅公団は京都府と協議を開き、ニュータウン計画について開発を見送ることを決定[8]。
- 10月 - 国道24号線バイパス線の計画が決定[3]。

1967年（昭和42年）
- 5月31日 - 人口増加に伴う水不足によって1966年7月20日に学園前を中心とする奈良市西部地域で発生した、初めての20日間もの大規模な断水などを受け、奈良市は日本住宅公団に財政不足と上水道の供給が困難であることを理由に、事業の中止を申し入れる[3]。
- 12月28日 - 奈良市が「開発行為等に伴う都市施設の整備に関する指導要綱」を施工[3]。

1968年（昭和43年）
- 2月22日 - 平城地区の用地買収が終了[5]。
- 2月 - 相楽地区の用地買収が終了[5]。
- 11月 - 奈良市が平城ニュータウンの受け入れ計画をまとめる[3]。
- 12月7日 - 奈良市と日本住宅公団が公共事業および公益施設整備事業等について協力することなどが書かれた覚書を交換[3]。
- 12月28日 - 平城地区の土地区画整理区域が決定[3][5]。
- 12月 - 奈良市が建設省に平城ニュータウン計画決定の申請を行う[3]。

1969年（昭和44年）
- 5月 - 水道幹線道路「都市計画街路外環状線」北部地区が着工[3]。なお、この工事は平城土地区画整理事業最初の工事で、道路はその後奈良阪南田原線に改称[3]。

#### 1970年 - 1974年
1970年（昭和45年）
- 3月 - 木津町と日本住宅公団が開発に伴う覚書を交換[15]。
- 4月 - 公団法第36条協議に基づき、施工規定・事業計画を定めるため奈良県側の知事・市長への意見聴取が行われ、回答を得る[9][15]。
- 4月28日 - 都市計画変更[5]。
- 6月2日 - 地元住民が反対としていた奈良市が計画する清掃工場について話し合いが付き、7月起工式の運びとなる[8]。
- 奈良県教育委員会内に平城団地第8号遺跡調査委員会が設置される[58]。
- 7月20日-8月31日 - 平城団地第8号遺跡調査委員会が奈良山第53号窯を調査し、瓦窯3基を発掘[58]。
- 9月 - 日本住宅公団は奈良県および奈良市から強い要望のあった古都の風致景観保全について団地周辺を緑と桜2万本で埋める計画を発表[8]。
- 9月25日 - 奈良市の自然流下式水道建設事業が完成[8]。木津川水源の復活承認によって給水できるめどがつき、同県との調整も完了したことから事業計画を建設省に提出[8]。
- 奈良市が給水規制を緩和[3]。
- 10月13日 - 奈良国際文化観光都市建設事業平城土地区画整理事業事業施行規定及び事業計画認可[1][2][5]。
- 12月 - 平城地区の市街化区域が決定[3][15]。

1971年（昭和46年）
- 1月14日 - 平城地区審議会当選人決定公告[5]。
- 1月 - 平城土地区画整理審議会が発足[3]。
- 3月 - 都市計画街路外環状線の「那羅山橋」「山陵跨線橋」が完成[3]。
- 5月27日 - 平城地区の起工式が行われる[1][2][5]。
- 5月30日 - 2府県をまたぐニュータウンでの行政格差が問題となることから、協識会を設け検討に入る[8]。
- 10月 - 一般国道24号奈良バイパスの6.5km区間（木津町-奈良市三条通り）が開通[3]。
- 10月1日 - 平城地区仮換地指定および使用収益開始[1][5]。
- 11月7日 - 360tの処理能力がある清掃工場が完成[3][8]。総工費は5億8000万円余り[8]。当初は旧式の焼却炉で操業していたため、騒音・排煙・悪臭から地元住民からの苦情が絶えなかった[59]。
- 11月 - 平城第一団地・平城第二団地の建設に着工[3]。
- 12月 - 清掃工場完成式が挙行される[3]。
- 12月28日 - 相楽地区の市街化区域が決定し、暫定的に相楽地区全域が第1種住居専用地域となる[4][5][6][15]。

1972年（昭和47年）
- 1月19日 - 平城地区の建設工事中に作業員が生き埋めになり、死亡[8]｡
- 1月20日 - 前日の死亡事故現場付近で再び作業員が事故死。奈良労働基準監督署が安全検査を実施[8]。
- 近鉄京都線の平城駅から2.6km、山田川から1.6kmの地点に新駅が計画される[3]。
- 7月 - 近鉄京都線新駅着工[3]。
- 7月 - 平城第二団地の3K883戸、3DK612戸を入居募集[3]。
- 7月3日-9月28日 - 奈良国立文化財研究所平城宮跡発掘調査部が押熊瓦窯跡1,110m2を調査し、6基を発掘[60]。
- 7月 - 平城地区の通称町名が「神功」「右京」「朱雀」「左京」に決定[3]。
- 7月31日-9月28日 - 奈良国立文化財研究所平城宮跡発掘調査部が歌姫西瓦窯跡を調査し、須恵器窯3基と瓦窯6基を発掘[60]。須恵器窯の発掘により、平城宮造営以前から窯が活動していたことが明らかになる[52]。
- 8月12日 - 平城ニュータウン入居者の消費活動および娘楽文化活動などに応えるため官公庁・銀行・医療機関・サービス業を含む平城センター会社設立の構想が発表される[8]。
- 9月25日-9月29日 - 奈良国立文化財研究所平城宮跡発掘調査部が奈良山第15号地点古墳60m2を調査[60]。
- 9月25日-10月5日 - 奈良国立文化財研究所平城宮跡発掘調査部が奈良山第13号地点古墳125m2を調査[60]。
- 10月3日-10月21日 - 奈良国立文化財研究所平城宮跡発掘調査部が大仙堂廃寺跡545m2を調査[60]。
- 10月6日-10月11日 - 奈良国立文化財研究所平城宮跡発掘調査部が歌姫西瓦窯跡を調査し、須恵器窯1基を発掘[60]。
- 10月 - 日本住宅公団南部哲也総裁と蜷川虎三京都府知事とのトップ会談で、京都府が相楽地区の開発に協力する意思を表明[9][15]。
- 平城西配水池が完成[3]。
- 大阪ガスが地域開発幹線導管「神功線」を敷設[61]。
- 11月22日 - 平城地区の入居開始に合わせるため、近鉄京都線高の原駅が仮開業[3][4][6][8]。
- 11月24日 - かぎ渡し式[8]。
- 11月25日 - 平城地区への入居が平城第二団地第1次入居より始まり、平城第二団地1,510戸のうち500戸程が入居[3]。入居率の低さを受け、のちに平均月収が家賃の4倍以上という入居資格条件は廃止されて自由応募制になり、またPR用電光掲示板や横幕が掲げられた[3]。
- 11月 - 商業施設「平城第2ショッピングセンター」が開業。
- 11月 - 平城第2ショッピングセンターに平城派出所が開設[3]。当初は1人の署員が週6日間、午前9時から午後5時まで駐在していたが、自治会からの要望などを受けて団地内を巡回していたため、昼間でも無人であった[8][3]。
- 平城派出所の署員の少なさを受けて奈良市防犯協議会直属の機関として右京防犯委員会が結成され、25人の委員が数半に分かれて月4-5回午前8時半から午後11時までちょうちんを持ちながら団地付近や道路を巡回[8][3]。
- 11月 - 平城地区一部給水開始[3]。
- 11月 - 平城処理場併用開始[3]。
- 都市計画街路外環状線併用開始[3]。
- 11月 - 電電公社平城収容局が完成し、0742-71が誕生。
- 12月1日 - 平城第二団地に入居する15人の児童のための小学校として奈良市立右京小学校が開校[3]。
- 12月1日 - 平城地区最初の中学校奈良市立平城西中学校が開校[3]。当初は生徒は1人で、教師は5人[3]。
- 12月1日 - 平城地区入居開始に合わせ、平城第2ショッピングセンターに奈良市北部出張所が開所[3][62]。
- 12月 - 平城第2ショッピングセンターに大阪ガス出張所が開所[3]。
- 12月 - 平城第2ショッピングセンターに右京郵便局が開局[3]。奈良市内では初めて休日の自動預入支払機による「ホリデーサービス」を実施[3]。
- 12月 - 都市計画街路外環状線の6.8km区間（奈良阪町-押熊町）が開通[3]。
- 12月25日 - 近商ストア平城店が平城第2ショッピングセンターに開店。

1973年（昭和48年）
- 1月22日 - 相楽地区の開発が滞っている問題の解決のため、日本住宅公団南部哲也総裁が、蜷川虎三京都府知事とのトップ会談を行う[63]。
- 3月 - 第1次・第2次宅債宅地の引き渡し[15]。
- 3月 - 医療法人新生会平城診療所が開所[3]。
- 4月1日 - 平城地区最初の幼稚園「奈良市立右京幼稚園」が開園[8]。
- 4月 - 渋谷川改修工事に着手[4][6]。
- 5月1日 - 奈良市立右京保育園が開園[3]｡
- 5月16日 - 近鉄高の原駅が完成し、本開業[1][2][3][4][6][8]。
- 5月 - 都市計画街路外環状線北部地区の開通式が行われる[3]。
- 7月 - 平城第一団地入居開始[2][3]。当初は1972年12月の入居募集の予定であったが、平城第二団地の入居率の低さから日本住宅公団大阪支所では初めての募集延期となった[3]。
- 7月28日 - 近商ストア平城店から西に1kmの平城第一団地近くに平城2号店が開店[8][64]。店舗面積は57.5m2で、日常生活上、最小限度かかせない必需品の生鮮食品を主に取り扱った[64]。また、隣接して酒屋・薬局があった[8]。
- 7月28日 - 奈良市神功への入居開始に合わせ、奈良交通バスが、近鉄高の原駅から奈良市神功4丁目までの平城団地線の運行を開始[1][3][65][66]。平城団地線は当初、運行時間の不便さから一日およそ700人の乗客しかなく、奈良県内の団地を走るバス路線で最も大きな赤字を出したが、日本住宅公団が所要費用を負担し、また開設後2年間は「新住宅地バス路線開設運行費補助制度」による補助を受け、運行された[1][3]。
- 8月 - 消費物質対策部・医療保健対策部・文化体育部・少年少女部・広報部・環境対策部・交通対策部などから成る平城第二団地自治会が発足[3]。
- 10月30日-11月4日 - 奈良国立文化財研究所平城宮跡発掘調査部が音如ヶ谷瓦窯跡東側平坦部969m2を予備調査し、灰原・掘立柱穴や瓦・土器、2号窯の一部を検出[52][67]。
- 12月25日 - 相楽地区用途地域決定[4][6]。

1974年（昭和49年）
- 1月 - 日本住宅公団と精華町が確認書を取り交わす[15]。
- 1月 - 平城ニュータウン用地の土地区画整理事業の区域決定[3]。
- 3月 - 奈良県の新年度予算に平城センター会社予算が計上される[8]。
- 奈良県の新年度予算に平城第二団地自治会から要望があった青空市場の助成金を計上。
- 4月 - 平城第一団地自治会が発足[3]。
- 4月 - 関西電力平城変電所が完成[3]。
- 6月 - 3度に渡り、精華町域の地元権利者対象の説明会を開催[15]。
- 7月 - 精華町域の地区外権利者対象の説明会を開催[15]。
- 7月 - 清掃工場に粗大ごみ処理施設が完成[3]。
- 日本住宅公団が平城第一団地・平城第二団地内の数か所に、「団地内での露天商を禁止します｡」と書かれた看板を立てる[8]。これに対して主婦らから「物価高の世の中で少しでも安くて新鮮なものをめるのは当然のことなのに、露天商を禁止するとそれが買えなくなる」「第一・第二団地2,100世帯の内3分の1が共働きの家庭で、その9割以上が大阪・京都への県外通勤であるにもかかわらず、近商ストアは19時で閉店する[※ 24]ために勤め帰りに買い物ができない」として抗議が起こった[8]。
- 9月 - 平城第一団地自治会と平城第二団地自治会が平城ニュータウン自治連合会を結成[3]。
- 10月4日 - 相楽土地計画土地区画整理事業が成立し、相楽地区の施行区域が決定[4][5][6][8][15]。
- 日本住宅公団が民間コンサルタントに依頼し、高野前国土庁調査官や藤野近畿地方整備局本部調査官、大学の専門家からなる調査委員によって府や町と調整しながら「平城ニュータウン基本計画」（相楽地区のマスタープラン）の再検討を実施し、道路計画・施設計画・土地利用計画全てが見直される[9][15]。
- 12月20日 - 平城ニュータウンセンター開発設立総会が開かれる[1]。奈良県・奈良市・日本住宅公団・金融機関・鉄道・ガス・電力会社などが共同出資し、資本金は2億円[1][3]。

#### 1975年 - 1979年
1975年（昭和50年）
- 2月 - 汚染処理水の放流の地元の同意を得る[9]。
- 3月1日 - 平城地区最初の公園「平城第3号近隣公園」の併用開始[3][68]。
- 4月 - ならやま自治会が発足[3]。
- 4月4日 - 1973年頃から地元住民から要望が出されていたバンビーホームが、右京小学校に開設される[3]。
- 4月6日 - 高の原教会が創立[69]。
- 3月 - 京都府都市計画審議会で都市計画道路を審議[15]。
- 4月 - 木津町町長・精華町長が京都府知事に対し、「流域下水道早期実現の要望」を手渡す[15]。
- 4月16日 - 相楽地区の都市計画道路6路線が決定・告示[4][6][9][15]。
- 改正された奈良県の開発技術指導要綱の施工面積に対する公園・緑地割合を12%以上にするようにという条件に合うよう、平城地区の公園・緑地の基本設計をまとめる[9]。
- 7月 - 日本住宅公団がマスタープランの見直しについて京都府都市計画課に説明し、内容について調整[15]。
- 7月 - 第2暫定処理場が着工[15]。
- 7月 - 奈良市営平城プールが竣工、開業[3]。
- 平城第二団地のボランティア「あすなろの会」が、団地の歴史や生活、周辺の草花の変化などを記録した映画「平城ニュータウン」と、年中行事などを30分にまとめた映画「わが団地はふる里」を制作[3]。
- 8月 - 日本住宅公団がマスタープランについて再度京都府都市計画課に説明[15]。
- 9月 - 日本住宅公団が木津町・精華町両町に対してマスタープランの見直しについて説明し、セットする[15]。
- 10月 - 日本住宅公団が基本設計に取り掛かる[15]。
- 12月 - 京都府・奈良県双方の都市計画課の担当者が平城開発事務所で道路についての調整を行う[15]。
- 12月22日 - 相楽地区の事業計画認可の遅れに伴う平城地区の開発の行き詰まりによる施工期間の延長や事業費の改定などを求めた平城地区の第1回施工規定事業計画変更が認可される[1][3][5][9][15]。これを機に、事業名称は大和都市計画事業（奈良国際文化観光都市建設事業）平城土地区画整理事業となる[15]。

1976年（昭和51年）
- 日本住宅公団が相楽地区の都市計画を始める[70]。
- 奈良市朱雀への入居開始[3]。
- 日本住宅公団が「平城地区歩行者専用道路等基本設計報告書」をまとめる。
- 4月16日 - 相楽地区の幹線道路の都市計画が決定・告示[4][15]。当初は木津町・精華町全域にわたる予定だったが、調査に長期間を要すると判断した京都府が、日本住宅公団から要望があったこともあり、建設省と検討したうえで最終的に国道163号以南となった[15]。
- 5月 - 日本住宅公団南部総裁が蜷川京都府知事に事業促進について協力を要請[9][15]。
- 5月 - 日本住宅公団と木津町が開発に関する基本協定を結ぶ[9][15]。
- 7月 - 日本住宅公団と精華町が開発に関する基本協定を結ぶ[9][15]。

1977年（昭和52年）
- 3月-4月 - 日本住宅公団が木津町と精華町から36条協議の回答を得る[9][15]。
- 第四次下水道五箇年計画の重点調査事項である「下水道処理水の循環利用調査」について建設省から委託を受けた日本住宅公団が、水の再利用時の水質基準、施設の設計基準、施設の管理基準を設定するための基礎資料を得ることを目的として、平城浄化センターに設けられたプラントで3か年計画での研究・調査を開始[1][71]。その後、処理場への流入負荷量の変動の対策のために施設改善の研究を繰り返した結果、変動を一定にするためのバランシングタンクが開発された[1]。
- 4月 - 朱雀二丁目自治会が発足[3]。
- 5月 - 国道24号線奈良バイパスの8.15km全線が開通[3]。
- 7月 - 日本住宅公団が平城ニュータウンに中水道システムを採用することを発表[72]。
- 8月 - 京都府・奈良市と日本住宅公団が河川改修工事の施行方法・施行分担などを定めた覚書を交換[3]。
- 9月 - 平城浄化センター併用開始[3]。施設は浄化槽法に基づく暫定処理施設として日本住宅公団が管理[3]。

1978年（昭和53年）
- 3月8日 - 相楽都市計画事業相楽土地区画事業の事業規定と施工規定が認可される[1][4][5][6][9]。
- 4月 - ならやま自治会が右京三丁目自治会、右京四・五丁目自治会、神功自治会に分割[3]。
- 7月 - 平城ニュータウンスポーツ協会が発足[3]。
- 8月14日 - 相楽地区審議会当選人決定公告[4][5][6]。
- 8月14日 - 相楽地区学識経験委員を選任[4][6]。
- 日本住宅公団が京都府側の開発に着手[24][36]。
- 10月 - 相楽地区で防災工事に着手[4][6]。
- 10月13日 - 相楽地区評価員を選任[4][6]。
- 11月 - 山田川の改修工事に着手[4][6]。
- 12月12日 - 相楽地区土地評価基準を制定[4][6]。

1979年（昭和54年）
- 1月8日-3月31日 - 奈良国立文化財研究所平城宮跡発掘調査部が、1973年の予備調査時の掘立柱穴の確認によって工房が存在する可能性のある音如ヶ谷瓦窯跡について、窯と工房の両者を一括して把握することを目的として2,100m2を大規模発掘調査[52][53]。
- 1月9日-3月31日 - 奈良国立文化財研究所平城宮跡発掘調査部が石のカラト古墳313m2を調査[53]。すでに古墳を緑地として保存することが決まっていたため、古墳の範囲を確認するため調査が行われた[52][53]。
- 1月13日-1月26日 - 奈良国立文化財研究所平城宮跡発掘調査部が奈良山第13号地点古墳200m2を調査[53]。
- 奈良国立文化財研究所による相楽地区の発掘調査が終了[12]。
- 4月1日 - 奈良市立神功幼稚園が開園[3]。
- 4月 - 朱雀一丁目自治会が発足[3]。
- 5月1日 - 木津町・精華町の間で行政境界を道路に沿うようにするに変更決定・告示[4][5][6]。
- 5月10日 - 相楽地区の位置価・路線価が決定[4][6]。
- 6月29日 - 相楽地区の仮換地・保留地が決定[4][6]。
- 9月 - 平城東配水池が完成[3]。
- 10月 - 石のカラト古墳について、文化財保護審議委員会で史跡指定の答申がなされる[52]。

#### 1980年 - 1984年
1980年（昭和55年）
- 4月1日 - 第1回仮換地指定通知[4][5][6]。
- 4月1日 - 奈良市立右京小学校の学区割により、奈良市立朱雀小学校・奈良市立神功小学校が開校[3]。
- 4月1日 - 奈良県立平城高等学校が開校[3]。校章は平城山の瓦窯で生産された瓦の複弁八葉蓮華文と輝く太陽、平城ニュータウン・高の原という名称のイメージを図案化したもの[3]。
- 4月1日 - 奈良市立朱雀幼稚園が開園[3]。
- 4月5日 - 奈良市朱雀の人口増加と地元からの要望を受けて奈良市立朱雀保育園が開園[3]。
- 4月 - 平城朱雀第1住宅が完成、入居開始[3]。
- 7月10日 - 平城第2号公園併用開始[73]。
- 9月14日 - 平城第二コート・球技場が竣工[74]。
- 9月 - 地元住民からの要望があった、平城地区では初の、奈良市内では13か所目の地区公民館「平城西公民館」が完成、開館[3]。いくつかの独自の講座の中で、「子育てネットワーカー養成講座」は奈良県女性センターの保育ボランティア養成講座を終了した保育ボランティアらによる保育付きの講座であったため、奈良市の公的施設としては初めての試みとして注目される[3]。

1981年（昭和56年）
- 1月27日 - 平城地区第2回施工規定事業計画変更認可[3][5]。
- 5月 - 朱雀五丁目自治会が発足[3]。
- 6月 - 朱雀六丁目自治会が発足[3]。
- 8月 - 朱雀第一住宅自治会が発足[3]。
- 9月1日 - バンビーホームが神功小学校に開設される[3]。
- 11月13日 - 相楽地区の公共下水道の都市計画が決定[4][6]。
- 11月27日 - 相楽地区の幹線道路の都市計画が決定[4][6]。
- 11月28日 -「サンタウン高の原」が開業[75]。 平城・相楽ニュータウン唯一のショッピングセンターであった[76]。
- 11月28日 - 近商ストア平城2号店が高の原店を母店とするコンビニエンスストア「サンマート平城店」に[77]。売場面積は42m2[77]。
- 11月28日 - サンタウン南駐車場が開設[3][78]。

1982年（昭和57年）
- 2月16日 - 神功二丁目街区公園、神功三丁目街区公園、神功五丁目公園、右京三丁目1号街区公園、右京三丁目2号街区公園始、朱雀一丁目街区公園、朱雀五丁目街区公園、朱雀六丁目公園の併用開始[79]。
- 3月7日 - 相楽地区の区画整理補助実施計画が承認される[4][6]。
- 3月 - 旧平城診療所西側に高の原中央病院が開設[3]。
- 4月 - 平城朱雀第二住宅が完成、入居開始[3]。
- 6月12日 - 建設予定地での樹木伐採・抜根作業をしていた倉田周次・近藤信雄が、樹根とともに銅鐸を掘り上げる[80][52]。当初、銅鐸は奈良市教育委員会に運ばれたが、その後文化財課長による現地確認の際に出土地が京都府側（木津町大字相楽小字相楽山47番地）であることが判明し、関係機関の協議の末に木津町に引き渡される[52][70]。
- 7月5日-8月14日 - 銅鐸の出土を受け、大規模な発掘調査を実施[52][80]。
- 相楽山銅鐸出土地の発掘調査を行っていた京都府教育委員会奥村清一郎・木津町教育委員会松本秀人が、排水路工事現場で弥生土器片や石器などを見つけ、大畠遺跡が確認される[52][80]。これにより、関係機関の協議後に平城団地の造成工事が中断[52]。
- 1982年（昭和57年）- 1985年（昭和60年）- 順次、環境清美工場の焼却炉を新造[59]。24時間稼働の全連続燃焼式ストーカ炉で、総工費は約66億円[59]。
- 8月 - 大阪ガスが都市ガスの供給区域に木津町を編入[61]。
- 8月13日-10月20日 - 大畠遺跡の第一次調査 (900m2) を実施[52]。

1983年（昭和58年）
- 2月1日-9月24日 - 大畠遺跡の第二次調査 (3,800m2) を実施[52]。
- 2月 - 平城ニュータウン文化協会が発足[3]。
- 2月 - 平城ニュータウン教育懇談会が結成[3]。
- 9月 - 京都府の中堅企業24社がハイタッチ企業研究会を設立[81]。
- 9月18日 - バンビーホームが朱雀小学校に開設される[3]。
- 11月2日 - 神功四丁目緑地併用開始[82]。
- 奈良市左京で本格的な入居が始まる[3]。
- 12月 - 左京一丁目自治会が発足[3]。
- 12月8日 - 奈良交通平城団地線の高の原駅-左京近隣公園-高の原駅間を延長、高の原駅-朱雀5丁目-左京近隣公園前間他2系統が運行開始[66]。
- 12月8日 - 相楽地区審議会（改選）当選人決定公告[4][5][6]。
- 12月8日 - 相楽地区学識経験委員を選任[4][6]。

1984年（昭和59年）
- 2月28日 - 関西電力の鉄塔移設が完了[4][6]。
- 3月29日 - 奈良交通佐保山線の黒髪奈保町-佐保山住宅地間を国鉄奈良駅-佐保山住宅地-高の原駅間に延長、運行開始[66]。
- 旧木津町域の用途地域のうちセンターゾーンが商業地域、住宅地が第1種住居専用地域の用途に指定される[44]。なお、京都府において商業地域が第1種低層住居専用地域に隣接するのは相楽ニュータウンと木津南地区の2か所のみ[44]。
- 4月 - 朱雀四丁目自治会が発足[3]。
- 4月 - 相楽地区の近隣公園と歩行者専用道路のそれぞれの案がまとまる[12]。
- 6月1日 - 住宅・都市整備公団関西支社平城開発事務所が平城・相楽開発事務所に名称変更[5][10]。
- 6月1日 - 住宅・都市整備公団関西支社平城・相楽開発事務所祝園・木津地区開発課が独立し、京都南部開発事務所となる[5]。
- 6月 - 朱雀第二住宅自治会が発足[3]。
- 6月 - 相楽地区の開発で公園墓地（曽根山・大里）にも造成計画が持ち上がる[12]。
- 7月2日 - 奈良交通平城団地線の神功4丁目-高の原駅-左京近隣公園前間が運行開始[66]。これによって、それぞれ別の系統で運行されていた右京・神功と朱雀・左京が1つの路線で結ばれる[3]。
- 7月 - 銅鐸が木津町の所有になる[12]。
- 7月 - ハイタッチ企業研究会がハイタッチ産業振興構想を策定・刊行[81]。
- 7月 - 積水ハウスがハイタッチ企業研究会に加わる[81]。
- 8月 - 平城右京団地入居開始[3]。
- 9月 - 奈良市総合福祉センターが完成[3]。
- 9月 - 京都府が新設高校の建設計画を発表[12]。
- 9月9日 - 相楽地区の歩行者専用道路の都市計画が決定[4][6]。
- 10月5日 - 国鉄天王寺鉄道管理局が木津 - 奈良駅間に新駅を建設することを決定[83]。
- 10月9日 - 相楽地区の公園の都市計画が決定[4][6]。
- 11月27日 - 相楽地区用途地区変更、高度地区・防火および準防火地域指定[4][6]。

#### 1985年 - 1989年
1985年（昭和60年）
- 1月 - 国鉄関西本線新駅建設期成同盟会が結成[3]。
- 1月21日 - 平城地区第3回施工規定事業計画変更認可[3][5]。
- 4月1日 - 奈良市立平城西中学校の校区を分割し、奈良市立平城東中学校を開校[3]。
- 4月 - 神功自治会が神功一・二丁目自治会、神功三丁目自治会、神功四・五丁目自治会に分割[3]。
- 4月 - 朱雀三丁目自治会が発足[3]。
- 4月 - 奈良大学と平城ニュータウン自治連合会が協定を締結[3]。
- 7月 - 奈良市立朱雀小学校と清掃工場に固定観測局を設置[3]。
- 7月 - 平城ニュータウン自治連合会が神功自治連合会、右京自治連合会、朱雀左京自治連合会に分割[3]。
- 8月1日 - 奈良交通学園前高の原線の右京2丁目-高の原駅間を東登美が丘1丁目-高の原駅間に延長、運行開始[66]。
- 8月 - 環境清美工場の新しい焼却施設が竣工[3]。敷地面積は30,000m2で、全連続焼却式焼却炉4基で1基あたり24時間に120tを破砕[3]。
- 8月 - 木津町大字相楽の曽根山区の墓地が移転し、新しく相楽霊園が完成[84]。
- 9月4日 - 環境清美工場が完成[62]。
- 9月5日 - 右京小学校のバンビーホームが増築される[3]。
- 9月 - 京都府の新設する高校の名称が南陽高校に決定[12]。
- 11月1日 - 朱雀四丁目街区公園、左京一丁目街区公園の併用開始[85]。
- 11月 - 高の原第1自転車駐車場、高の原第2自転車駐車場の併用開始[3]。
- 11月 - （仮称）高の原大橋準備工[86]。
- 12月1日 - 三井佐保山住宅地入居開始に合わせ、国鉄関西本線平城山駅が開業。開業初日は、ソノシート付きの駅開業記念入場券が発売された[3]。
- 12月1日 - 奈良市総合福祉センター開設に伴って、奈良交通平城団地線の左京近隣公園前-総合福祉センター前間を延長、高の原駅-朱雀保育園-総合福祉センター前間他3系統が運行開始[3][66]。
- 12月1日 - 奈良交通佐保山線の佐保山住宅地-平城山駅間を国鉄奈良駅-佐保山住宅地-平城山駅間に延長、運行開始[66]。
- 12月 - （仮称）高の原大橋主桁支保工組立[86]。
- 12月12日 - 相楽地区（木津町域）の町名が、東部が「相楽台」、西部が「兜台」に決定[4][6][12]。
- 12月 - 木津町の新設する保育園の名称が「相楽台保育園」に決定[12]。
- 12月 - 木津町大字相楽の曽根山区・大里区の墓地が整備される[12]。
- 12月-1986年（昭和61年）2月 - （仮称）高の原大橋主桁製作工[86]。
- 12月 - ガーデンハウス平城神功入居開始[3]。
- 12月 - （仮称）高の原大橋斜材製作工[86]。

1986年（昭和61年）
- 1月-2月 - （仮称）高の原大橋タワー製作工[86]。
- 1月 - 京都府の後押しを受け、ハイタッチ企業研究会は「ハイタッチ・リサーチパーク」の建設構想をまとめ、7.4haの敷地に中央広場と広場から放射状に広がる研究施設を建設することを決定[87][88]。
- 2月 - （仮称）高の原大橋斜材製作工[86]。
- 2月-3月 - （仮称）高の原大橋橋面工[86]。
- 2月-3月 - （仮称）高の原大橋吹付工[86]。
- 3月13日 - 相楽地区第1回施工規定事業計画変更認可[4][6]。
- 3月 - （仮称）高の原大橋支保工解体[86]。
- 3月 - 相楽浄化センター第一期分および相楽西配水池が完成[12][89]。
- 3月 - （仮称）高の原大橋橋体工事、橋面タイル工事終了[86]。
- 3月25日 - 相楽地区第1回仮換地指定および使用収益開始[4][6]。
- 3月 - 相楽地区で公共下水道の供用開始[12]。
- 3月 - 相楽地区の街開きと平城2号線の解放に合わせ、ふれあい橋が部分解放[86]。
- 3月 - 当初の計画よりやや遅れて木津町域が街開きし、東西幹線2号、近鉄西線等が一部開通[12][80]。
- 3月 - ハイタッチ・リサーチパーク構想が刊行[81]。
- 3月28日 - 奈良交通高の原駅のりばに上屋が設置される[66]。
- 3月29日 - 奈良交通平城団地線、佐保山線などが高の原駅前広場に乗り入れるようになる[66]。
- 3月29日-3月30日 - 相楽地区街開きを記念し、「春・街・人のフェスティバル」として記念式典、コンサート、マラソンなどが開催される[4]。
- 4月 - 相楽地区（木津町域）への入居が高の原駅西団地200戸より始まる[4][12]。
- 4月1日 - 吐師受水場から相楽地区への給水開始[90]。
- 4月 - 相楽浄化センター、相楽西配水池併用開始[4][6]。
- 4月 - 相楽地区宅地分譲で50画地を分譲[4][6]。
- 4月1日 - 木津町立木津第二中学校が開校[4][6]。
- 4月1日 - 木津町立高の原小学校が開校[4][6]。
- 4月1日 - 京都府立南陽高等学校が開校[4][6]。
- 4月1日 - 木津町立相楽台保育園が開園[4][6]。
- 4月 - 平城右京団地自治会が発足[3]。
- 4月1日 - 東大寺学園中学校・高等学校が奈良市山陵町に移転。
- 4月 - 木津町福祉センターが完成[4][6]。
- 4月8日 - 奈良交通平城団地線の右京3丁目-東大寺学園間を高の原駅-東大寺学園間に延長、運行開始[66]。
- 4月8日 - 精華町立山田荘小学校が移転開校[4][6]。
- 6月15日 - ならやまコミュニティスポーツ会館が竣工[91]。
- 6月 - ハイタッチ・リサーチパークが通商産業省の新地場産業集積圏構想のモデルになる[81]。
- 6月30日 - 奈良交通平城山駅のりばに上屋が設置される[66]。
- 7月 - 高の原駅前団地が完成、入居開始[3]。
- 積水ハウスが、精華町と木津町にまたがる関西文化学術研究都市内の地区に、敷地面積約50,000m2、施設面積約5,000m2の「（仮称）住宅総合研究センター」を建設することを決定[92]。
- 10月 - 平城西第二配水池が完成[3]。
- 10月8日 - 相楽地区（精華町域）の町名が、桜が丘に決定[4][6]。
- 10月 - ふれあい橋の植栽、照明工事などが全て完了し、橋面工事が終了[86]。
- 10月 - 駅前歩道橋「ふれあい橋」の渡り初め式が挙行される[3]。
- 11月 - 平城地区第4回施工規定事業計画変更認可[3]。
- 11月 - 京都府の仲介の下、積水ハウス・黒井電機・第一紙行・京都科学・十字屋・二条丸八・福寿園・フジヤ・吉忠マネキン・渡文と住宅・都市整備公団との間で、研究所用地の売買交渉が始まる[88][93]。研究所の建設主体となる「ハイタッチ企業研究会」は当初、京都府相楽郡精華町と木津町にまたがる関西文化学術研究都市の第三クラスターへの立地を希望していたが、用地分譲が1988年度以降になる見込みであることや、国や大企業の研究所との競争が激しくなることが予想されることから平城・相楽ニュータウンに変更したもの[88]。
- 11月20日 - 奈良交通観光社高の原営業所が開設[66]。

1987年（昭和62年）
- ハイタッチ・リサーチパーク進出企業と住宅・都市整備公団は、住宅・都市整備公団が所有する平城・相楽ニュータウンの71,000m2の土地を企業が取得することで基本合意[88][93]。このときのハイタッチ・リサーチパークの計画は延床面積45,770m2、総投資額12,742,800,000円で、基本設計は竹中工務店が担当[93]。
- 2月28日 - 相楽中部消防署木津西出張所が完成[94]。
- 3月 - 兜台と相楽台が下川原、宮ノ裏とともに木津町の新しい地区となり、木津町は12区から16区に増える[12]。木津町では区長設置条例によって区ごとに区長・副区長が置かれていたが、兜台や相楽台では丁ごとに自治会長が置かれる[13]。
- 3月 - 協同組合ハイタッチ・リサーチパークが設立[81]。
- 3月 - 協同組合ハイタッチ・リサーチパークと住宅・都市整備公団との間で、平城・相楽ニュータウンの71,000m2の土地の譲渡契約書を締結[81]。
- 3月 - 平城地区換地計画が認可される[3]。
- 3月31日 - 平城地区換地処分公告。平城土地区画整理事業が完了[10][11]。
- 3月 - 平城地区区画整理登記が完了[3]。
- 3月20日 - 平城第一コート・球技場が竣工[95]。
- 4月 - 石のカラト古墳の保存整備が完成[12]。
- 4月 - 高の原第3自転車駐車場併用開始[3]。
- 4月24日 - 奈良交通南陽高校線の南陽高校-山田川間、南陽高校-高の原駅間を延長、山田川-南陽高校-高の原駅間他3系統が運行開始[66]。
- 5月23日 - 平城第1号近隣公園併用開始[96]。
- 7月 - 高の原駅前団地自治会が発足[3]。
- 7月 - 木津町兜台に木津町西部出張所が開設[12][97]。
- 10月1日 - 左京一丁目緑地併用開始[98]。
- 10月9日 - 相楽地区の公園の都市計画が決定[4][6]。
- 10月19日 - 関西文化学術研究都市の建設に関する基本方針が決定し、平城・相楽地区が文化学術研究地区に位置付けられる[4]。
- 11月25日 - 朱雀小学校のバンビーホームが増築される[3]。
- 12月 - ガーデンハウス平城左京入居開始[3]。
- 12月 - 高の原駅タクシーターミナル併用開始[3]。
- 12月25日 - 相楽地区用途地域を変更、地区計画を決定[4][6]。

1988年（昭和63年）
- 2月 - ハイタッチ・リサーチパーク進出企業各社が建設基本構想をまとめる[81]。
- 2月 - 木津町給食センターが相楽台4丁目に移転[12]。
- 3月 - 近鉄西線が開通[12]。
- 3月 - 相楽東配水池が完成[12][89]。
- 3月 - 住宅・都市整備公団がハイタッチ・リサーチパークの用地を引き渡す[81]。
- 3月18日 - 奈良交通高の原平城線の右京4丁目-兜台一丁目西を高の原駅-兜台1丁目-神功4丁目間に延長、運行開始[66]。
- 3月31日 - 土師山公園、大里公園、兜谷公園の併用開始。
- 4月1日 - 精華町立精華南中学校が山田荘小学校内に開校[4][6]。
- 4月 - 奈良大学が山陵キャンパスへ全面移転。
- 4月- 相楽地区（桜が丘）入居開始[14]。
- 協同組合ハイタッチ・リサーチパークが各ゾーンごとの基本構想を発表し、積水ハウスと十字屋の研究所、共同利用施設が建設される30,306m2の中央ゾーンは水をテーマに池などを設置し、京都科学標本・第一紙行・フジヤ・吉忠マネキンが進出する18,645m2の西ゾーンは太陽をテーマに中央部分にモニュメントを設置したり建物を太陽を連想させるような配置とし、黒井電機、二条丸八、福寿園、渡文が進出する22,048m2東ゾーンは緑をテーマに樹木を配した遊歩道を設けたり、法面に植樹をすることが明らかになる[99]。
- 4月15日 - 平城・相楽ニュータウン方面の強化のため、奈良交通自動車事業本部乗合部に平城営業所が新設される[3][66]。
- 4月18日 - 奈良交通平城営業所が奈良営業所と北大和営業所の管轄だった奈良市北部-京都府南部の路線を引き継ぎ、営業を始める[3][66]。
- 4月28日 - ならやま屋内温水プールが完成[62]。
- 5月 - 平城ニュータウン完成記念式典が挙行される[3]。
- 6月1日 - 住宅・都市整備公団関西支社平城・相楽開発事務所が住宅・都市整備公団関西支社関西文化学術研究都市整備局へ移行[10]。同整備局は住宅・都市整備公団関西支社京都南部開発事務所跡に設置された[100]。
- 桜が丘配水池が完成[101]。
- 7月 - 桜が丘配水池の桜が丘地区への供給を開始[101]。
- 7月 - 中央清掃基地が清掃工場敷地内に移転・統合され、奈良市環境清美センターとなる[3]。
- 7月 - 奈良市環境清美センターの事務厚生棟が竣工[3]。敷地面積は11,521.24m2で、企画総務課・資源対策課事務室、環境清美第一事務所、環境清美第二事務所、休憩室、食堂などがある[3]。
- ハイタッチ・リサーチパークにPHP研究所、山中、ワタベが進出することが内定[102]。
- 9月 - 桜が丘まちびらき[24]。
- 9月1日 - 桜が丘街開きフェスティバルが開催される[4][6][10]。
- 9月1日 - 精華町立精華南中学校が移転開校[4][6]。
- 9月 - 平城左京自治会が発足[3]。
- 9月13日 - 協同組合ハイタッチ・リサーチパークが、26日に積水ハウスと共同で起工式を行うと発表[103]。
- 9月 - 山松川汚水中継ポンプ場の築造工事が着工。
- 9月26日 - ハイタッチ・リサーチパーク起工式が行われる[4][6]。
- 10月 - 近隣センター用地に朱雀郵便局が開局[3]。

1989年（平成元年）
- 3月 - 奈良市環境清美センターの粗大ごみ破砕処理施設が竣工[3]。敷地面積は1,900m2で、横軸スイングハンマー式破砕機で5時間に100tを破砕[3]。
- 3月17日 - 奈良交通高の原平城線の朱雀六丁目-平城山駅間を高の原駅-朱雀保育園-平城山駅間に延長、運行開始[66]。
- 3月 - 協同組合ハイタッチ・リサーチパークと住宅・都市整備公団との間で、ハイタッチ・リサーチパーク第二期計画（3社）の用地20,000m2の土地譲渡契約を締結[81]。
- 3月 - 相楽地区の区画整理補助実施計画（変更）が承認される[4][6]。
- 4月1日 - 木津町立高の原幼稚園が開園[4][6]。
- 4月1日 - 左京三丁目街区公園、左京四丁目街区公園、平城第4号近隣公園の併用開始[104]。
- 4月3日 - 相楽地区審議会（改選）当選人決定公告[4][6]。
- 4月3日 - 相楽地区学識経験委員を選任[4][6]。
- 4月5日 - 奈良市立神功保育園が開園[3]。
- 4月 - 音浄ヶ谷公園（音如ヶ谷瓦窯展示施設）が完成[12]。
- 4月 - 奈良市右京に社会福祉協議会が結成[3]。
- 5月 - 平城左京自治会が左京二丁目自治会となる[3]。
- PHP総合研究所、山中、近畿電気工事のハイタッチ・リサーチパークへの参加が正式に決定する[105]。
- 6月 - 左京三丁目自治会が発足[3]。
- 7月 - 兜谷公園内に兜谷グラウンドと兜谷テニスコートが完成[12]。
- 8月1日 - 兜谷公園（その2）併用開始。
- 建設中のハイタッチ・リサーチパークの工事塀に、養護施設の入居者の絵を拡大模写した作品と京都市立芸術大学の留学生の絵、17点が展示される[106]。

#### 1990年 - 1994年
1990年（平成2年）
- 1月8日 - ハイタッチ・リサーチパークで最も早く完成した二条丸八の「セレモニー研究所」の完工式が行われる。
- 3月 - フードセンター中村屋高の原店が開店。
- 3月 - 相楽台保育園の園舎が増築される[12]。
- 3月15日 - 奈良交通木津川住宅線の山田川-木津川台2丁目間を高の原駅-山田川-木津川台2丁目間に延長、運行開始[66]。
- 5月 - 地元住民の要望を受けて平城東公民館が開館[3]。
- 8月 - 平城浄化センター供用開始[107]。
- 8月 - 京都府道・奈良県道751号木津平城線が拡幅される[12]。
- 8月1日 - 公団による改良工事と奈良市による処理能力の増強工事が行われた平城浄化センターが奈良市に移管される[3]。
- 8月 - 大里公園に大里資料館ができる[12]。
- 9月1日 - 平城団地線の朱雀4丁目-総合福祉センター間を高の原駅-朱雀4丁目-左京6丁目間に延長、運行開始[66]。
- 9月1日 - 歌姫近隣公園併用開始[108]。
- 9月1日 - 大里公園（その2）、音浄ヶ谷公園の併用開始。
- 9月19日 - ハイタッチ・リサーチパークの第1期分がグランドオープン[12][109]。
- 9月 - 山松川汚水中継ポンプ場が完成。

1991年（平成3年）
- 3月19日 - 奈良交通学園前高の原線の学園前-高の原駅間直通運行開始[66]。
- 高の原中央病院の増改築工事が完成。
- 5月8日 - 相楽地区第2回施工規定事業計画変更認可[4][6]。
- 5月 - 信楽高原鉄道列車衝突事故により、研究開発事業委員会企画の世界陶芸祭を見学する途中だったハイタッチ・リサーチパークの関係者のうち6人が死亡し、17人が重軽傷となる[81]。
- 5月15日 - 総合福祉センターの関係施設として「野鳥の森」が開園[62][110]。障害者や市民の憩いの場として、2,217.5m2の敷地に高さ21-25mの鉄柱を軸にネットが円錐状に張られたバードケージや多目的広場などが設けられた[3][110]。また、キャンベラから奈良市との姉妹都市締結記念としてモモイロインコ、クルマサカオオム、アカエリゴシキセイガイが送られる[3]。
- 5月23日 - 協同組合ハイタッチ・リサーチパークが、信楽高原鉄道列車衝突事故で死亡した6人の合同追悼式を6月1日にタッチワン・センターで開くことを決める[111]。
- 6月1日 - ハイタッチ・リサーチパークで信楽高原鉄道列車衝突事故で死亡した6人の追悼式が行われる[112]。
- 6月1日 - いけたに保育所が開所[4][6]。
- 6月 - 左京四丁目自治会が発足[3]。
- 7月16日 - 奈良県が、関西文化学術研究都市平城地区の国道24号沿い約5.4haに予定している生活・情報関連企業を集めた研究所団地の開発を進めるため、施設整備委員会を発足。
- 8月 - サンタ・マリアが開設[3]。特別養護老人ホームとショートステイの事業を開始[3]。
- 8月21日 - ケーブルテレビ放送が開始[4][6]。
- 9月1日 - 神功一丁目緑地、朱雀一丁目緑地の併用開始[113]。
- 大和ハウス工業が総事業費約150億円をかけ、奈良県が関西文化学術研究都市平城地区に予定している研究所の約2.9haの用地に研究所、実験棟、研究者棟を建設することを決定[114][115]。
- 10月 - サンタ・マリアがデイ・サービスセンター事業を開始[3]。
- 11月 - PHP総合研究所研修開発センターが竣工[81]。
- 12月 - 奈良市立左京小学校に固定観測局を設置[3]。

1992年（平成4年）
- 1月 - サンタ・マリアが在宅介護支援センターの事業を開始[3]。
- 1月16日 - 奈良交通高の原案内所が設置される[66]。
- 2月5日 - 奈良県が、関西文化学術研究都市平城地区に予定している生活・情報関連企業を集めた研究所団地の用地を購入・立地する企業について、ニッタ、三輪そうめん山本、呉竹精昇堂、三笠産業など6社を発表[116]。
- 3月 - YAMANAKA アート研究センターが竣工[81]。
- 4月 - アルス高の原自治会が発足[3]。
- 4月 - 平城地区の開発当初より消防出張所が予定されていたことに加え、自治会・自治連合会からも要望があったことから奈良市消防本部中消防署北出張所が開所[3]。
- 6月 - サンタ・マリアが配食サービスの事業を始める[3]。
- 5月15日 - 奈良県が、関西文化学術研究都市平城地区に予定している生活・情報関連企業を集めた研究所団地について、「森の中の研究所」「地域に開かれた整備」をテーマにした基本構想を明らかにし、その中で研究所名を万葉集に登場する研究所周辺の古称「奈良山」から「ならやま研究パーク」とすることを決定[117]。
- 10月 - きんでん京都研究所が竣工[81]。
- 10月 - ハイタッチ・リサーチパーク第2期分がグランドオープン、総合竣工式を挙行[109]。

1993年（平成5年）
- 1月4日 - 左京五丁目緑地併用開始[118]。
- 3月 - 平城派出所が近鉄高の原駅前派出所に移転[3]。建物はモダンな和風建築様式[3]。
- 3月 - 平城左京団地入居開始[3]。
- 3月5日 - ならやま研究パークで大和ハウス工業が、新しい総合技術研究所を4月に着工することを発表[119]。土地代を含めた投資額はおよそ150億円で、敷地面積は約28,650m2、建物は地上4階、地下1階建てでテーマホール棟、本棟、実験棟、セミナー棟からなり、延べ床面積は約23,680m2[120]。
- 3月24日 - 神功小学校のバンビーホームが増築される[3]。
- 3月 - 兜谷集会所が完成[12]。
- 4月1日 - 奈良市立朱雀小学校の校区を分割し、奈良市立左京小学校が開校[3]。
- 4月1日 - 左京小学校にバンビーホームが開設される[3]。
- 4月1日 - 奈良市立朱雀幼稚園年長組が分離し、奈良市立左京幼稚園が開園[3]。
- 4月1日 - 奈良交通高の原木津線の高の原駅-南陽高校-木津駅間運行開始[66]。
- 4月1日 - 高の原第1自転車駐車場、高の原第2自転車駐車場、高の原第3自転車駐車場が開設[66]。
- 4月1日 - 木津町立相楽台小学校が開校[4][6]。
- 4月 - 朱雀左京自治連合会が朱雀自治連合会、左京自治連合会に分割[3]。
- 4月14日 - ならやま研究パークで「ならやま小橋」の渡り初めが行われる。
- 4月26日 - 奈良交通相楽ニュータウン線の兜台一丁目西-相楽三丁目間を延長、高の原駅-兜台五丁目間、高の原駅-山田川間を運行開始[66]。
- 7月1日 - 高の原駅前派出所が新大宮駅前派出所・尼ケ辻派出所とともにテレビ電話対応システム（愛称：留守ビジョン）を導入。
- 7月16日 - ならやま研究パークで南都経済センターの研究所の起工式が行われる。
- 8月1日 - 左京二丁目街区公園併用開始[121]。
- 8月 - 奈良市環境清美センターに大気中オキシダント測定器が設置される[3]。
- 9月21日 - 精華町議会で通称町名を新町名にすることが可決[4]。
- 10月 - 平城左京団地自治会が発足[3]。
- 10月19日 - 相楽地区第3回施工規定事業計画変更認可[4][6]。
- 11月15日 - 相楽地区第4回施工規定事業計画変更認可[4][6]。

1994年（平成6年）
- 1月17日 - アイコムが、ならやま研究パークで新しい研究所の起工式を行う[122]。
- 1月17日 - 奈良交通木津川台住宅線の木津川台2丁目-木津川台住宅間を延長、高の原駅-木津川台住宅間運行開始[123]。
- 1月21日 - 相楽地区換地計画が認可される[4][6]。
- サンタ・マリアがホームヘルプサービス事業を始める[3]。
- 3月10日 - 木津町議会で通称町名を新町名にすることが可決[4]。
- 3月25日 - 相楽地区換地処分公告・相楽土地区画整理事業が完成[4][6]。
- 3月25日 - 相楽地区で通称町名が行政町名となる[4]。
- 木津町西部出張所が相楽台のプレハブ庁舎に移転[97]。
- 4月 - 兜台保育園が開園[12]。木津町初の公設民営方式[124]。
- 4月 - PHP総合研究所研究開発センターの敷地内に松下資料館が竣工[81]。
- 5月14日 - 高の原駅東口では初めての銀行となる奈良銀行高の原支店が開設[125]。
- 6月 -「ならやま研究パーク」が開所。
- 6月9日 - ならやま研究パークで、奈良県内初のシンクタンク「南都経済センター」の研究所の完工式が行われる[126]。
- 6月21日 - 相楽地区区画整理登記が完了[4]。
- 7月 - 近鉄高の原駅前派出所が近鉄高の原駅前交番となる[3]。
- 8月23日 - 相楽土地区画整理審議会委員・評価員感謝状贈呈式が行われる[6]。
- 9月 - サンタウン仮設駐車場しかなかった近鉄高の原駅北西の用地に「サンタウンほっとスクエア」が開業。
- 9月20日 - 大和ハウス工業が、関西文化学術研究都市平城地区に総合技術研究所を設立したことを発表[127]。
- 三輪そうめん山本の、日本初となる手延べそうめんの品質を研究する研究所が、ならやま研究パークで着工。
- 10月25日 - 関西文化学術研究都市平城地区に建設されていた三笠産業の「ならやま研究所」の建物引き渡しが行われる[128]。
- 11月24日 - ハイタッチ・リサーチパークのタッチ・ワンセンターホールで相楽土地区画整理事業の完工式が開かれ、関係者ら約200人が出席[10][129]。関西文化学術研究都市の土地区画整理事業での完工式はこれが初めてであった[129]。

#### 1995年 - 1999年
1995年（平成7年）
- 2月8日 - ならやまパーク協議会が設立される。
- 2月18日 - 奈良交通木津川台住宅線の運行管理業務がエヌシーバスに委託される[123]。
- 2月28日 - 高の原コミュニティスポーツ会館が竣工[130]。
- 2月 - 高の原コミュニティスポーツ会館が開館[3]。
- 3月 - 音如ヶ谷瓦窯跡が京都府登録史跡となる[12]。
- 立て替え制度を利用し、住宅・都市整備公団から83億円を借り入れて小中学校、保育園、中央体育館、福祉会館を建設した木津町の返済が始まる。
- 4月 - 兜台集会所が開所[12]。
- 6月22日 - ニッタならやま研究所が完成[131]。
- 7月16日 - 奈良交通高の原平城山線、南陽高校線の運行管理業務がエヌシーバスに委託される[123]。

1996年（平成8年）
- 4月3日 - 相楽交番の完成式が開催される[132]。
- 4月 - 相楽交番が開所[12]。
- 5月24日 - 高の原駅前団地に住む2世帯が、コーポラティブ住宅を企画[133]。
- 6月 - コーポラティブ住宅の参加者を募集するビラが配布される[134]。
- 7月10日 - 相楽台1号公園、相楽台2号公園、相楽台3号公園、兜台1号公園、兜台2号公園、兜台3号公園、音浄ヶ谷公園、石のカラト古墳緑地、曽根山小緑地の併用開始。
- 7月16日 - 石のカラト古墳が国の史跡に指定される[135]。
- 8月3日 - コーポラティブ住宅の第1回説明会が開催され、9世帯が参加[133]。
- 9月22日 - VANSにコーポラティブ住宅の設計・コーディネートが依頼される[133]。
- 11月 - コーポラティブ住宅の企画・設計が始まる[133]。
- 12月8日 - コーポラティブ住宅の建設地が奈良市朱雀に仮決定[133]。
- 12月22日 - VANSがコーポラティブ住宅の第一次設計計画案を提出[133]。

1997年（平成9年）
- 1月 - 万代高の原桜が丘店が開店。
- 2月16日 - 15世帯からなる「高の原コーポラティブ住宅建設準備会」（つなねの会）が設立[133]。「会員が共同してコーポラティブ住宅を建設し居住することをめざし建設組合設立まで準備をすすめる」を目的とし、気楽に参加できるよう、脱会は自由でオブザーバー参加を積極的に受け入れ、会費は会合に出席した会員から会合に要した費用を徴収するといった組合規約が作成された[136]。
- 5月11日 - 高の原コーポラティブ住宅建設準備会と住宅・都市整備公団が土地分譲について打ち合わせる[133]。
- 5月20日 - フレンドリーショップ寿屋高の原店が開店。
- 平城プールを改修[137]。
- 7月 - 建築家の延藤安弘やユーコート在住の平家直美によるコーポラティブ住宅についての講演会とパネルディスカッションが開催される[138]。

1998年（平成10年）
- 1月6日 - 高の原コーポラティブ住宅建設準備会が住宅・都市整備公団に要望書を提出[133]。
- 1月11日 - 13世帯からなる「つなねコーポラティブ住宅建設準備組合」が設立[133]。高の原コーポラティブ住宅建設準備会とは違い、脱会を原則認めず、参加意思の確認と活動資金として入会金10万円を徴収[133][136]。
- 3月 -「つなねコーポラティブ住宅建設準備組合」がコーポラティブ住宅の予定地としていた土地について、住宅・都市整備公団が「民間住宅事業者向け住宅分譲住宅制度」に基づいて土地を公募することを決定[133]。これを受け、民間デベロッパーに代行を求める方針に変更するも引き受け手はなく、その後ゼネコンに打診することに[138]。
- 第2団地万年青年クラブが発足[139]。
- 5月5日 - コーポラティブ住宅の建設地を別の土地にする案が上がる[133]。
- 8月9日 -「つなねコーポラティブ住宅建設組合」が結成[133]。
- 9月20日 - 金山工務店がコーポラティブ住宅のデベロッパーと施工を受注[133]。
- 9月 - コーポラティブ住宅の基本設計が終了[133]。
- 10月12日 - コーポラティブ住宅の住戸の個別設計が始まる[133]。
- 10月 - コーポラティブ住宅の実施設計が始まる[133]。
- 11月15日 - つなねコーポラティブ住宅建設組合と金山工務店が覚書を締結[133]。
- 12月1日 - コーポラティブ住宅に関して金山工務店と東洋信託銀行が信託方式について協議[133]。

1999年（平成11年）
- 1月30日 - つなねコーポラティブ住宅建設組合が「つなねコーポラティブ住宅建設事業協定書」を金山工務店・VANSと締結[133]。
- 3月29日 - つなねコーポラティブ住宅建設組合が事業費の10%を入金し、金山工務店の質権を設定[133]。
- 3月30日 - 住宅・都市整備公団と金山工務店との間でつなねの土地譲渡契約が成立[133]。
- 4月14日 - コーポラティブ住宅の実施設計が終了[133]。
- 5月2日 - コーポラティブ住宅の設計監理委員会、環境材料委員会、生活ソフト委員会、植栽委員会、管理委員会がそれぞれ発足[133]。設計監理委員会は建設設計や工事に関することを、環境材料委員会は環境や健康に優しい建築材料・建築設備の検討を、生活ソフト委員会は駐車場・駐輪場・集会所・中庭のあり方や必要数、洗濯物や布団の干し方、ペットの飼い方などを、植栽委員会は共用庭の計画や植栽などの外構を、管理委員会は竣工した後の管理規約などを担当した[138][136]。
- 6月9日 - コーポラティブ住宅の地鎮祭が行われ、建設工事が着工[133][138]。
- 6月 - コーポラティブ住宅の名前が「つなね」に決定[138]。
- 6月13日 - つなねコーポラティブ住宅建設組合が金山工務店とマンションの売買契約書を締結[133]。
- 6月16日 - 金山工務店と東洋信託銀行がコーポラティブ住宅の工事請負契約書を交わす[133]。
- 6月21日 - つなねコーポラティブ住宅建設組合が質権を解除し、手付け保証金として金山工務店に事業費の20%を支払う[133]。その後、東洋信託銀行が3度にわたり工事費を支払う[133]。
- 10月30日 - 相楽浄化センターが廃止される。
- 11月23日 - つなねの上棟式が行われる[133][138]。

#### 2000年 - 2004年
2000年（平成12年）
- 3月27日 - つなねが竣工・正式引き渡し[133]。
- 3月 - つなね入居開始[134]。
- 4月 - つなねの完工式が行われる[134]。
- 7月16日 - 奈良交通が、高の原駅-光台8丁目-高の原駅間の高の原光台線の運行を開始[123]。
- 11月 - 徳念寺 相楽台本堂が落成[140]。

2001年（平成13年）
- 6月17日 - 午後3時40分頃、相楽西配水池で緊急遮断弁が作動し、兜台3-5丁目約1000世帯が約1時間にわたって断水[141]。
- 11月 - ハイタッチ・リサーチパーク総合事務局が廃止され、来期から積水ハウスへ委託することが決定[81]。

2002年（平成14年）
- 1月 - 協同組合ハイタッチ・リサーチパークが京都府や木津町に対して用途地域の変更要望事項を提出[81]。
- 3月 - ハイタッチ・リサーチパーク西ゾーンの一部および東ゾーン、北ゾーンの一部を木津町に寄付することを協同組合ハイタッチ・リサーチパーク組合員が承認[81]。
- 5月1日 - 神功四丁目第2号緑地、神功六丁目緑地、朱雀四丁目緑地の併用開始[142]。
- 9月2日 - 奈良交通鹿背山高の原線の山田川-相楽-兜台4丁目間を延長、鹿背山-山田川-高の原駅間運行開始[123]。
- 10月1日 - 奈良交通高の原梅美台線の高の原駅-州見台間を延長、高の原駅-梅美台5丁目間運行開始[123]。
- 10月 - 協同組合ハイタッチ・リサーチパークが木津町に対して建築規制緩和に関するお願いを提出[81]。

2003年（平成15年）
- 3月 - 協同組合ハイタッチ・リサーチパークを山中が脱会することが承認される[81]。
- 6月 - 奈良市右京・神功・朱雀・左京のそれぞれの自治連合会を中心とする京阪奈新線高の原乗り入れ促進協議会が設立。
- 7月 - 協同組合ハイタッチ・リサーチパークを第一紙行が脱会、積和建設奈良が加入することが承認される[81]。
- 7月18日 - 曽根山大緑地、兜台2丁目府県境緑地の併用開始。
- 10月 - けいはんなITS社会実験高の原駅前にC-carポートを開設し、駅周辺の集合住宅の住民を対象にカーシェアリングの実験を実施[143]。

2004年（平成16年）
- 2月 - 都市基盤整備公団が、商業用地として所有し、暫定的に高の原北駐車場となっていた木津町相楽一丁目4番の敷地約16,000m2を売却のため公募[144]。
- 3月3日 - コープ朱雀が開店[145][146]。
- 3月8日 - 都市基盤整備公団と沖縄徳洲会が商業用地の売買契約を締結[144]。
- 6月4日 - 山中以外のハイタッチ・リサーチパーク10社が道路を木津町に移管[81]。
- 6月4日 - 積水ハウス総合住宅研究所に大阪大学大学院理学研究科宇宙地球科学専攻環境電磁波測定ネットワークグループの環境電磁波測定器を新設。
- 7月20日 - 奈良市北部会館が開館。
- 8月31日 - フレンドリーショップ寿屋高の原店が閉店。
- 10月 - 都市再生機構が沖縄徳洲会に商業用地を引き渡す[144]。
- 11月1日 - 木津町西部出張所が相楽台1丁目4番地から相楽台1丁目5番地の都市再生機構敷地内に移転[147]。
- 11月 - 福寿園が渡文の研究所を購入[81]。

#### 2005年 - 2009年
2005年（平成17年）
- 5月 - 協同組合ハイタッチ・リサーチパークを渡文が脱会することが承認される[81]。
- 9月8日 - 奈良市が、平城プールの更衣室、シャワー室、便所の合わせて210m2にアスベストが使われている可能性が高いことを発表[148]。
- 8月27日 - フレンドリーショップ寿屋高の原店が開店。
- 12月26日 - 奈良市が、平城プールにアスベストが使われていなかったことを発表[149]。

2006年（平成18年）
- 1月 - 協同組合ハイタッチ・リサーチパークに日本通信機器が加入[81]。
- 2月 - 木津町立相楽台小学校でロボット実証実験が行われる[109][150]。
- 3月27日 - 近鉄けいはんな線開業に合わせ、奈良交通が高の原駅-学研奈良登美ヶ丘駅-学園前駅間、高の原駅-押熊・神功-学研奈良登美ヶ丘駅間の運行を開始[151]。
- 3月27日 - 近鉄けいはんな線開業に合わせ、奈良交通高の原高山線を高の原駅-学研奈良登美ヶ丘駅-高山サイエンスタウン間に延長、運行開始[151]。
- 相楽台子ども安全・安心ネットワーク会議および高の原見守り隊が結成される[152]。
- 4月19日 - フードセンター中村屋高の原店が閉店。
- 8月28日 - 寿屋の自己破産申立準備のため、フレンドリーショップ寿屋高の原店が休業。
- 11月15日 - 積水ハウス総合住宅研究所に設置された大気イオン濃度測定器の運用が開始[153]。

2007年（平成19年）
- 京都南徳洲会病院（仮称）新築の施工が間組に決定。
- 3月27日 - 木津川市が木津川市西部出張所をサンタウンプラザこすもす館に移転することを発表[154]。
- 5月1日 - 木津川市と奈良市にまたがって「イオン高の原ショッピングセンター」が開業。一方で、奈良市側のスーパーがイオンの開店に合わせて閉店[155]。
- 5月1日 - 木津川市西部出張所が「サンタウンプラザこすもす館」に移転し、河井規子市長らがテープカット[156][157]。
- 9月2日 - 午後1時45分頃、朱雀1丁目の那羅山橋付近で大渕幹線が電食により破裂し、警察官がそれを発見。翌日、歩道のアスファルトを撤去した際に道路上に水が流出し、木津平城線が全長30m、深さ10cmにわたって浸水。
- 9月 - 高の原中央病院の増改築・新棟（東館）建築工事が完成[158]。
- 10月11日 - 花いっぱい運動の会が設立[159][160]。
- 12月10日-12月21日 - 京都南徳洲会病院（仮称）予定地でボーリング調査。
- 11月28日 - クロイハイタッチ研究所の解体が始まる[161]。クロイハイタッチ研究所はクロイ電機の創業者黒井基仁の発案によるもので、ピラミッドパワーにあやかった開発拠点として約13億をかけて建設[161]高さ23.1mの鉄筋4階建てで、外側はガラス約700枚で覆われ、クフ王のピラミッドが7分の1サイズで再現された[161][162]。しかし、期待されていた近隣との異業種間交流の成果は出なかったことから2002年に開発拠点は本社などに移転され、また土地の用途制限のために生産拠点に転用できなかったため解体が決められた[161]。なお、ピラミッドの重心に当たる部分には瞑想のためのシンキングルームが設けられ、大型テレビ、森や湖の自然の映像・音を収録したビデオソフト、脳波でリラックス度を測定する装置が備えられていた[161][162]。
- 12月 - 積水ハウスがフジヤ HRセンターを購入[81]。

2008年（平成20年）
- 2月2日 - 京都南徳洲会病院（仮称）の地鎮祭が執り行われる。
- 3月11日 - 奈良市議会一般質問で、藤原昭奈良市長が平城プールを閉鎖することを明らかにする[163]。
- 3月 - 積水ハウスが積和建設奈良を購入[81]。
- 3月 - 協同組合ハイタッチ・リサーチパークをフジヤ、積和建設奈良が脱会することが承認される[81]。
- 4月16日 - 特定医療法人沖縄徳洲会が木津川市に京都南徳洲会病院（仮称）の建設計画を凍結したと報告。
- 7月18日 - 奈良市が、平城プールのファミリープールの床の防水用樹脂に長さ約1mと約2mの亀裂、ファミリープールと幼児用プールに防水用樹脂の膨らみが確認されたため、同2プールの使用を中止することを発表[164]。
- 9月12日 - 新日本婦人の会奈良支部の会員らからなる奈良市営プールの存続を求める会が、藤原昭奈良市長に7月末から集めた平城プールと青山プールの存続を求める4326人分の署名を提出[165]。
- 12月 - 協同組合ハイタッチ・リサーチパーク役員会・所長会合同会議において年度内の組合解散について合意[81]。

2009年（平成21年）
- 1月 - 協同組合ハイタッチ・リサーチパーク臨時総会において解散を決議[81]。
- 1月31日 - 奈良市の財政難や入場者数の伸び悩みなどから「野鳥の森」が閉園[110][166]。その後、2009年の地域活性化・経済危機対策臨時交付金の約2600万円を利用し、2010年4月から2か月間かけてバードケージを撤去、管理棟、散策路を整備することや、グリーンサポート制度を活用して地元住民が維持管理を行うことが決まった[110]。
- 2月 - 協同組合ハイタッチ・リサーチパークが京都府山城広域振興局に解散届けを提出[81]。
- 3月 - 協同組合ハイタッチ・リサーチパーク清算結了総会において清算結了決算報告書が可決・承認される[81]。
- 3月 - 協同組合ハイタッチ・リサーチパーク清算結了登記が完了[81]。
- 朱雀コープのテナント棟が完成。
- 朱雀コープに朱雀地区自治連合会、朱雀地区社会福祉協議会、朱雀地区民生児童委員協議会、朱雀地区万年青年クラブ連合会から要望があった地域交流スペース「コープふれあい広場」（愛称：遊楽気）がオープン[167]。朱雀地区自治連合会、朱雀地区社会福祉協議会、朱雀地区民生児童委員協議会、朱雀地区万年青年クラブ連合会および公募した住民有志からなる遊楽気運営委員会がお知らせ掲示や作品展示のコーナーの運営を担当[167]。
- 11月1日 - ローズライフ高の原が開業[168]。

#### 2010年以後
2010年（平成22年）
- 3月19日 - 奈良交通が高の原駅-平城山駅-梅美台三丁目間の運行を開始[169]。
- 5月21日 - 歌姫瓦窯跡に音如ヶ谷瓦窯跡が市坂瓦窯跡・梅谷瓦窯跡・鹿背山瓦窯跡とともに国の史跡に追加され、名称が奈良山瓦窯跡に変更される。
- 6月30日 - 万代高の原桜が丘店が閉店[170]。
- 8月 - フレスコ高の原桜が丘店が開店[171]。

2011年（平成23年）
- 4月 - 奈良市立右京幼稚園園舎が奈良市立右京小学校校舎に移転。
- 5月28日 - 午後2時から兜台1-5丁目約2500世帯が約1時間にわたって断水[172]。
- 5月 - 建設中止となった京都南徳洲会病院（仮称）予定地が、買い戻し特約で定められた都市再生機構に返却される期限となる[44]。

2012年（平成24年）
- 4月1日 - 奈良市立佐保台幼稚園と奈良市立左京幼稚園が統合し、奈良市立認定こども園左京幼稚園となる。
- 8月30日 - 平城京ロータリークラブが寄贈した、奈良交通高の原駅のりばの吊り時計と、藤野北辰平城京ロータリークラブ会長が「寛容 思いやりと やさしさで 和を培おう」と揮毫した縦・横1.3mのステンレス製のモニュメントの除幕式が行われる[173]。これは平城京ロータリークラブの「高の原駅前高齢者プロジェクト並びに青少年非行防止事業」の一環[174]。
- 10月29日 - 都市再生機構西日本支社関西文化学術研究都市事業本部が「相楽地区 センター用地土地活用方策案検討業務」の簡易公募型競争入札の手続きを開始[175]。
- 12月6日-12月13日 - 都市再生機構西日本支社が木津川市相楽台一丁目4番にある病院用地16,047.94m2の譲受人の申し込みを受け付ける[176]。
- 12月1日 - フレスコ高の原桜が丘店がリニューアルオープン[177]。

2013年（平成25年）
- 3月17日 - 奈良交通が高の原駅-朱雀六丁目-州見台六丁目-梅美台三丁目-木津駅東口間の運行を開始[178]。
- 9月30日 - フレスコ高の原桜が丘店が閉店。
- 10月5日 - 木津川アート2014のプレイベント「公園deView」が兜谷公園・土師山公園・大里公園で開催[179][180]。
- 11月9日 - 移転に伴い、松下資料館が営業を終了する予定[181]。

### 平城ニュータウン町名変更問題
1985年（昭和60年）以前
- 1972年（昭和47年）7月 - 平城ニュータウンの通称町名が「神功」「右京」「朱雀」「左京」と決まる[3]。これは平城京跡に近いことから往時を偲んだ鍵田忠三郎奈良市長（当時）が付けたもので、市長は将来行政町名にすることを約束[29]。

1986年（昭和61年）
- 8月 - 土地区画整理法により、住宅・都市整備公団の換地処分公示が終わる1987年3月まで住居表示を統一しなければならない奈良市は、住居表示審議会を開き、通称町名をそのまま行政町名にすることを諮問[29]。これについて同審議会副委員長網干善教関西大学教授ら一部地元住民が、平城ニュータウンの位置が平城京域とは重ならないことなどから、歴史教育の意義を失うとして行政町名を新たに決めることを主張[29]。一方、多田羅勇右京自治連合会長らは「十年以上使っており、愛着さえある。変更されれば各戸が不意の経費を強いられる」と存続を求めた[29]。
- 9月 - 自治会主催の公開シンポジウムが開かれ、存続派・変更派それぞれが意見を主張[29]。なお、これに合わせて全住民を対象に行われた意向調査では、全ての地区で85%以上の住民が存続を希望した[29]。
  - その後意見対立が解消しないため、住居表示審議会が地元住民、学識経験者、市議会議員ら8人からなる特別委員会を設置[29]。
- 12月 - 14年間混乱なく使われてきた実績から、奈良市議会が通称町名を正式地名として議決[182]。

1987年（昭和62年）
- 4月 -「神功」「右京」「朱雀」「左京」が行政町名となる[182]。
- 網干善教関西大学教授が「奈良市の名誉のために、だれかが正論を貫かねばならぬ。私はその一人になる」として、5月1日の全国地名連盟総会で奈良市民憲章の趣旨を引用しながら町名変更問題を取り上げる予定であることを明らかにする[182]。

### 左京幼稚園・左京小学校建設問題
1991年（平成3年）
- 5月8日 - 奈良市立左京幼稚園・左京小学校の建設を予定している奈良市と子供の健康が損なわれるとして反対している地元住民らとの話し合いが奈良市左京一丁目の集会所で行われる[183]。建設予定地と奈良市環境清美センターの50mの煙突との高さの差が約34mしかないことから、塩化ビニール系のごみを燃やした際に発生する塩化水素などの有害ガスが校庭などに流れ込む心配があるとして、安全が確認されるまで着工を延期するか、煙突の高さを150mにするよう求めている地元住民に対し、奈良市は「煤煙1m3あたりの塩化水素の平均は国の基準430ppmを下回っているが、消石灰の噴出を効率よく実施することでさらに塩化水素の発生を抑えたい。」、久保田正一教育長は「建設と工場の安全対策を並行して進めた上で予定通り1992年4月の開校を目指す。」と回答[183]。これについて住民側は、奈良市の測定は炉別のデータであることから全炉同時稼働時のデータが明らかになっていないと指摘した[183]。
- 5月12日 - 奈良市と左京2丁目自治会が朱雀小学校体育館で住民説明会を行う[184]。久保田正一教育長は左京幼稚園・左京小学校の完成後も安全性が確認されるまでは開校しないことを、奈良市は建設予定地に塩化水素の大気中の濃度を調べる固定測定器設置し、継続的に監視することを説明[184]。
- 5月26日 - 左京一丁目集会所で住民説明会が行われる[185]。敷地造成を6月に始めることを明らかにした奈良市に対し、住民側が合意点がないままの着工は納得できないと反発[185]。左京2丁目自治会はばい煙に含まれる塩化水素などの大気中濃度を図る固定観測器の早期設置、ばい煙に含まれる塩化水素や窒素酸化物などの有害物質についての環境規準、観測データの定期的な公表などの10項目について奈良市に申し入れ、申し入れに対して10日以内に文書による回答を得るまで造成を行わないことを申し合わせた[185][186][187]。
- 6月6日 - 奈良市が左京3丁目自治会の申し入れに対して、固定観測器は敷地造成が終わる12月頃に設置し、環境基準については工場の煙突の排出口での大気中濃度は大気汚染防止法の範囲内で問題ないと回答[187]。
- 6月6日 - 奈良市が、左京3丁目自治会に工事車両の進入経路や工事に伴う騒音などについての対策を説明し、同自治会の了解も得られたとして6月12日に着工すると通告[186]。
- 6月12日 - 奈良市が敷地造成の工事を始める[186]。これに対し、左京2丁目自治会は「5日に久保田正一教育長から申し入れの回答があったものの、具体的な安全対策が不十分なため再回答を要求していたが奈良市からは回答はなく、2丁目自治会には着工期日も通告しなかった」と主張[186]。これについて奈良市教育委員会笠原俊彦教育総務課長は「左京3丁目自治会の了解を得ており、敷地造成が完了しないことには固定観測器が設置できないので着工した。再回答は近く出す予定だが、すでに5月26日の説明会で6月に着工するといってあるので連絡しなかった。」と説明[186]。
- 6月20日 - 左京2丁目自治会が通知なき着工について久保田正一奈良市教育委員会教育長に抗議[188]。また、左京2丁目自治会198世帯対象のアンケートで96世帯が「固定観測器のデータで安全性が確認されるまで造成は認められない」と答えたことを指摘[188]。
- 8月21日 - 奈良市が、固定観測器を11月中に敷地南側の校舎とグラウンドの境目付近に設置し、塩化水素、二酸化硫黄、一酸化窒素、低周波などの測定結果を定期的に地元住民に公表する方針であることを明らかにする[189]。
- 12月 - 固定観測器の測定を始める[190]。
- 12月17日 - 奈良市教育委員会は、校舎建設に約10カ月掛かるため、予定されていた左京幼稚園・左京小学校の1992年4月の開園・開校は不可能として開校時期について協議を重ねた結果、1993年4月の開園・開校になることを明らかにする[190]。

1992年（平成4年）以後
- 1993年（平成5年）4月1日 - 奈良市立朱雀小学校の校区を分割し、奈良市立左京小学校が開校[3]。
- 1993年（平成5年）4月1日 - 奈良市立朱雀幼稚園年長組が分離し、奈良市立左京幼稚園が開園[3]。

### ごみ焼却施設移転問題
2002年（平成14年）以前
- 1992年（平成4年）- 奈良市環境清美センターについて奈良市は、一般廃棄物処理基本計画において2000年度をめどに奈良市内に移転する（環境清美第2工場を建設する）方針を決定[59][191]。
- 1990年代半ば - ダイオキシンの危険性が指摘されるようになり、ニュータウンの住民の間に施設の移転を求める声が高まる[59]。
- 1997年（平成9年）- 移転先の用地交渉は難航したため奈良市は方針を変更[59]。大川靖則市長は左京地区自治連合会に移転ではなく焼却炉の建て替えを打診[59]。
- 1999年（平成11年）- 建て替えの場合は代償としてコミュニティーセンターや文化センターを建設するという奈良市の提示したプランに対し、移転か建て替えかを巡って右京・神功・朱雀・左京の各自治連合会での対立が起こったため、「新春を祝う会」で初めて4自治連合会合同ではなく「左京・朱雀連合会」と「右京・神功連合会」に分割[59]。
- 1999年（平成11年）- 新しい一般廃棄物処理基本計画で移転と建て替えの両方を検討するとの記述に変更[59]。
- 2001年]平成13年）8月15日 - 左京1丁目-4丁目自治会、平城左京団地自治会、アルス高の原自治会、ローレルスクエア自治会が奈良市に撤去を求める決議書と798世帯分の署名を提出[192]。
- 2002年（平成14年）- 一般廃棄物処理基本計画で環境清美第2工場の建設を見送り、焼却施設を更新することを正式に決定[191]。

2003年（平成15年）
- 1月27日 - テレビ東京系列「ジカダンパン!責任者出て来い!」においてごみ焼却施設移転問題が取り上げられる。
- 8月26日 - 奈良市から移転について明確な回答が得られないことを受け、平城ニュータウン周辺6地区の住民3195人が移転を求めて奈良県公害審査会に公害調停を申請[191]。
- 12月22日 - 共済会館「やまと」で奈良県公害審査会の第1回調停が行われる[193]。

2004年（平成16年）
- 2月13日 - 奈良県公害審査会の第2回調停において、奈良市が調停中は建て替えはしないことを初めて明らかにする[194]。
- 3月5日 - 奈良県公害審査会の調停委員が奈良市環境清美センターの中央制御室や触媒反応塔、奈良市立左京小学校や周辺のマンションなどを視察[195]。
- 9月5日 - 移転を奈良再生プログラムで公約に掲げる鍵田忠兵衛が奈良市長に当選。
- 11月8日 - 公害調停申請人の会15人が、鍵田忠兵衛奈良市長（当時）に移転公約を早期に実現するよう求める要望書を提出[196]。

2005年（平成17年）
- 1月24日 - 奈良県公害審査会の第8回調停において、奈良市が初めて2014年度を目標に工場を移転する方針を示す。
- 10月19日 - 非公開で開催された奈良県公害審査会の第19回調停において、奈良市側と住民が調停案に合意[197]。
- 12月26日 - 奈良県公害審査会の調印式が奈良県庁で行われる[198]。調停案には2006年3月末までに「ごみ焼却施設移転建設計画策定委員会」を設置することが明記された。

## 主な施設

### 計画住宅
奈良県奈良市
- 平城右京団地

総戸数366戸。全ての住棟で1つの階段室を周りの3戸で共有することによって、なだらかな起伏に沿った住棟配置にしている。また、日本庭園の設計手法を取り入れており、道は斜面を活かすように曲線を描き、落葉樹は斜面に対しやや傾けて植栽され、銘板には生駒石が使用されている。その他にも、石積みには丹波鞍馬石が、道の舗装には木津川の砂利が使われ、駐車場・駐輪場は生垣で囲まれているほか、団地内には多くの公園やベンチが設けられている。
- 平城第一団地

5階建13棟からなり、総戸数500戸。団地内に2か所遊び場がある。駐車場の設置率が35%と低かったため、この2つの遊び場を利用して新たに駐車場を設け、設置率を50%まで引き上げる工事が行われた。
- 平城第二団地

5階建53棟からなり、総戸数1,510戸。平城ニュータウン最初の団地で、入居開始当初は周りは雑木林に囲まれ、商業施設が少なく日常生活に支障をきたしていたために「陸の孤島」と呼ばれていた。景観保全のため、外壁は当時一般的だった白ではなく環境に合わせたものが採用されており、ベランダも景観保全とプライバシー保護の両方の観点から内側に入り込んだ形に設置されているほか、古都奈良の地域性への配慮から、歩行者専用道路やプレイロット沿いにヤマブキ、コナラ、ヒノキなどの20種類程の万葉植物が植えられている。また、屋根は公団住宅では初めてとなる幅1.5m、傾斜角度45°の深いひさしが付いているが、これは奈良市が日本住宅公団に「古都の景観にマッチした建築様式を」と提案したアイデアの一つを採用したもので、棟によって屋根は濃緑、茶、黒の3色に塗り分けられている。このひさしが付いたフラット屋根はカッパ屋根と呼ばれ、その後の関西の公団住宅でも採用された。そのほか、歩行者専用道路沿いには景観設計研究所が「現代的に解釈した日本庭園的手法」をコンセプトに設計した上水道を循環させる方式の人工のせせらぎと池が設けられている。このせせらぎを巡っては、当初住民と計画者側との交渉が難航し、ひび割れから漏水する可能性があることや電気・水道代の負担から埋め立てる案も出されたが最終的に存続が決まり、ひび割れはその都度補修されて使用された。人工のせせらぎが造られたのは平城ニュータウンが初めてで、港北ニュータウンとともに水空間の活用に慎重だった日本住宅公団の態度を変える契機となり、向島ニュータウンなどのその後の全国のニュータウンに大きな影響を与えた。
- 高の原駅前団地

5階建16棟からなり、総戸数338戸。一部がステージセレクト住宅になっている。敷地内には給水塔がある。
- 平城左京団地

5階建9棟からなり、総戸数490戸。団地前にはモニュメント「華の詩」が設置されている。
- 平城朱雀第一住宅

総戸数428戸の分譲集合住宅。
- 平城朱雀第二住宅

2階建と4階建からなる総戸数240戸の分譲集合住宅。
- アルス神功高の原
- グレーシィ高の原
- 東急ドエル・アルス高の原

セントラルコンサルタントが設計し、東急不動産関西支社が建設。企画コンペによって選ばれた圧迫感をなくすようなデザインが採用された。奈良市の第4回建築文化賞部門町並み賞を受賞している。
- つなね

コーポラティブ住宅。名称は奈良女子大学（当時）坂本信幸教授が発案によるもので、日本書紀の「葛根」「縄葛」に由来。
- ナチュラガーデン高の原
- ローレルコート高の原
- ローレルコート高の原レジデンス
- ローレルスクエア高の原

左京地区サブセンターが設置されている。
京都府木津川市
- 公社木津かぶと台団地
- コンフォールかぶと台

「悠久の歴史性に包まれ、環境との共生を感じる地域生活」 をメインテーマに設計が行われた。 設計前には既存林の林分構成や外観の調査、対象地の土壌調査、周辺地域の踏査調査が行われ、既存林の保全と造成法面の緑の回復に努められている。 団地にはテラスや散策路を設けられ、自然に触れられる工夫がなされており、また現況法面に自然風石組みをしつらえて、地下貯留された屋上雨水を湧き水のように少しずつ浸透性池へ流すロックガーデンが設けられている。
- 高の原駅西団地
- 高の原駅西第二団地
- 高の原駅東団地

2012年1月からはカーシェアリングサービス「タイムズプラス」を導入している。
- 高の原駅東第二団地

敷地内に相楽東配水池がある。
- 高の原アーバンコンフォート
- 高の原万葉台
- ローレルコートエスタ高の原

京都府相楽郡精華町
- エスペローマ高の原

桜が丘近隣センターが設置されている。

### 市民会館・公民館・集会所
- 右京地域ふれあい会館 - 右京地区自治連合会が管理
- 朱雀地域ふれあい会館 - 朱雀地区自治連合会が管理
- 左京地域ふれあい会館 - 左京地区自治連合会が管理
- 奈良市北部会館
- 平城西公民館
- 平城東公民館
- 兜台集会所
- 兜谷集会所
- 相楽台5丁目集会所
- 相楽台6・7丁目集会所
- 相楽台9丁目集会所
- 女性センター
- 桜が丘一丁目集会所
- 桜が丘二丁目集会所
- 桜が丘三丁目集会所
- 桜が丘四丁目集会所

### 体育施設
- 高の原コミュニティスポーツ会館

平城ニュータウンスポーツ協会が管理。鉄骨造平屋建、建物面積652.26m2で、体育室、事務室、器具庫、更衣室などからなる。
- ならやまコミュニティスポーツ会館。鉄骨造2階建、建物面積600m2で、1階は体育室、器具庫、更衣室などが、2階は会議室がある[91]。

平城ニュータウンスポーツ協会が管理
- ならやま屋内温水プール （奈良市総合福祉センター内）

社会福祉法人奈良市社会福祉協議会が管理。奈良市環境環境清美センターの焼却炉から発生する熱エネルギーを利用している。
- 平城第一コート・平城第一球技場

テニスコート2面と7,092.18m2の球技場がある。
- 平城第二コート・平城第二球技場

テニスコート4面と10,716.16m2の球技場、管理棟がある。
- 兜谷グラウンド

6,400m2のグラウンドとトイレ、器具庫がある。
- 兜谷テニスコート

全天候型テニスコート2面と更衣室、トイレがある。
- 池谷公園テニスコート

テニスコート2面と夜間照明、トイレがある。

### 医療・福祉施設

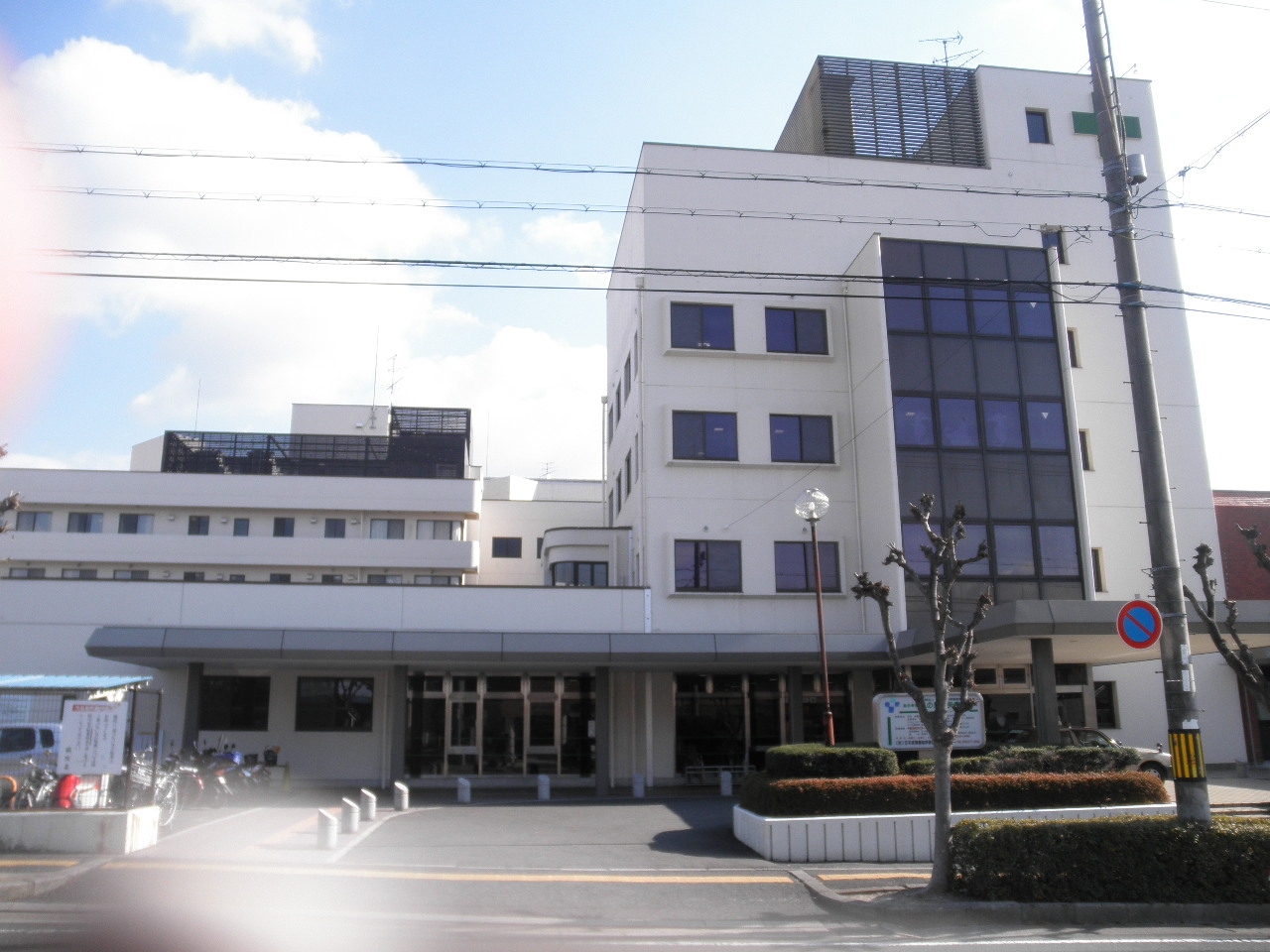
新生会高の原中央病院

- 医療法人新生会高の原中央病院

内・神経・循環器・血液・外・整形・泌尿器・産婦人・麻酔・放射線科など。
- 奈良市総合福祉センター

社会福祉法人奈良市社会福祉協議会が管理
- 木津川市相楽老人福祉センター
- 社会福祉法人カトリック聖ヨゼフホーム サンタ・マリア

特別養護老人ホーム、在宅介護支援センター、デイサービス、配食サービス、ホームヘルプサービス、ショートステイの事業を行う
- 社会福祉法人ならのは
- ローズライフ高の原

### 警察・消防
- 奈良県警察奈良警察署近鉄高の原駅前交番
- 京都府警察木津警察署相楽交番
- 奈良市消防局北消防署
- 相楽中部消防署木津西出張所

### 都市公園
歩行者専用道路に接するように平城地区・相楽地区にそれぞれ、地区公園が地区中央部に1か所、近隣公園が4か所、街区公園が10か所以上配置されている。
近隣公園
- 歌姫近隣公園（歌姫西瓦窯跡）

朱雀四丁目4番地。歌姫西瓦窯跡の保存のため、自然の地形を活かして造られ、梅林や谷筋には流れが設けられている。また、歌姫西瓦窯跡の場所は自然石によってその形状が表現され、説明版が設置されている。15,243.86m2
- 平城第1号近隣公園（平城第一テニスコート・平城第一球技場）

左京二丁目1番地。20,000.14m2
- 平城第3号近隣公園（集会所）

右京三丁目18番地。19,998.2m2
- 平城第4号近隣公園

神功三丁目6番地。整備前の日本住宅公団と住民との話し合いでの、自然を活かした公園をとの要望を受けたもの。37,522.97m2
- 大里公園

相楽台四丁目4番地。4,195.00m2
- 大里公園（その2）

相楽台四丁目4番地。17,672.66m2
- 音浄ケ谷公園（音如ヶ谷瓦窯跡）

相楽台七丁目6番地。遺跡名は音如ヶ谷瓦窯であるが、公園名は音浄ケ谷公園。音如ヶ谷瓦窯の原寸大レプリカがある。11,310.44m2
- 土師山公園

相楽台九丁目4番地。21,168.75m2
- 池谷公園（テニスコート）

桜が丘二丁目21番地の1。2ha
街区公園
- 右京三丁目第1号街区公園

右京三丁目21番地。2,502.13m2
- 右京三丁目第2号街区公園

右京三丁目9番地。2,503.28m2
- 神功二丁目街区公園

神功二丁目11番地。2,507.98m2
- 神功三丁目街区公園

神功三丁目10番地。2,487.16m2
- 神功五丁目街区公園

神功五丁目14番地。2,500m2
- 朱雀一丁目街区公園

朱雀一丁目14番地。2,499.98m2
- 朱雀四丁目街区公園

朱雀四丁目9番地。2,500.01m2
- 朱雀五丁目街区公園

朱雀五丁目12番地。2,500.03m2
- 朱雀六丁目街区公園

朱雀六丁目14番地。2,500m2
- 左京一丁目街区公園

左京一丁目15番地。2,500.02m2
- 左京二丁目街区公園

左京二丁目2番地の225。2,500.45m2
- 左京三丁目街区公園

左京三丁目9番地。2,500.00m2
- 左京四丁目街区公園

左京四丁目9番地。2,500.01m2
- 兜台1号公園（通称ひだまり公園）

兜台七丁目4番地。2,600.95m2
- 兜台2号公園（通称トンネル公園）

兜台三丁目4番地。2,500.49m2
- 兜台3号公園（通称ふじだな公園）

兜台四丁目9番地。2,600.45m2
- 相楽台1号公園（通称さがらか山公園）

相楽台六丁目4番地。2,500.44m2
- 相楽台2号公園（通称みはらし台公園）

相楽台五丁目4番地。2,500.69m2
- 相楽台3号公園（通称まびさし公園）

相楽台二丁目4番地。2,700.10m2。まびさし公園という通称名は兜谷公園の正面に位置していることに由来。
- 桜が丘一丁目公園

桜が丘一丁目46番地の1
- 桜が丘二丁目公園

桜が丘二丁目13番地の1
- 桜が丘三丁目公園

桜が丘三丁目35番地の3
- 桜が丘四丁目南公園

桜が丘四丁目14番地
- 桜が丘四丁目北公園

桜が丘四丁目1番地の1
地区公園
- 平城第2号公園（集会所、修景池、平城第二コート、ならやまコミュニティスポーツ会館）

朱雀二丁目12番地。55,684.7m2
- 兜谷公園

兜台六丁目4番地外。22,871.24m2
- 兜谷公園（その2）

兜台六丁目4番地外。17,128.81m2
都市緑地
- 神功一丁目緑地（石のカラト古墳の奈良県側）

神功一丁目5番地。1,734.32m2
- 神功四丁目緑地（散策路）

神功四丁目4番地。自然の地形を活かして造られ、散策路が設けられている。6,999.96m2
- 神功四丁目第2号緑地

神功四丁目22番地の1
- 神功六丁目緑地（押熊瓦窯跡）

神功六丁目5番地
- 朱雀一丁目緑地（遊歩道、平城東配水池）

朱雀一丁目6番地。自然の地形と樹木を活かして造られた。38,916.52m2
- 朱雀四丁目緑地

朱雀四丁目3番地の5
- 左京一丁目緑地

左京一丁目7番地。20,194.2m2
- 左京五丁目緑地

左京五丁目1番地。52,046.16m2
- 石のカラト古墳緑地（八重桜の森とも。石のカラト古墳の京都府側）

兜台二丁目4番地
- 音浄ケ谷緑地

相楽台七丁目4番地
- 兜台2丁目府県界緑地

兜台二丁目1番地の2外
- 相楽台緑地

相楽台五丁目
- 曽根山小緑地

相楽台五丁目12番地の1外
- 曽根山大緑地

相楽台五丁目16番地他
- 桜が丘緑地

桜が丘四丁目29番地の2

### 教育施設
各住区に公立小学校1校、2つの小学校区（桜が丘のみ1つの小学校区）に公立中学校1校、2つの中学校区に公立高校1校となっている。
小学校

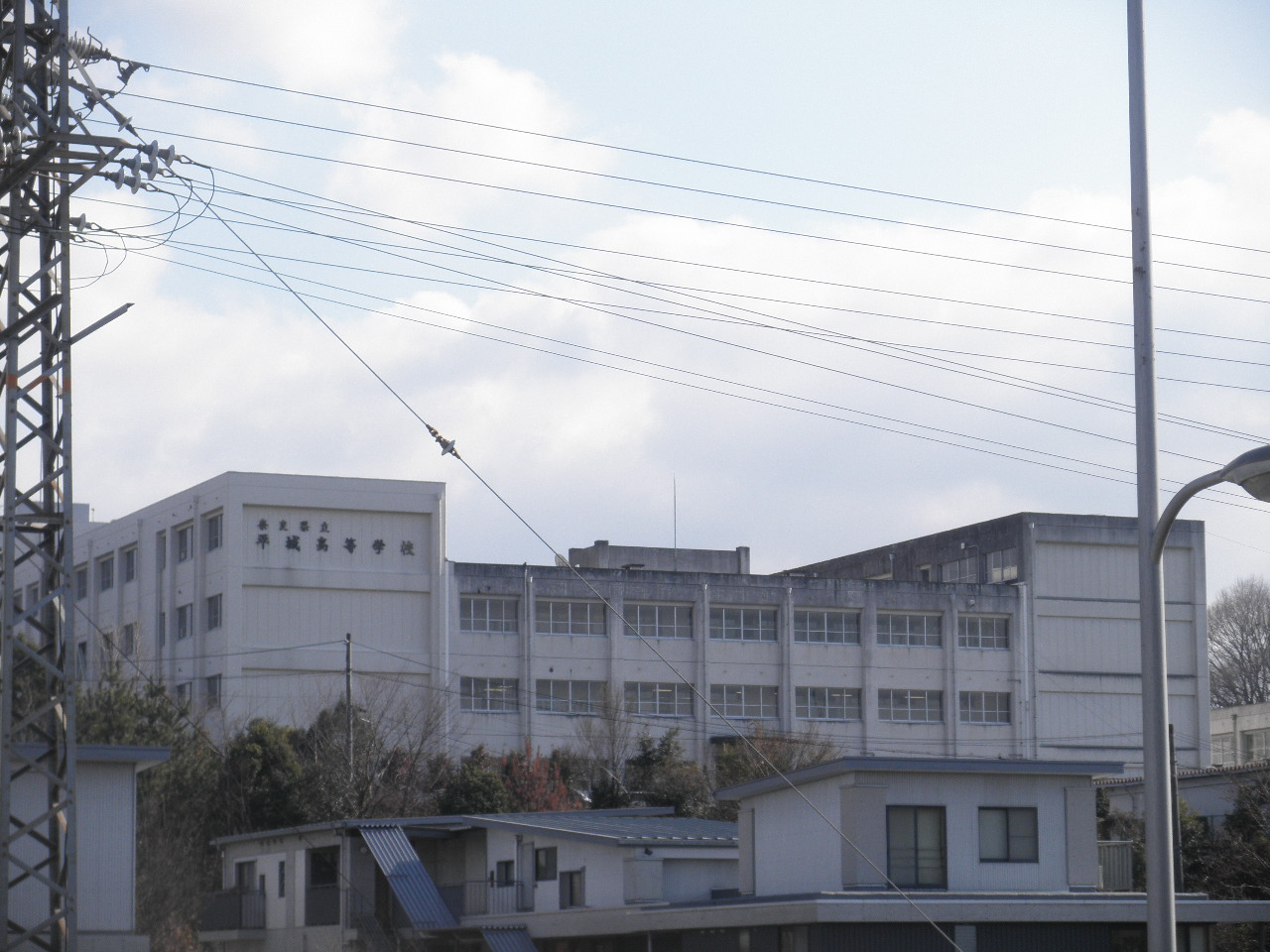
奈良県立平城高等学校

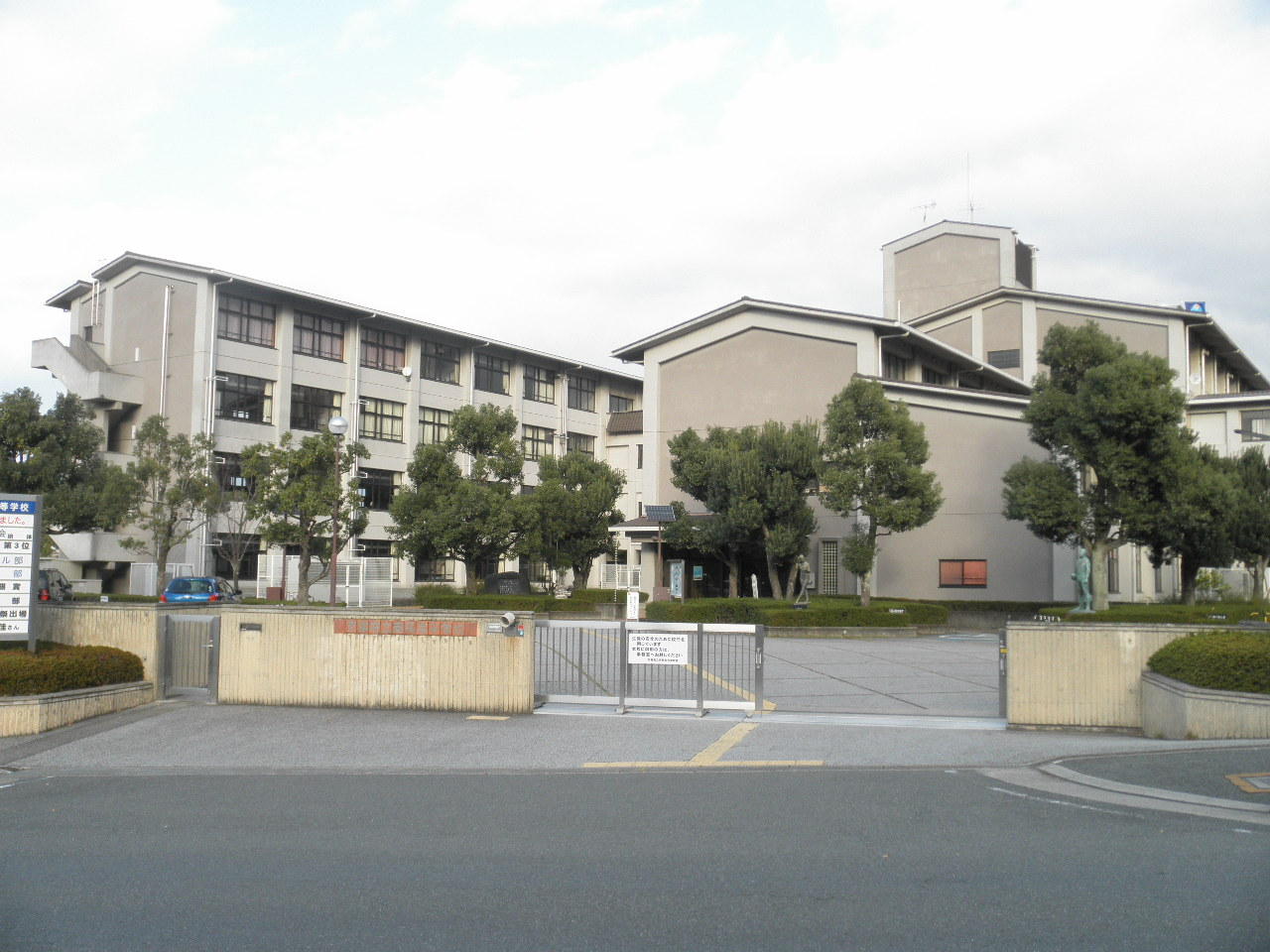
京都府立南陽高等学校

- 奈良市立ならやま小中学校 - 旧神功小学校・平城西中学校敷地、敷地面積26,653m2。校舎延床面積3,136m2
- 奈良市立右京小学校(2022年廃校) - 敷地面積26,400m2。校舎延床面積5,862m2
- 奈良市立左京小学校 - 敷地面積26,937m2。校舎延床面積4,794m2
- 奈良市立朱雀小学校 - 敷地面積26,920m2。校舎延床面積4,421m2
- 木津川市立相楽台小学校
- 木津川市立高の原小学校
- 精華町立山田荘小学校

中学校
- 奈良市立平城西中学校 - 敷地面積36,398m2。校舎延床面積5,725m2
- 奈良市立平城東中学校 - 敷地面積36,502m2。校舎延床面積6,084m2
- 木津川市立木津第二中学校
- 精華町立精華南中学校
- 京都府立南陽高等学校附属中学校

ニュータウン内には私立は立地していないが、近隣に東大寺学園中学校が所在している。
高等学校
- 奈良県立奈良高等学校 (旧平城高校敷地)- 敷地面積56,412m2。校舎延床面積8,889.6m2
- 京都府立南陽高等学校

ニュータウン内には私立は立地していないが、近隣に東大寺学園高等学校が所在している。
専門学校
- 関西学研医療福祉学院

大学
ニュータウン内には立地していないが、近隣に奈良大学が所在している。

### ごみ焼却場
- 奈良市環境清美センター

### 給食センター
- 木津給食センター

### 商業施設・金融機関・郵便局

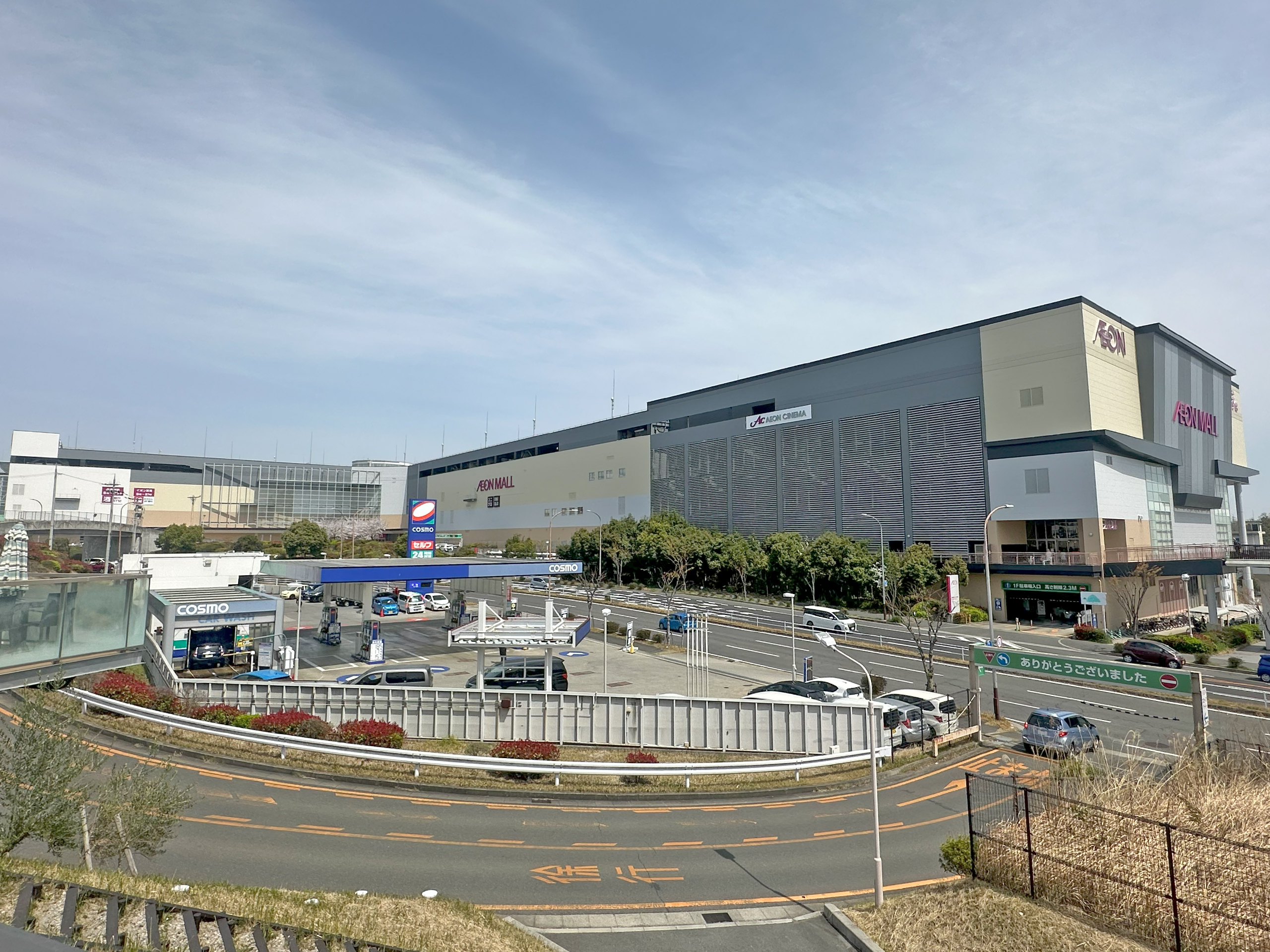
イオンモール高の原

近鉄京都線高の原駅前に平城地区と相楽地区にまたがって地区センターが1か所、地区センターがある住区以外の住区に近隣センターが1か所ずつ設けられている。ニュータウン内に百貨店はないが、一時平城地区に近鉄百貨店が出店する計画があったこともある。
地区センター
- サンタウンプラザこすもす館（イオンモール高の原）
- サンタウンプラザすずらん館
  - 京都銀行高の原支店
  - 三井住友銀行平城支店
- サンタウンプラザひまわり館
  - 南都銀行平城支店
- 平城第2ショッピングセンター
  - 奈良右京郵便局

近隣センター
- 神功
  - 丘の小道商店街
- 朱雀
  - コープ朱雀
  - 奈良朱雀郵便局
- 左京
  - 左京地区サブセンター - 左京地区自治連合会から住宅都市整備公団への整備要望を受け、ローレルスクエア高の原1階に設置。
- 相楽台
  - サンタウンスイミングスクールユニチカ
- 桜が丘
  - 桜が丘近隣センター - エスペローマ高の原イーストゾーン1番館1階に設置。
    - フレスコ高の原桜が丘店
    - 精華町住民サービスコーナー

ならやま大通り
- 南都銀行平城西支店

その他
- 奈良西郵便局平城団地郵便作業所
- プロムナーデたかのはら
- 木津兜台郵便局

### 企業
- NTT西日本平城ビル（平城収容局）
- 関西文化学術都市研究センター
- 奈良交通平城営業所
- トータルヘルスデザイン京都本社
- 都市再生機構西日本支社関西文化学術研究都市事業本部
- バンクシア・フィットネス京都本部

### 社寺・教会
- 時宗 平城院
- 真宗大谷派 徳念寺分院

鉄筋コンクリート構造166m2の本堂と木造2階建て256m2の庫裏からなり、一部を除いて吉野中央木材のヒノキが使われている。設計は佐野設計室が行い、施工はツキデ工務店。太陽光を発電と暖房・給湯に、雨水を散水と中水に利用している。
- 相楽稲荷
- 天理教 相楽台分教会
- 日本キリスト教団 高の原教会
- マリスト会

### かつて存在した主な施設
- 私立平城図書館（山善ビルディング高の原駅前ビル内）

児童書専門。奥田政善が館長を務めていた。
- 平城プール[3]（平城第3号近隣公園内）

競泳用25mプール、ファミリープール、幼児用プールがあった。
- 野鳥の森[110]（奈良市総合福祉センター内）
- サンタウンガーデン21
- サンタウンほっとスクエア
- 近商ストア平城店[77]（平城第2ショッピングセンター内）
- サンマート平城店[77]（旧：近商ストア平城2号店、平城第一団地近隣センター内）
- デイリーヤマザキ平城店
- フードセンター中村屋高の原店（山善ビルディング高の原駅前ビル内）
- フレスコ高の原桜が丘店（エスペローマ高の原イーストゾーン1番館1階 桜が丘近隣センター内）
- フレンドリーショップ寿屋高の原店（ローレルスクエア高の原6番館1階 左京地区サブセンター内）
- 万代高の原桜が丘店[170]（エスペローマ高の原イーストゾーン1番館1階 桜が丘近隣センター内）
- 奈良銀行高の原支店[125]（山善ビルディング高の原駅前ビル内）
- 京都科学 KYOTOKAGAKU開発センター（ハイタッチ・リサーチパーク内）
- クロイ電機 クロイハイタッチ研究所[161]（ハイタッチ・リサーチパーク内）
- 積和建設奈良（ハイタッチ・リサーチパーク内）
- 第一紙行 ライフデザイン研究所（ハイタッチ・リサーチパーク内）
- フジヤ フジヤHRセンター（ハイタッチ・リサーチパーク内）
- 山中 YAMANAKAアート研究センター（ハイタッチ・リサーチパーク内）
- 吉忠マネキン YOSHICHU情報センター（ハイタッチ・リサーチパーク内）
- 渡文 ワタブンホーム・ファニシング研究所（ハイタッチ・リサーチパーク内）
- 相楽浄化センター

当初、相楽地区の事業計画において汚水の処理地に指定されていた木津川流域下水道の都市計画決定の大幅な遅れを受けて、急遽木津町・精華町から委託を受けた住宅・都市整備公団が、地区公園予定地だったところを長い時間をかけて地元を説得し、処理場に転用したもの。
- 調整池

造成に伴う雨水の流出増加に対応するための造成河川改修事業が完工するまでの暫定治水施設で、渋谷川流域に3か所、山田川流域に1か所あった。

## 遺跡
和銅元年に平城遷都が決定されたあと、平城宮の内外には直営の工場が造られたが、その中で平城山丘陵は良質の粘土が得やすく、樹木が燃料として利用できることから各地に官営瓦工房が設けられて窯が造られ、瓦の大生産地となった。西から順に乾谷瓦窯、押熊瓦窯、山陵瓦窯、音如ヶ谷瓦窯、歌姫瓦窯、市坂瓦窯、梅谷瓦窯などがあり、西の方は早い時期に造られた登窯で、燃料である山林の伐採によって東に移行するにつれて効率のよい平窯へと変化している。
- 石のカラト古墳（神功一丁目緑地・石のカラト古墳緑地）

国の史跡。4,925m2。奈良県と京都府にまたがっており、奈良県側では「石のカラト古墳」、京都府側では「風灰（カザハヒ）古墳」と呼ばれたが、現在は「石のカラト古墳」でほぼ統一されている。日本で最初に確認された上円下方墳で、古墳時代終末期のもの。墳丘は雑な版築工法で築かれており、方墳は1辺13.6m、高さ1.2m、円墳は径約9.2m、高さ1.3mで、墳丘全体は河原石で葺かれていたが、1979年の奈良国立文化財研究所の調査時には円墳の葺石は全て落下していた。石室は墳丘のほぼ中央にあり、天井・床各4枚、両側壁各3枚、奥壁・扉石各1枚の凝灰石の板石からなる奥行き2.6m、幅1.04m、高さ1.06mの横口式石槨で、石室天井部は屋根形に刳込まれている。石室内部は中世に盗掘で荒らされ、室内の棺や副葬品は失われた。また、墳丘の南辺には石積暗渠、墳丘の周囲は暗渠や排水溝がめぐらされており、石室前面には墓道が、扉石南2.6mには墓前祭の遺構がある。石室の構造は高松塚古墳、キトラ古墳、マルコ山古墳と類似しており、しばしばこれらの古墳との対比が試みられる。現在は復元され、公園となっている。なお、京都府側での古墳の呼び名は精華町大字山田小字風灰に由来するが、地籍は木津町大字相楽小字兜谷であった。
- 歌姫西瓦窯跡（歌姫近隣公園内）

奈良山丘陵の東北に延びる低い尾根の東南斜面にある。延長30mにわたって平窯6基が確認され、このうち、幅2mに対して全長9.5mと最長大の1号窯は登窯風な平窯で、他は全長4-5mの分炎柱を持つ平窯。1-6号窯のいずれも焚口は斜面の低い方にあり、6号窯の宝相華文の軒丸瓦2点など3点以外はすべて平城宮で使用されたものが出土した。この瓦窯の軒瓦のモニュメントがふれあい橋の欄干に設置されている。
- 大畠遺跡（木津川市相楽大畠、山松川、岸間堂、相楽台六丁目、相楽台七丁目）

小さな谷で南北に分かれる複合遺跡で、南側は弥生時代中期中葉-後葉の第三・第四様式の集落跡、北側は奈良時代の集落跡。弥生時代の遺跡は東西約100m、南北約200mに渡り、竪穴建物跡3棟、中心部に木棺、東側の溝に壺棺が埋葬された方形周溝墓1基、コンテナ約20箱分の土器と打製石器、武器形石製祭器が検出された。畑ノ前遺跡から移り住んだ大畠遺跡のムラは、木棺に葬られた長が相楽山銅鐸の祭りを執行する南山城の中核的な集落であったが、弥生時代中期後葉には終息し、後期に曽根山遺跡へと移動した。一方、奈良時代の遺跡からは様々な大きさの掘立柱建物（主屋・付属屋・納屋・倉庫）の跡が重複して40棟程見つかっており、それらは音如ヶ谷瓦窯の工人の住居・管理施設の跡で、そこで平城京へ運ぶ瓦の点検・管理を行っていたと考えられている。同遺跡からは掘立柱建物を仕切っていた掘立柱塀や溝跡、不良品と見られる溶着した平瓦、須恵器坏蓋も出土した。
- 押熊瓦窯跡（神功六丁目緑地）

奈良山丘陵北西端の尾根先端の台地上に位置する。平窯6基が確認され、うち5基は西斜面に並列しており、残り1基はそこから離れて丘陵裾にある。出土遺物は軒丸瓦68点、軒平瓦28点、面戸瓦2点で、その大半は平城宮で使用されたものと同種であったが、新形式のものもあった。1-6号窯のうち4号窯の焚口部は両側壁各2枚の鬼瓦を立てて構成されており、うち3枚は山陵瓦窯跡から出土したものと同笵であったことは奈良山瓦窯群内を工人集団が移動していたことを裏付けた。なお、この鬼瓦の図柄がユニークでユーモアだったことから、平城第二団地の集会所にレプリカが由来とともに展示されている。鬼瓦のレプリカは、その後ふれあい橋にも設置された。
- 音乗谷古墳（木津川市相楽台七丁目）

埴輪の出土によって古墳であることが明らかになった。帆立貝形古墳や造り出し円墳と考えられるが、後世の改変が著しいため墳形は断定できていない。石室も盗掘によって大部分が破壊され、花岡岩の一部と抜き取り跡、礫床の一部、排水溝が見つかっただけであるが、追葬の状況から横穴式石室だと想定されている。墳頂部・濠・斜面から埴輪15個体分、石室から副葬品の須恵器10個体分・剣1口・刀1口・刀子2口・鉄鏃6本・鉄製金張雲珠1箇・碧玉製管玉1箇などが出土し、翳・蓋・盾・靱・人物・猪・横坐りの馬などの多彩な形象埴輪群は、古墳時代後期の畿内の埴輪に対する考えを見直す必要のある注目すべきものであった。なお、古墳の名は旧木津町大字相楽小字音乗谷に由来するが、地籍は音乗谷ではなく相楽山であった。
- 音如ヶ谷瓦窯跡（音浄ヶ谷公園内）

京都府指定史跡。475m2。奈良山丘陵東側裾部に位置する。L字に並ぶロストル式の平窯4基が確認され、そのうち3・4号窯は削平が著しく、3号窯は焼成室と燃焼室の一部、4号窯は燃焼室のみが確認されている。発掘調査では1・2号窯と3・4号窯とでは窯壁の瓦の積み方と排水処理方法が異なることが分かり、両者は稼働時期が違うものであることが判明した。瓦窯跡からは軒瓦（軒丸瓦29個体・軒平瓦195個体）・丸瓦・平瓦・鬼瓦・塼などの瓦類、多量の坏・皿などの土師器と少量の須恵器、土馬1点、円筒埴輪2点が出土し、このうち軒瓦は法華寺阿弥陀浄土院出土の瓦と同范関係にあることから、阿弥陀浄土院造営に関連する瓦窯だったのではないかと考えられている。また、北東部平坦地には100以上の小柱群が検出され、そのうち建物としては作業場や資材置き場とみられる5棟が確認された。現在は埋め戻されているが、2基の原寸大レプリカが展示されている。なお、窯跡からは弥生時代中期中葉、第三様式の土器も出土しており、音如ヶ谷瓦窯跡は大畠遺跡の弥生時代集落の南端にあたる。
- 兜谷古墳（ハイタッチ・リサーチパーク内）- 円墳[52]。
- 相楽山遺跡（木津川市相楽台八丁目）

扁平鈕六区画袈裟襷文銅鐸の出土地。銅鐸は総高40.2cmで、重さは1.95kg。南山城では八幡市式部谷に次ぐ銅鐸であり、さらに大畠遺跡も確認され、当時の多くの人が驚くニュースとなった。銅鐸は現在は京都府立山城郷土資料館に保存されている。
- 大仙堂遺跡（木津川市相楽大仙堂、土師山、相楽台五丁目）

かつては石田茂作によって大仙堂廃寺と紹介されていたが、奈良国立文化財研究所の発掘調査後に寺院跡ではなく墓地に関連する仏教的施設ではないかとして大仙堂遺跡と改称された。1972年10月の発掘調査では、中・近世の溝・土壙や瓦・土器、奈良時代の瓦が出土し、付近に中世以降の寺院跡と奈良時代の瓦窯跡があることが想定された。しかし、1979年3月に寺院跡の確認のために前回調査の北接地点が発掘されたが、寺院に関連する遺構は検出されなかった。
- 奈良山第13号地点古墳（奈良市左京四丁目）- 墳丘は残されていない[53]。2列の円筒埴輪列と抜きとり穴だけが確認された[53][60]。
- 奈良山第15号地点古墳（奈良市左京五丁目）- 墳丘の大部分が土取りされ、北裾部の一部が残されているだけであるが、幅約2m、深さ約0.2mの浅い周濠から円墳とみられている[60]。西側の周濠近くから鉄斧1つ、主体部から須恵器の𤭯が出土した[60]。
- 山陵瓦窯跡（平城第二団地内）- 瓦窯3基が確認されたが、保存協議中に団地造成によって破壊された[58][60]。

## 万葉集

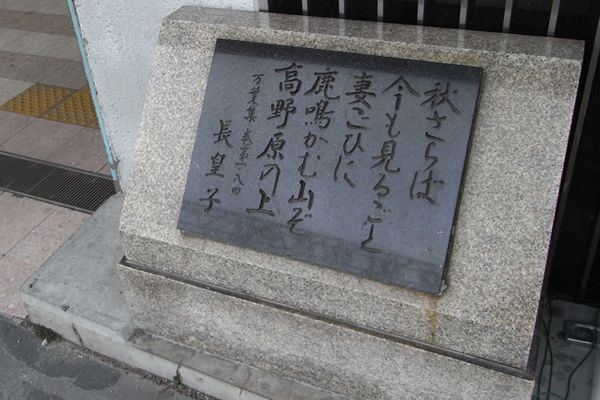

- 万葉石碑 - 万葉歌碑をたてる会によって設置[3][247][248][249]。
  - 春日なる三笠の山に月も出でぬかも 佐紀山に咲ける桜の花の見ゆべく（近鉄高の原駅前広場）
  - 春日なる三笠の山に月も出でぬかも 佐紀山に咲ける桜の花の見ゆべく（平城第二団地18棟西側緑地）
  - 秋さらば今も見るごと妻戀に 鹿鳴かむ山そ高野原の上（近鉄高の原駅出口）
- 万葉の小径 - 石のカラト古墳から押熊瓦窯跡までの約300mの散策路[250]。東から順に万葉植物の「かつら」「はぎ」「え」「あぢさゐ」「かへるで」「つつじ」「いちし」「ははそ」「くは」「ちさ」「たへ」「あしび」「やまぶき」「くり」「しひ」「さかき」「たちばな」「かしは」「まゆみ」「つき」「うのはな」「さくら」「ほほがしは」「ねぶ」「ゆずるは」「あふち」「つばき」「つまま」「しらかし」「はねず」「うめ」「さきくさ」「もも」「すもも」「なし」「なつめ」が植えられており、小径の途中には「万葉人の時代について」「万葉人と植物との関りについて」「万葉人の衣・食・住について」「個々の植物と、万葉人の思想や生活との関りについて」の4つのテーマの説明板がある[251]。

## 地域活動
- 京都木津今村組
- 相楽台子ども安全・安心ネットワーク会議

相楽台小学校校区の保護者、自治会員、青少年育成委員、民生児童委員、地域住民約250人が、子供の登下校時に防犯パトロールや危険箇所点検、子どもの保護・誘導を行う。
- 相楽朝市部会兜台販売所[252]
- 相楽朝市部会相楽台販売所[252]
- 社会福祉協議会

神功、右京、朱雀、左京各地区に存在。総合福祉センター、サンタ・マリアでのボランティア活動など。
- 高の原里山クラブ
- 高の原見守り隊

高の原小学校校区の保護者、自治会員、地域住民35人が、子供の登下校時に防犯パトロール、危険箇所点検、防犯教室、子どもの保護・誘導を行う。
- 奈良地区防犯協議会地域安全推進委員
  - 近鉄高の原駅前支部
- 花いっぱい運動の会

高の原駅前の玄関口であるふれあい橋等の公共花壇に花を植栽し、快適な憩いの場所となる美しいまちづくりを目指し、住民の皆様に生きがいやこのまちへの愛着をもっていただけるような地域コミュニティーを提供することを目的とする。毎週月曜日と木曜日（冬季のみ毎週木曜日）に花摘み・草抜き・低木の剪定・清掃・水やりを行うほか、毎年7月-9月は午後6時から潅水し、また年2回春と秋に花植えイベント実施する。平成21年度奈良県地域貢献活動助成の対象となった。
- 平城ニュータウン教育懇談会

教育講演会、新旧の教諭との交流会の開催。
- 平城ニュータウンスポーツ協会

スポーツ教室や講習会などを開く。徽章は平城ニュータウンスポーツ協会のHと歌姫瓦窯跡出土の屋根瓦を図案化したもの。
- 平城ニュータウン文化協会

地域の文化活動の向上に寄与することを目的とする。文化祭・大和路見学会・講演会の開催、層富の発行、クラブの育成等。会章は平城ニュータウン文化協会の平と文、音如ケ谷瓦窯出土の軒丸瓦を図案化したもの。
- 万年青年クラブ

教養の向上、健康増進、スポーツの振興、地域社会との交流を目的とする。14の万年青年クラブからなる平城ニュータウン万年青年クラブ連合会が活動。
- 第2団地万年青年クラブ

スポーツなどの健康活動、見守りなどの友愛活動、清掃などの奉仕活動、幼稚園、小学校との世代間交流を行う。
- 高の原駅前団地万年青年クラブ

## ミニコミ紙
- コミュニティ高の原
- 平城新聞

## ライフライン

### ガス
- 大阪ガス - 都市ガス13A

### 電気
多摩ニュータウンのタウンセンター、筑波研究学園都市のタウンセンターなどとともに、景観を損ねる電柱・配電盤の排除が検討された。その結果、例えば相楽地区では、コーナー部の鉄塔以外はデザイン・色彩に配慮した美化鉄塔が設置された。
- 関西電力
  - 関西電力木津変電所
  - 関西電力平城変電所 - 奈良変電所からの77,000Vの電気を6,600Vに変換し、40,000kwの電気を各家庭に供給[3]。敷地面積は1,200m2[3]。
- 近畿日本鉄道高の原変電所

### 上水道
- 奈良市営水道 - 布目取水場から須川ダム、緑ヶ丘浄水場、新大淵幹線（ならやま大通り）を経て、各配水池へ送水される[3]。
  - 平城東配水池 - 朱雀一丁目6番地（朱雀一丁目緑地内）。5,000m3、300m3[255]
  - 平城西配水池 - 神功四丁目24番地。5,000m3、300m3[255]
  - 平城西第二配水池 - 神功四丁目24番地。16,400m3[3]
- 木津川市営水道 - 京都府営木津浄水場水源取水地点から京都府営木津浄水場、高置浄水場、木津町吐師受水場を経て、各配水池へ送水される[6]。
  - 兜台受水場
  - 相楽東配水池 - 2,390m3
  - 相楽西配水池 - 3,987m3
- 精華町営水道 - 京都府営木津浄水場水源取水地点から京都府営木津浄水場、高置浄水場、精華町祝園受水場を経て、桜が丘配水池へ送水される[6]。
  - 桜が丘配水池 - 2,518m3[101]

### 下水道
雨水は分流式で90%は渋谷川、山松川、鹿川および山田川から木津川へ、ニュータウン南西部約44haの10%は押熊川、秋篠川へと放流される。汚水は以下の通り。
- 奈良市公共下水道
  - 平城処理区 - 平城ニュータウンのうち奈良市神功の一部を除く地域が対象[3]。管路・朱雀汚水中継ポンプ場を経由して平城浄化センターへ送られ、処理水は渋谷川を経て山田川に放流される[3]。平城浄化センターは全国でも珍しく駅前にあるため、管理棟を除く全ての設備は地下にあり、1日当たり15,400m3の処理能力を有する[3][107]。地上部は管理棟を除く約4,000m2が公園として整備され、活性炭吸着を行った処理水が流れるせせらぎ水路や滝、散策道、多目的広場となっている[3][107]。
  - 佐保川第三処理区 - 奈良市神功2・3丁目の一部と神功4・5・6丁目の計51.0haが対象[3]。管路を経由して奈良県浄化センターへ送られる[3]。
- 木津川上流流域下水道

### CATV
- 近鉄ケーブルネットワーク
- KCN京都

## 交通

### 鉄道
- 近鉄京都線高の原駅

ニュータウン外にも近鉄京都線山田川駅、JR西日本関西本線（大和路線）平城山駅がある。

### 路線バス
- 奈良交通平城営業所

近鉄京都線高の原駅を基準とし、のりば順に表記する。バス停留所はニュータウンの範囲のみ。
| 基準停留場 | のりば                     | 路線名 | 系統 | 停留所 |
| ---------- | -------------------------- | ------ | --- | ------ |
| 高の原駅   |                            |        | |        |
| 1番のりば  | 学園前駅                   | 11     | 右京二丁目、右京三丁目、奈良大学（学園前方面のみ）、神功南口 |        |
| 1番のりば  | 奈良大学構内               | 文     | 右京二丁目、右京三丁目、神功南口（高の原駅方面のみ） |        |
| 1番のりば  | 梅美台三丁目               | 31     | （ニュータウン内になし） |        |
| 1番のりば  | 平城山駅                   | 15     | 朱雀二丁目、朱雀第一団地、朱雀保育園、朱雀六丁目、平城山駅 |        |
| 1番のりば  | 佐保台三丁目               | 117    | 朱雀二丁目、朱雀第一団地、朱雀保育園、朱雀六丁目 |        |
| 1番のりば  | JR奈良駅                   | 115    | 朱雀二丁目、朱雀第一団地、朱雀保育園、朱雀六丁目 |        |
| 2番のりば  | 左京循環・内回り           | 17     | 朱雀二丁目、朱雀第一団地、朱雀保育園、朱雀六丁目、右京二丁目、ならやま研究パーク、 左京六丁目、総合福祉センター、左京四丁目、朱雀四丁目、朱雀五丁目、朱雀二丁目 |        |
| 2番のりば  | 左京循環・外回り           | 16     | 朱雀二丁目、朱雀五丁目、朱雀四丁目、右京四丁目、総合福祉センター、左京六丁目 ならやま研究パーク、右京二丁目、朱雀六丁目、朱雀保育園、朱雀第一団地、朱雀二丁目   |        |
| 3番のりば  | 神功四丁目（右京小学校）   | 4      | 右京一丁目、右京小学校、右京四丁目、神功三丁目、神功四丁目 |        |
| 3番のりば  | 神功四丁目（兜台一丁目西） | 7      | 右京二丁目、右京三丁目、神功南口（高の原駅方面のみ） |        |
| 4番のりば  | 兜台五丁目                 | 21     | 兜台一丁目、兜台一丁目西、兜台二丁目、兜台三丁目、精華桜が丘三丁目、 精華桜が丘四丁目、精華桜が丘二丁目、兜台五丁目                                             |        |
| 4番のりば  | 学研奈良登美ヶ丘駅         | 77     | 兜台一丁目、兜台一丁目西、兜台二丁目、兜台三丁目、精華桜が丘三丁目                                                                                              |        |
| 4番のりば  | 高山サイエンスタウン       | 82     | 兜台一丁目、兜台一丁目西、南陽高校 |        |
| 4番のりば  | 木津川台住宅               | 19     | 兜台一丁目、兜台一丁目西、兜台四丁目、南陽高校、ハイタッチ・リサーチパーク                                                                                      |        |
| 4番のりば  | 梅 谷                      | 木-1   | 兜台一丁目、兜台一丁目西、兜台四丁目、南陽高校、ハイタッチ・リサーチパーク                                                                                      |        |
| 4番のりば  | 鹿背山                     | 木-2   | 兜台一丁目、兜台一丁目西、兜台四丁目、兜台七丁目、相楽台西、UR都市機構前、相楽台小学校、相楽台東                                                                |        |
| 4番のりば  | 木津川台住宅               | 木-2   | 兜台一丁目、兜台一丁目西、兜台四丁目、南陽高校、ハイタッチ・リサーチパーク、相楽台北                                                                            |        |
| 5番のりば  | 東大寺学園                 | 文     | 右京二丁目、右京三丁目 |        |

### 道路
相楽地区は通過交通防止のためにクルドサック型の道路構成を導入している。
有料道路
高速自動車国道の最寄りインターチェンジ (IC) は、西名阪自動車道の郡山ICである。
近隣にある一般国道有料道路の主な出入口として、第二阪奈道路（国道308号有料道路）の宝来ランプおよび、京奈和自動車道の山田川IC・木津ICがある。
一般国道
ニュータウンに接する一般国道として国道24号奈良バイパス、国道163号がある。
幹線街路
- 大和中央道（奈良県道・京都府道52号奈良精華線）

幅員24m（一部28m）。神功地区の西端を走る。
- 木津平城線（旧歌姫街道）

幅員18m（一部16m）。奈良市朱雀と左京の境を走る。
- 精華平城線（奈良県道・京都府道52号奈良精華線）

桜が丘地区の西端を南北に走る。
- 奈良北1号線（奈良市道中部173号）- 幅員15m（一部17m）[256]。総延長1,550m[256]。ならやま大通りを起点に奈良北2号線まで[3]。
- 奈良阪南田原線（通称ならやま大通り）

幅員24m。平城地区の南端を奈良市奈良阪町から二名町まで走る。緑ヶ丘浄水場から奈良阪配水池を経由して大淵配水池へ繋がる、約13kmの幹線配水管「新大淵幹線」が埋設された水道幹線道路で、建設前の日本住宅公団と奈良市との事前協議で双方が協力して建設することが決められた。1992年5月23日の奈良デザイン大賞ではベスト4を受賞。なお、ならやま大通りとは、1987年5月に奈良市内の道路に愛称を付けることが決まったため、一般公募で決められた愛称。
- 平城1号線（奈良市道中部169号）

幅員16m（一部26m）。総延長1,170m。ならやま大通りから近鉄京都線西側沿いを走る。当初は駅前中央広場に通じるように敷設される予定だった。なお、路線名だけでなく交差点名にもなっている。
- 平城2号線（京都府道・奈良県道751号木津平城線・奈良市道中部1124号）

幅員22m（駅前付近は30m）。総延長2,720m。当初は国道24号バイパス線を起点にする予定だったが変更され、実際はならやま大通りを起点に旧歌姫街道に沿って北上したあと、朱雀、右京を経て、平城3号線まで敷設された。なお、路線名だけでなく交差点名にもなっている。
- 平城4号線（奈良市道中部1074号）

幅員16m。総延長870m。ならやま大通りから北に奈良市右京と神功の境を走る。
- 平城左京線（奈良市道中部1194号）

幅員16m。総延長1,990m。平城2号線を起点に奈良市左京を循環するように造られ、再び平城2号線に繋がる。
- 平城神功線（奈良市道中部1011号）

幅員16m。総延長1,040m。平城4号線を起点に神功の中央を経て、府県境まで。
- 平城朱雀線（奈良市道中部1161号）

幅員16m。総延長1,060m。奈良市朱雀で家屋の建設に着工するまでに区画整備の完成を図るため、平城1号線と平城2号線の中間を通る形で宅地造成中に着工された。
- 近鉄西線（京都府道22号八幡木津線・木津川市道）

幅員16m。総延長1,940m。府県境から近鉄京都線西側沿いに国道163号まで。
- 上中高の原停車場線

幅員16m。高の原駅西第二団地西側から国道163号まで。
- 相楽山平城線

幅員16m。総延長540m。ローレルコート高の原西側から東西幹線2号線まで。
- 東西幹線1号線（木津川市道331号）

幅員16m。夜間は大型車通行禁止。
- 東西幹線2号線（京都府道328号相楽台桜が丘線・京都府道327号相楽台相楽線）

幅員22m。総延長1,760m。山松川から上中高の原停車場線まで。
- 平城3号線（京都府道328号相楽台桜が丘線・木津川市道336号）

幅員22m。平城2号線の京都府側での呼び名。

### 歩行者専用道路
平城地区・相楽地区を合わせて延長8.7km、幅員4-15m。近鉄京都線高の原駅前の地区センターを核に、車道と立体交差する放射型変形ネットワークが形成され、小中学校や近隣センターなどへも歩行者専用道路を利用することが想定されている。樹々に沿って道路の両側には住宅や施設があるが、これは昔ながらの立ち話しのたまり場、幼少児の遊び場、そぞろ歩きなどの目的に適うものにしようと意図して設計されたものである。ちなみに、平城地区に設置されたものは奈良市長が提案・日本住宅公団総裁に直接要望したもので、それ以前にも久留米団地や高蔵寺ニュータウンに小規模なものがあったが、大規模なものは平城地区が初めてであった。
特殊街路
- 平城1号歩行者専用道（奈良市道中部1055号）

幅員8m（一部9.6m）。総延長2,250m。ふれあい橋東側を起点に朱雀、左京を通る。
- 平城2号歩行者専用道（奈良市道中部978号）

幅員8m（一部60m）。総延長1,510m。ふれあい橋を起点に奈良市神功まで。
- 平城3号歩行者専用道（奈良市道中部1056号）

幅員8m（一部6-12m）。総延長1,050m。高の原駅前広場西側を起点に平城第二団地内を経て、平城1号歩行者専用道まで。
- 平城4号歩行者専用道（奈良市道中部987号）

幅員8m。総延長380m。平城2号歩行者専用道を起点に平城第一団地、神功小学校の西側を経て、平城神功線まで。
- 平城5号歩行者専用道（奈良市道中部1240号、通称うたひめのみち）

幅員35m（一部10m）。総延長1,410m。平城2号線・木津平城線に沿うように設置され、奈良市朱雀と左京の境界上を通る。かつて地上を流れていた山松川が人工の小川で再現されたほか、幹線道路沿いのグリーンベルトは土系の舗装が施され、ジョギングコースとなっている。
- 赤松の道

幅員8m。総延長640m。平城3号線から精華町立いけたに保育所東側まで。
- 池谷の道

精華町立いけたに保育所東側から国道163号まで。
- エゴノキの道

幅員6m。総延長900m。音浄ヶ谷公園からイオンモール高の原まで。2004年に木津町の都市計画審議会で「時代のニーズの変化に柔軟に対応し、相楽地区センター用地の一体的な活用を図ること」を目的に起点を変更することが承認された。移設後の跡地にはイオンモール高の原が建設されている。
- 椎の木の道

幅員15m。総延長510m。土師山公園から東西幹線1号線まで。
- ニセアカシアの道（奈良市道中部第1054号線・木津川市道376号）

幅員8m。高の原駅前広場から赤松の道まで。2004年には木津町の都市計画審議会で「時代のニーズの変化に柔軟に対応し、相楽地区センター用地の一体的な活用を図ること」を目的に起点を変更することが承認され、その後奈良市でも移設が行われた。移設後の跡地にはイオンモール高の原が建設されている。
- 山桜の道

幅員6m。総延長1,570m。イオンモール高の原から赤松の道まで。
- 山桃の道

幅員8m。

### 自転車駐輪場
近鉄京都線高の原駅周辺は自転車放置禁止区域に指定されているため、4つの駐輪場が設置されている。
- 奈良市高の原第1自転車駐車場

延床面積623.11m2。収容台数550台。右京一丁目14番地
- 奈良市高の原第2自転車駐車場

延床面積1,404.49m2。収容台数1,260台。朱雀三丁目23番地
- 奈良市高の原第3自転車駐車場

延床面積1,130m2。収容台数600台。右京一丁目14番地
- 奈良市高の原第4自転車駐車場

占用面積757m2。収容台数350台。右京一丁目12番地 中部978号線
2005年（平成17年）の道路法施行令の改正により道路上に駐輪場が設置可能になったため、奈良市内で初めて設置された路上駐輪場。設置前の高の原駅周辺には絶えず350-400台の違法駐輪があり、撤去台数も1ヶ月に平均で約114台に上ったが、設置後の半年間は同約26台に大きく減少した。

### 跨線橋
- 渋谷川橋

近畿日本鉄道高の原変電所東側の近鉄京都線上にある。
- 超昇寺橋

超昇寺は、江戸時代まで奈良市佐紀町付近にあった廃寺で、江戸時代ころの奈良市二条町の旧村名。平城2号線途中の近鉄京都線上にある。
- 常福寺橋

常福寺村は奈良市佐紀東町の旧村名で、江戸時代は寺院が存在した。平城3号歩行者専用道途中の近鉄京都線上にある。
- 東西幹線1号橋

東西幹線1号線途中の近鉄京都線上にある。
- 東西幹線2号橋

東西幹線2号線途中の近鉄京都線上にある。
- 山陵跨線橋

ならやま大通り途中の近鉄京都線上にある。

### 跨道橋
- さくら橋 - 精華町立精華南中学校付近と精華町桜が丘二丁目とを結ぶ。

### 歩道橋
- 赤松歩道橋

赤松の道途中の平城3号線上にある。
- 歌姫橋（通称）

平城2号線・平城5号歩行者専用道（山松川）を跨ぐ煉瓦造アーチ橋。奈良市立平城東中学校付近と奈良市左京とを結ぶ。照明はレトロ風。
- エゴノキ1号歩道橋

エゴノキの道途中の近鉄京都線上にある。
- エゴノキ2号歩道橋

エゴノキの道途中の相楽山平城線上にある。
- 記谷橋

タイムズサンタウンプラザ南とサンタウンプラザすずらん館とを結ぶ。
- 椎の木歩道橋
- 東西幹線歩道橋
- ニセアカシア1号歩道橋

ニセアカシアの道途中の上中高の原停車場線上にある。
- ニセアカシア2号歩道橋

ニセアカシアの道途中の相楽台1号線上にある。
- ふれあい橋

高の原駅前広場とサンタウンプラザすずらん館・ひまわり館付近とを結ぶ。ふれあい橋は一般公募で決められた愛称。夜間はライトアップされる。
相楽ニュータウンの街びらきに合わせて住宅・都市整備公団が2億5000万円を掛けて整備。八千代エンジニアリングが設計し、住友建設が「平城地区昭和60年度（仮称）高の原大橋上部工工事」として総支保工で建設した。橋長69.150m、巾員15.0mの2径間連続PC斜張橋で、高さ25mのタワーが鋼材数本で全体を支える。上下から見た形は、双方中円墳を模した古墳型で中央を円形広場としており、主桁は平城京の街路をイメージした6主桁の格子桁。前後左右から見た形は、橋梁の美観と下方交差道路走行時の圧迫感を少なくすることを考え、桁高が可能な限り低く抑えられており、タワーも遊歩空間を阻害しないことと桁高とのバランスから、極力スレンダーな形状が採用された。橋面は、遊歩空間としての雰囲気を出すため、タイル張り、植栽とベンチの設置が行われ、斜材の定着部は植栽桝内に隠されている。また、ふれあい橋と書かれた碑と階段部分には犬島の石が使われた。歩道橋下には、「高の原第3自転車駐車場」と「奈良交通高の原案内所」、公衆便所がある。
なお、階段にあるブロンズ像は佐藤忠良の1976年の作品「夏」で、平城ニュータウン事業完成を記念したもの。高原美術鋳造研究所によって製作され、同じものは釧路市幣舞橋、千葉ポートタワー、キリンビール本社、宮城県美術館佐藤忠良記念館、佐川美術館に設置されている。また、親柱には鬼瓦のレプリカが埋め込まれ、軒瓦のモニュメントや万葉歌碑も設置されている。
- 山桜1号歩道橋

山桜の道途中の上中高の原停車場線上にある。
- 山桜2号歩道橋

山桜の道途中の東西幹線2号線上にある。
- 山桃歩道橋

山桃の道途中の東西幹線2号線上にある。

## 関連人物
- 朝倉浩之（報道記者、奈良市出身）
- 浅田香苗（画家、奈良市出身）
- 幾田愛子（歌手、奈良市出身）
- 石橋知也（ファイナンシャルプランナー、奈良市出身）
- 伊藤舞 （陸上選手・長距離走、奈良市出身）
- 梅崎由起子（藍染め作家、奈良市出身）
- 田中耕一郎（クリエイティブ・ディレクター、奈良市出身[270]）
- 田中浩康（プロ野球選手、相楽郡木津町の育ち）
- 西岡剛（プロ野球選手、奈良市神功・左京の育ち[271] ）
- 橋本昌也（マジシャン、奈良市の育ち）
- 横山由依（女性アイドルグループAKB48チームKのメンバー、相楽郡木津町出身）
- 吉田昌矢（More-Selections専務取締役、奈良市出身[272]）
- 若木民喜 （漫画家、相楽郡木津町の育ち）
- 渡辺裕薫（お笑い芸人、奈良市朱雀の育ち）

## 参照元
1. 1 2 3 4 5 6 7 8 9 10 11 12 13 14 15 16 17 18 19 20 21 22 23  日本住宅公団史刊行委員会編『日本住宅公団史』日本住宅公団、1981年9月、NCID BN01602467
2. 1 2 3 4 5 6 7 8  日本住宅公団20年史刊行委員会編『日本住宅公団20年史』日本住宅公団、1975年7月25日、NCID BN01602514
3. 1 2 3 4 5 6 7 8 9 10 11 12 13 14 15 16 17 18 19 20 21 22 23 24 25 26 27 28 29 30 31 32 33 34 35 36 37 38 39 40 41 42 43 44 45 46 47 48 49 50 51 52 53 54 55 56 57 58 59 60 61 62 63 64 65 66 67 68 69 70 71 72 73 74 75 76 77 78 79 80 81 82 83 84 85 86 87 88 89 90 91 92 93 94 95 96 97 98 99 100 101 102 103 104 105 106 107 108 109 110 111 112 113 114 115 116 117 118 119 120 121 122 123 124 125 126 127 128 129 130 131 132 133 134 135 136 137 138 139 140 141 142 143 144 145 146 147 148 149 150 151 152 153 154 155 156 157 158 159 160 161 162 163 164 165 166 167 168 169 170 171 172 173 174 175 176 177 178 179 180 181 182 183 184 185 186 187 188 189 190 191 192 193 194 195 196 197 198 199 200 201 202 203 204 205 206 207 208 209 210 211 212 213 214 215 216 217 218 219 220 221 222 223 224 225 226 227 228 229 230 231 232 233 234 235 236 237 238 239 240 241 242 243 244 245 246 247 248 249 250 251 252 253 254 255 256 257 258 259 260 261 262 263 264 265 266 267 268 269 270 271 272 273 274 275 276 277 278 279 280 281 282 283 284 285 286 287 288 289 290 291 292 293 294 295 296 297 298 299 300  平城ニュータウンのあゆみ編集委員会編『平城ニュータウンのあゆみ』奈良市、1997年3月、NCID BA30651850
4. 1 2 3 4 5 6 7 8 9 10 11 12 13 14 15 16 17 18 19 20 21 22 23 24 25 26 27 28 29 30 31 32 33 34 35 36 37 38 39 40 41 42 43 44 45 46 47 48 49 50 51 52 53 54 55 56 57 58 59 60 61 62 63 64 65 66 67 68 69 70 71 72 73 74 75 76 77 78 79 80 81 82 83 84 85 86 87 88 89 90 91 92 93 94 95 96 97 98 99 100 101 102 103 104 105  「相楽ニュータウンまちづくりのあゆみ (PDF) 」杉本景久、『住宅・都市整備公団住宅都市試験研究所調査研究期報 108号』pp.51-77
5. 1 2 3 4 5 6 7 8 9 10 11 12 13 14 15 16 17 18 19 20 21 22 23 24 25 26 27 28 29 30 31 32 33 34 35 36 37 38 39 40 41 42 43 44 45 46 47  住宅・都市整備公団関西支社編『まちづくり30年 近畿圏における都市開発事業』住宅・都市整備公団関西支社、1985年12月27日、NCID BN02420964
6. 1 2 3 4 5 6 7 8 9 10 11 12 13 14 15 16 17 18 19 20 21 22 23 24 25 26 27 28 29 30 31 32 33 34 35 36 37 38 39 40 41 42 43 44 45 46 47 48 49 50 51 52 53 54 55 56 57 58 59 60 61 62 63 64 65 66 67 68 69 70 71 72 73 74 75 76 77 78 79 80 81 82 83 84 85 86 87 88 89 90 91 92  『相楽ニュータウンまちづくりのあゆみ』住宅・都市整備公団関西支社関西文化学術研究都市整備局、1994年10月
7. 1 2 3 4 5 6 7  ビジネスロケーションサイト関西 けいはんな学研都市 平城・相楽ニュータウン - 都市再生機構西日本支社
8. 1 2 3 4 5 6 7 8 9 10 11 12 13 14 15 16 17 18 19 20 21 22 23 24 25 26 27 28 29 30 31 32  高等学校1-C 稲田純、植田洋、木下雅敬、工藤幸宏、竹島康志、西浦弘望、山田善一、横井昌彦、「平城ニュータウン」の調査から「地理授業での野外調査の試みから」『研究紀要』第16巻、奈良女子大学、31-50頁、1974年。hdl:10935/2331。ISSN 03891704。CRID 1571135651910451584。
所収：寅貝和男「地理授業での野外調査の試みから」『研究紀要』第16巻、奈良女子大学、1974年、31-50頁、hdl:10935/2331、ISSN 03891704、NAID 110001033985。
9. 1 2 3 4 5 6 7 8 9 10 11 12 13 14 15 16 17 18 19 20 21 22 23 24 25 26 27 28 29 30 31 32 33 34 35 36 37  「続・実例報告：都市の開発と再開発 (6) ニュータウン物語 平城ニュータウンの開発」山田俊満、大木一広、『都市問題研究 第31巻 第10号』pp.99-111
10. 1 2 3 4 5 6  住宅・都市整備公団史刊行事務局編『住宅・都市整備公団史 資料編』住宅・都市整備公団、2000年9月、NCID BA48511997
11. 1 2  住宅・都市整備公団10年史刊行事務局編『豊かな都市とすまいを求めて 住宅・都市整備公団10年のあゆみ』住宅・都市整備公団、1991年10月1日、NCID BN06986344
12. 1 2 3 4 5 6 7 8 9 10 11 12 13 14 15 16 17 18 19 20 21 22 23 24 25 26 27 28 29 30 31  まちの年表(Wayback Machine) - 木津町
13. 1 2  三沢謙一編著『共生型まちづくりの構想と現実 関西学研都市の研究』晃陽書房、2006年2月28日、ISBN 9784771017139
14. 1 2  杉野圀明編『立命館大学人文科学研究所研究叢書8 関西学研都市の研究』有斐閣、1993年9月30日、ISBN 9784641099975
15. 1 2 3 4 5 6 7 8 9 10 11 12 13 14 15 16 17 18 19 20 21 22 23 24 25 26 27 28 29 30 31 32 33 34 35 36 37 38 39 40 41 42 43 44 45 46 47 48 49 50 51 52  「文化財と開発の調和（上）平城ニュータウンにおける文化財」山田俊満、『都市問題研究 第29巻 第8号』pp.103-121
16. 1 2 3  UR ハウジング・ロケーションサイト けいはんな学研都市平城・相楽ニュータウン - 都市再生機構
17. 1 2 3  小学校マルチメディア教材「奈良県のくらし」 - 奈良県立教育研究所
18. ↑  “まちの愛称「高の原」　記念碑完成祝う - 「平城・相楽ニュータウン」50周年記念事業”.   奈良新聞. 2023年3月22日閲覧。
19. 1 2 3 4 5  平田敬一郎・山本三郎・高山英華監修『日本の国土開発 昭和60年のすがた』サンライズ、1972年、NCID BN02902105
20. ↑  「高すぎる買収値 参院で質疑 奈良の公団用地」『朝日新聞』昭和42年8月2日朝刊、12版、15面
21. ↑  『戦後における京都府政の歩み』京都府政研究会、汐文社、1973年11月15日、NCID BN02215615
22. ↑  関西文化学術研究都市の建設に関する基本方針 第4章文化学術研究地区の配置及び整備の方針 - 国土交通省
23. ↑  「学研都市建設基本方針、平城・相楽は研究地区 精華・西木津に交流施設」『日本経済新聞』1987年10月2日付、地方経済面近畿A
24. 1 2 3 4  「大字小字 204 精華町桜が丘 花の名所今は住宅街」『京都新聞』2008年11月11日付、山城版、第25面
25. 1 2 3  奈良市史編集審議会編『奈良市史 地理編』堀井甚一郎奈良教育大学名誉教授・千田正美奈良県立畝傍高等学校教諭・西田和夫奈良教育大学教授・野崎清孝奈良大学地理学研究員・藤本寅雄奈良県立生駒高等学校教諭・堀内義隆奈良文化女子短期大学助教授著、奈良市発行、吉川弘文館出版販売、1970年3月31日、ISBN 464201571X
26. ↑  『奈良の地学 記録と随想』西田史朗著、地域自然誌研究会発行、ホンニナル出版販売、2009年12月
27. ↑  『大和の一億年 奈良の自然誌』西田史朗、地域自然誌研究会、2002年、NCID BA68025801
28. 1 2 3 4 5  住宅・都市整備公団都市開発事業部監修・公団まちづくり研究会編『まちをつくり まちをはぐくむ 写真で見る公団の都市開発』鹿島出版会、1992年3月25日、ISBN 9784306071810
29. 1 2 3 4 5 6 7 8 9 10  「史実重視か住民の願望か 奈良市 古都関連の町名で激論」『読売新聞』1986年11月13日付東京朝刊、第9面
30. ↑  『古代地名紀行 大和の風土と文化』池田末則、東洋書院、1987年2月26日、NCID BN01869117
31. ↑  奈良県史編集委員会編『奈良県史 第14巻 地名 地名伝承の研究』池田末則、名著出版、1985年11月25日、ISBN 9784626012500
32. ↑  池田末則編『奈良の地名由来辞典』東京堂出版、2008年6月10日、ISBN 9784490107357
33. ↑  北部出張所 - 奈良市
34. 1 2  町別収集区域一覧表 (PDF)  - 奈良市
35. ↑  交番・駐在所 - 奈良警察署
36. 1 2  「大字小字 47 木津町兜台 家康敗走の地?を開発 」『京都新聞』2004年8月22日付、山城版、第26面
37. ↑  「大字小字 208 完 木津川市相楽台 歴史眠る新興住宅街」『京都新聞』2008年12月9日付、山城版、第21面
38. ↑  「木村要町長コラム 今月のかんじんかなめ 人とヒトとの間に咲く桜」木村要、2009年5月1日、『華創 21年5月号』 (PDF)
39. 1 2  木津川市行政地域設置条例 - 木津川市
40. 1 2 3 4  『平城ニュータウンの今昔』奈良大学博物館、2011年6月、NCID BB08632916
41. ↑  奈良市の人口 - 奈良市
42. ↑  木津川市の人口集計表 - 木津川市
43. ↑  行政区別人口世帯集計表 - 精華町
44. 1 2 3 4  木津川市平成21年第4回定例会（第5号）、2009年12月18日
45. ↑  奈良市の景観施策について - 奈良市
46. ↑  奈良市地区計画の区域内における建築物の制限に関する条例 - 奈良市
47. ↑  学研地域商業ガイドライン（平成19年6月15日策定、平成20年11月11日改正） - 京都府
48. ↑  関西文化学術研究都市（京都府域）における景観の形成に関する計画 (PDF)  - 京都府
49. ↑  建築物等の緑化促進制度 - 京都府
50. ↑  木津川市研究開発地区建築条例 - 木津川市
51. 1 2  開発行為 - 木津川市
52. 1 2 3 4 5 6 7 8 9 10 11 12 13 14 15 16 17 18 19 20 21 22 23 24 25  木津町史編さん委員会編『木津町史 史料篇1』平良泰久京都府教育庁・栄原永遠男大阪市立大学・佐藤宗諄奈良女子大学・黒川直則京都府立総合資料館・中津川敬朗井手小学校、木津町、1984年12月10日、NCID BN01379865
53. 1 2 3 4 5 6 7 8 9 10 11 12  奈良国立文化財研究所平城宮跡発掘調査部編『奈良山3 平城ニュータウン予定地内遺跡調査概報』奈良県教育委員会、1979年5月31日
54. 1 2 3 4  第56回参議院決算委員会（第1号）、1967年8月1日
55. ↑  『近畿日本鉄道 最近20年のあゆみ』近畿日本鉄道、1980年10月1日、NCID BN05420494
56. 1 2 3 4 5  京阪電気鉄道編『京阪70年のあゆみ』日刊工業新聞社、京阪電気鉄道、1980年4月15日、NCID BN02674543
57. ↑  『文化財分布調査（平城地区）及び開発と保存の一般的ルールについて』日本住宅公団大阪支所、1964年4月1日、NCID BA41361502
58. 1 2 3  八賀晋・西村康編「奈良山第53号窯の調査概要」奈良県教育委員会平城団地第8号遺跡調査委員会、1971年6月
59. 1 2 3 4 5 6 7 8 9  「ごみをどうする 下 奈良市政の課題2」『朝日新聞』2000年8月30日付朝刊、奈良1版、第29面
60. 1 2 3 4 5 6 7 8 9 10 11 12 13 14 15 16 17 18  奈良国立文化財研究所平城宮跡発掘調査部編『奈良山 平城ニュータウン予定地内遺跡調査概報』奈良県教育委員会、1973年3月31日
61. 1 2  『明日へ燃える 大阪ガス80年』大阪ガス、1986年6月、NCID BN01182215
62. 1 2 3 4  奈良市のあゆみ - 奈良市
63. ↑  日本不動産総覧刊行協会監修『1974年版 日本不動産総覧』読売新聞社、1974年4月10日、NCID BN15582302
64. 1 2  『近商ストア20年のあゆみ』近商ストア、1977年4月30日、NCID BN07840887
65. ↑  『創立40周年記念 奈良交通最近の10年』奈良交通、1984年3月1日、NCID BN04228935
66. 1 2 3 4 5 6 7 8 9 10 11 12 13 14 15 16 17 18 19 20 21 22 23 24  『奈良交通のあゆみ 発足50年記念』奈良交通、1994年3月31日、NCID BN11495352
67. ↑  奈良国立文化財研究所平城宮跡発掘調査部編『奈良山2 平城ニュータウン予定地内遺跡調査概報』奈良県教育委員会、1974年3月31日
68. ↑  「都市公園の設置等」奈良市、1976年11月8日、『奈良市告示 第325号』
69. ↑  高の原教会の紹介 - 高の原教会
70. 1 2 3 4 5  精華町史編纂委員会編『精華町史 本文編』精華町、1996年3月31日、NCID BN07917642
71. ↑  「平城ニュータウンにおける下水再生循環利用システム」松田慎一郎、『月刊下水道 1979年8月号』
72. ↑  日本家政学会編『日本人の生活 50年の軌跡と21世紀への展望』建白社、1998年5月29日、ISBN 9784767965079
73. ↑  「都市公園の設置等」奈良市、1980年7月10日、『奈良市告示 第94号』
74. 1 2  平城第二コート・球技場 - 奈良市
75. ↑  「第三セクター式SC『サンタウン高の原』、きょう平城ニュータウン内にオープン」『日本経済新聞』1981年11月28日付、地方経済面近畿B
76. ↑  サンタウン高の原会[リンク切れ] - 社団法人奈良市商店街復興会
77. 1 2 3 4  『近商ストア最近10年のあゆみ』近商ストア、1988年5月20日、NCID BN03496316
78. ↑  会社概要 Archived 2013年7月16日, at the Wayback Machine. - 関西文化学術研究都市センター
79. ↑  「都市公園の設置等」奈良市、1982年2月16日、『奈良市告示 第22号』
80. 1 2 3 4 5 6 7 8 9 10  木津町史編さん委員会編『木津町史 本文篇』木津町史執筆委員会、木津町、1991年3月、NCID BN01379865
81. 1 2 3 4 5 6 7 8 9 10 11 12 13 14 15 16 17 18 19 20 21 22 23 24 25 26 27 28 29 30 31 32 33  『協同組合ハイタッチ・リサーチパークの軌跡』ハイタッチリサーチパーク、2009年8月
82. ↑  「都市公園の設置等」奈良市、1983年11月2日、『奈良市告示 第167号』
83. ↑  「天王寺局、関西本線木津-奈良間と河内堅上-柏原間に新駅開設へ」『日本経済新聞』1984年10月6日付、地方経済面近畿B
84. ↑  大島暁雄・松崎憲三・宮本袈裟雄・植木行宣編『日本民俗調査報告書集成 近畿の民俗 京都府編』三一書房、1995年6月30日、ISBN 9784380955532
85. ↑  「都市公園の設置等」奈良市、1985年11月1日、『奈良市告示 第254号』
86. 1 2 3 4 5 6 7 8 9 10 11 12 13 14 15 16 17 18  「“ふれあい橋”の設計と施工」住宅・都市整備公団関西支社平城・相楽開発事務所所長牧野徹也・住宅・都市整備公団関西支社前平城・相楽開発事務所工事課長野木治・八千代エンジニアリング構造部柴田善光・住友建設工事部拝原宏充、『橋梁VOL.23 No.2 <1987> 2月号』pp.52-60
87. ↑  「京都の中堅企業グループ、学研都市でハイタッチを探る研究施設を構想」『日本経済新聞』1986年1月9日付、地方経済面近畿B
88. 1 2 3 4  「ハイタッチ・リサーチパーク、学研都市に建設固まる 用地取得交渉が合意」『日本経済新聞』1987年1月9日付、地方経済面近畿A
89. 1 2  木津町水道のあゆみ(Wayback Machine) - 木津町水道
90. ↑  「京阪奈丘陵3町における給水空間および給水状況の変化」笠原俊則、『立命館大学人文科学研究所紀要 第47号』pp.49-77
91. 1 2  ならやまコミュニティスポーツ会館 - 奈良市
92. ↑  「積水ハウス、学研都市に住宅総合研究センターの建設を計画 顧客に公開」『日本経済新聞』1986年7月31日付、地方経済面近畿B
93. 1 2 3  「63年4月着工、ハイタッチリサーチパーク 学研都市に研究拠点」『日本経済新聞』1987年5月23日付、地方経済面近畿A
94. ↑  消防庁舎の概要 - 相楽中部消防組合消防本部
95. 1 2  平城第一コート・球技場 - 奈良市
96. ↑  「都市公園の設置等」奈良市、1987年5月23日、『奈良市告示 第119号』
97. 1 2  「手続き利用6割増 SC内移設の木津川市西部出張所 子育て関係伸び」『京都新聞』2008年5月27日付朝刊、山城版、第22面
98. ↑  「都市公園の設置等」奈良市、1987年9月30日、『奈良市告示 第217号』
99. ↑  「学研都市研究所村、3ゾーンで構成 協組ハイタッチ・リサーチパーク」『日本経済新聞』1988年4月5日付、地方経済面近畿A
100. ↑  「住都公団、学研都市整備局を新設」『日本経済新聞』1988年6月1日付、地方経済面近畿A
101. 1 2 3  せいかの水道のあらまし(Wayback Machine) - 精華町
102. ↑  「学研都市ハイタッチ・リサーチパーク、PHPなど3社進出 研究所村の全容固まる」『日本経済新聞』1988年8月12日付、地方経済面近畿A、
103. ↑  「学研都市の研究所着工、積水ハウス民間第1号 9月26日起工式」『日本経済新聞』1988年9月14日付、地方経済面近畿A
104. ↑  「都市公園の設置等」奈良市、1989年3月31日、『奈良市告示 第74号』
105. ↑  「関西学研都市、PHPなど3社参加 ハイタッチリサーチパーク」『日本経済新聞』1989年6月1日付、地方経済面近畿C
106. ↑  「関西トレンディ 京都・木津町、工事現場“画廊”に変身」『日本経済新聞』1989年12月13日付大阪夕刊
107. 1 2 3  単独公共下水道の概要 - 奈良県
108. ↑  「都市公園の設置等」奈良市、1990年8月27日、『奈良市告示 第206号』
109. 1 2 3  関西文化学術研究都市の歴史 - 木津川市
110. 1 2 3 4 5  「市民の憩いの場に 奈良市『野鳥の森』跡地」『奈良新聞WEB』、2010年2月4日
111. ↑  「『信楽』犠牲者6人の合同追悼式を6月1日に 京都・木津町」『朝日新聞』1991年5月24日付朝刊、京都版
112. ↑  「学研都市で6人の追悼 信楽事故犠牲者」『朝日新聞』1991年6月2日付大阪本社朝刊、第29面
113. ↑  「都市公園の設置等」奈良市、1991年8月30日、『奈良市告示 第309号』
114. ↑  「大和ハウス、関西学研都市に研究所 21世紀的テーマ対象」『日本経済新聞』1991年9月7日付朝刊、第11面
115. ↑  「エコー 奈良県開発局長藤原昭氏 HRPに対抗心燃やす」『日本経済新聞』1991年9月28日付、地方経済面近畿C
116. ↑  「奈良県発表、学研都市の研究所団地 ニッタなど6社進出」『日本経済新聞』1992年2月6日付、地方経済面近畿C
117. ↑  「学研都市の研究所団地、環境調和をイメージ 奈良県、基本構想まとめる」『日本経済新聞』1992年5月16日付、地方経済面近畿A
118. ↑  「都市公園の設置等」奈良市、1992年12月17日、『奈良市告示 第456号』
119. ↑  「大和ハウス、来月着工、学研都市に総合研究所」『日本経済新聞』1993年3月6日付、地方経済面近畿C
120. ↑  「大和ハウス、総合技術研究所を建設 奈良の研究都市に」『日経産業新聞』1993年3月9日付、第18面
121. ↑  「都市公園の設置等」奈良市、1993年7月29日、『奈良市告示 第277号』
122. ↑  「アイコム、関西学研都市に研究所を着工」『日経産業新聞』1994年1月18日付、第7面
123. 1 2 3 4 5 6  『奈良交通最近の10年 創立60周年記念 1993-2003』奈良交通、2003年12月、NCID BA65359527
124. ↑  「初の公設民営保育園が開園 木津町兜台」『朝日新聞』1994年4月7日付朝刊、京都版
125. 1 2  奈良銀行人事部編『奈良銀行40年史』奈良銀行、1998年3月、NCID BN10656208
126. ↑  「南都経済センター、奈良・学研都市に研究施設オープン、金融機関系シンクタンクで初」『日経金融新聞』1994年6月10日付、第6面
127. ↑  「大和ハウス、住宅建築の総合研 関西学研都市に設立」『日経産業新聞』1994年9月21日付、第23面
128. ↑  「エコー 三笠産業社長林田寿昭氏 地元に恩返し」『日本経済新聞』1994年10月26日付、地方経済面近畿C
129. 1 2  「相楽ニュータウン完工 学研都市に16年かけ」『朝日新聞』1994年11月25日付朝刊、京都版
130. 1 2  高の原コミュニティスポーツ会館 - 奈良市
131. ↑  「ニッタが学研都市に研究所」『日本経済新聞』1995年6月23日付、地方経済面近畿B
132. ↑  「宅地化進む学研都市に木津署『相楽交番』新設」『朝日新聞』1996年4月4日付朝刊、京都版
133. 1 2 3 4 5 6 7 8 9 10 11 12 13 14 15 16 17 18 19 20 21 22 23 24 25 26 27 28 29 30 31 32  『日経アーキテクチュア 2000年8月7日号』日経BP、2000年8月7日、ISSN 0385-0870
134. 1 2 3  「すこやか探して 子ども街ひと1 奈良の集合住宅・中庭 その2」『毎日新聞』2001年1月1日付、奈良県版、第26面
135. 1 2  石のカラト古墳 - 国指定文化財等データベース
136. 1 2 3 4  『住宅 VOL49,2000』日本住宅協会、2000年9月20日、ISSN 0449-4512
137. ↑  「平城プール 使用中止 底に割れ目、競泳用のみ営業」『毎日新聞』2008年7月19日付、奈良版、第25面
138. 1 2 3 4 5 6 7  住田昌二・藤本昌也・日本建築士会連合会参加と共生の住まいづくり部会編著『参加と共生の住まいづくり』学芸出版社、2002年2月25日、ISBN 9784761522797
139. 1 2 3 4  奈良市都市経営戦略会議（第3回）近隣コミュニティ形成部会会議 (PDF) [リンク切れ] - 奈良市
140. ↑  徳念寺写真 - 徳念寺
141. ↑  「木津町で1000世帯が断水」『毎日新聞』2001年6月18日付、京都版、第21面
142. ↑  「都市公園の設置等」奈良市、2002年5月1日、『奈良市告示 第223号』
143. ↑  IT技術を活用した融合型公共交通システムの実用化研究開発 (PDF)  - 近畿経済産業局
144. 1 2 3  「（仮称）京都南徳洲会病院 19年初旬の開設めざす 沖縄徳洲会」『建設タイムズ』2004年12月3日付
145. ↑  お待たせしました! 3月3日（水）午前10時 コープ朱雀OPEN - 市民生活協同組合ならコープ
146. ↑  バックナンバー 2004年3月5日号 - 生協流通新聞
147. ↑  「11月1日に西部出張所が移転します。(Wayback Machine)」木津町、2004年9月30日
148. ↑  「奈良市の体育館、プールで石綿使用の可能性」『読売新聞』2005年9月9日付大阪朝刊、セ奈良版、第31面
149. ↑  「平城プール、石綿なし 市が調査発表」『読売新聞』2005年12月27日付大阪朝刊、セ奈良版、第28面
150. ↑  「相楽台小学校でロボット実証実験（Wayback Machine）」『関西文化学術研究都市・月報 NO.210 2006年3月号』
151. 1 2  「けいはんな線開業に伴うバス路線再編成のお知らせ Archived 2006年4月11日, at the Wayback Machine.」奈良交通、2006年3月10日
152. 1 2 3  木津川市の自主防犯ボランティア団体 - 京都府警察
153. ↑  「京都・木津町に大気イオン濃度測定点 積水ハウス総合住宅研究所に設置」NPO法人大気イオン地震予測研究会、2006年11月15日
154. ↑  「商業施設に西部出張所 5月から業務 木津川市」『京都新聞』2007年3月28日付朝刊、山城版、第24面
155. ↑  木津川市平成22年第2回定例会（第2号）、2010年6月16日
156. ↑  木津川市市長公室秘書課編『広報きづがわ 第1号 (PDF) 』木津川市、2007年4月1日、ISSN 1881-5138
157. ↑  「木津川市西部出張所が開業」『読売新聞』大阪朝刊、山城版、第27面
158. ↑  高の原中央病院の沿革 - 高の原中央病院
159. 1 2 3  登録団体のご紹介 環境保全 (PDF)  - 奈良市ボランティアインフォメーションセンター
160. ↑  関西文化学術研究都市センターのまちそだて活動 - 関西文化学術研究都市センター
161. 1 2 3 4 5 6  「ピラミッド パワー出ず?解体へ 木津川・クロイハイタッチ研究所」『朝日新聞』2007年11月29日付朝刊、京都市内・1地方、第29面
162. 1 2  「ハイテク都市を見る 学研 クロイハイタッチ研究所」『朝日新聞』1992年4月4日付朝刊、奈良・京都版
163. ↑  「奈良市 青山・平城プール、今夏限りで閉鎖 市長が方針」『毎日新聞』2008年3月12日付、奈良版、第25面
164. ↑  「平城プールに亀裂」『朝日新聞』2008年7月19日付朝刊、奈良全県・1地方、第28面
165. ↑  「奈良市2プール存続求め署名提出 『平城』『青山』住民団体が市に」『読売新聞』2008年9月13日付大阪朝刊、セ奈良版、第31面
166. ↑  「全羽、次の住まい確定 - 今月末閉園『野鳥の森』」『奈良新聞WEB』、2009年1月20日
167. 1 2  コープ朱雀に「コープふれあい広場」遊楽気がオープンしました - 市民生活協同組合ならコープ
168. ↑  入居基準・概要 - ローズライフ高の原
169. ↑  「ダイヤ改正について 平成22年3月19日（金）より(Wayback Machine)」奈良交通、2006年3月12日
170. 1 2  2010年6月の最新情報 - mandai
171. ↑  会社沿革 - スーパーフレスコ
172. ↑  「木津川市で断水」『毎日新聞』2011年5月29日付、京都版、第21面
173. ↑  「モニュメント 平城京RC 非行防止訴え」『毎日新聞』2012年8月31日付、奈良版、第25面
174. ↑  「つり時計や啓発板設置 近鉄高の原駅前バスターミナル 平城京RCが寄贈」『奈良新聞』2012年8月31日付朝刊、第22面
175. ↑  「簡易公募型競争入札方式に準じた手続開始の掲示 (PDF) 」都市再生機構西日本支社関西文化学術研究都市事業本部本部長尾畑和雄、2012年10月29日
176. ↑  「けいはんな学研都市（平城相楽）地区 業務施設用地譲受人の募集について（お知らせ） (PDF) 」都市再生機構西日本支社募集販売センター施設用地販売第2チーム、2012年11月22日
177. ↑  フレスコ
178. ↑  「路線バスの運行について 平成25年3月17日（日）より」奈良交通、2013年3月8日
179. ↑  木津川アート2014プレイベント＊公園deView - 木津川アート
180. ↑  「木津川アート、800人が楽しむ 3公園にぎわう」『朝日新聞』2013年10月6日付朝刊、南京都・1地方、第31面
181. ↑  「松下資料館 京都駅近くに 12月、木津川から移転『立地生かしファン開拓』」『京都新聞』2013年8月10日付朝刊、第23面
182. 1 2 3  「奈良の地名論争また一石 新町名の歴史的な誤りに学者の怒り」『読売新聞』1987年4月30日付東京朝刊、第9面
183. 1 2 3  「ごみ工場近くの学校建設説明会で住民が反発」『朝日新聞』1991年5月10日付朝刊、奈良版
184. 1 2  「安全性確認まで開校しない 奈良の幼・小建設問題で教育長」『朝日新聞』1991年5月13日付朝刊、奈良版
185. 1 2 3  「左京小学校の敷地造成、6月に着工の方針」『朝日新聞』1991年5月27日付朝刊、奈良版
186. 1 2 3 4 5  「奈良市がごみ焼却場の造成始める 近くに学校、住民らは対策協議へ」『朝日新聞』1991年6月13日付朝刊、奈良版
187. 1 2  「日曜ルポ 焼却場隣接の学校建設問題」『朝日新聞』1991年6月23日付朝刊、奈良版
188. 1 2  「何の通知もなく左京小に着工 自治会、奈良市教委に抗議」『朝日新聞』1991年6月21日付朝刊、奈良版
189. ↑  「安全確認へ固定観測器 奈良市の左京小・幼稚園建設問題」『朝日新聞』1991年8月22日付朝刊、奈良版
190. 1 2  「開校・園を1年延期 『ばい煙』の協議難航 左京小・幼稚園」『朝日新聞』1991年12月18日付朝刊、奈良版
191. 1 2 3  「住民が公害調停申請 奈良市左京のごみ焼却施設」『朝日新聞』2003年8月27日付朝刊、奈良1版、第30面
192. ↑  「『環境への影響心配』撤去求め決議書 奈良のごみ焼却施設」『朝日新聞』2001年8月16日付朝刊、奈良1版、第23面
193. ↑  「公害調停、平行線に 奈良市のごみ施設問題」『朝日新聞』2003年12月23日付朝刊、奈良1版、第26面
194. ↑  「奈良市ごみ焼却施設 調停中、建て替えず 住民側に方針示す」『読売新聞』2004年2月14日付大阪朝刊、セ奈良版、第35面
195. ↑  「ごみ処理施設など視察 県公害審調停委員長ら 奈良市・平城ニュータウン」『読売新聞』2004年3月6日付大阪朝刊、セ奈良版、第35面
196. ↑  「奈良市環境清美工場の早期移転求め要望書 市長『公約通りやりたい』」『読売新聞』2004年11月9日付大阪朝刊、セ奈良版、第35面
197. ↑  「奈良市の公害調停 清美工場移転で合意 時期の明記は見送る」『読売新聞』2005年10月20日付大阪朝刊、セ奈良版、第31面
198. ↑  「ごみ施設移転で調印 策定委設置し論議へ 奈良で県公害審」『朝日新聞』2005年12月27日付朝刊、奈良全県・1地方、第24面
199. 1 2 3  美団地：平城右京団地 - 都市再生機構関西支社
200. ↑  団地内配置図 - 都市再生機構
201. ↑  「ふるさと 星空の丘 学研都市はいま」『朝日新聞』1992年4月11日付大阪本社夕刊、第16面
202. ↑  並木 平城第二 - 都市再生機構
203. ↑  団地景色 Vol.3（西日本その2）平城第二 - 都市再生機構
204. ↑  美団地 美団地ミニ用語集 か行 - 都市再生機構 西日本支社
205. 1 2  美団地：平城第二団地 - 都市再生機構関西支社
206. 1 2 3  「ニュータウンにおける水辺設計のコンセプトに関する研究 (PDF) 」京都大学大学院工学研究科環境地球工学専攻 西村直・田中尚人・川崎雅史、1998年9月30日、『土木計画学研究・論文集 Vol. 15』pp.413-424
207. ↑  住宅・都市整備公団史刊行事務局編『住宅・都市整備公団史 本編』住宅・都市整備公団、2000年9月、NCID BA48511997
208. ↑  「高の原駅前団地（奈良市）にステージセレクト住宅が誕生しました! (PDF) 」都市再生機構西日本支社募集販売センター、2013年8月31日
209. ↑  団地内配置図 - 都市再生機構
210. 1 2  「奈良市建築文化賞、奈良公園館に決まる 景観賞には『四季亭』」『朝日新聞』1991年9月10日付朝刊、奈良版
211. ↑  受賞履歴 - 東急設計コンサルタント
212. 1 2 3  WORKS - ランテック計画事務所
213. ↑  UR都市機構 美・団地：コンフォールかぶと台 - 都市再生機構関西支社
214. ↑  「【都市再生機構 西日本支社・タイムズ24】UR賃貸住宅におけるカーシェアリングサービスの本格導入について」都市再生機構西日本支社・タイムズ24、2011年12月27日
215. ↑  団地内配置図 - 都市再生機構
216. ↑  兜谷グラウンド - 京都府 生涯学習・スポーツ情報
217. ↑  兜谷テニスコート - 京都府 生涯学習・スポーツ情報
218. ↑  精華町立池谷公園テニスコート - 京都府 生涯学習・スポーツ情報
219. 1 2 3  「歩行者のみちのネットワーク 関西学研都市の取り組み」寺本明文、『道路 平成6年8月号』pp.20-23
220. ↑  『これからの郊外戸建住宅地 「思い出し・思い入れ」から「つながり」へ 平城・相楽ニュータウンを事例に』西村一朗・前田真子、せせらぎ出版、2005年5月6日、ISBN 4884161440
221. ↑  けいはんな歴史散歩道Wa.8 お手軽のんびりウォーキングin木津 - 都市再生機構西日本支社関西文化学術研究都市事業本部
222. ↑  木津川市市長公室秘書課編『広報きづがわ 第10号 (PDF) 』木津川市、2008年1月、ISSN 1881-5138
223. ↑  日本経済新聞社編『流通会社年鑑 1979年版』日本経済新聞社、1978年10月20日
224. 1 2  佐野江利子 代表作品 - 大阪 建築家 住まいを語ろう!創ろう!楽しもう!
225. ↑  施工事例 徳念寺 - ツキデ工務店
226. ↑  子ども館応援団 - NPO法人夢街道国際交流子ども館
227. 1 2  けいはんな歴史散歩道Wa.4 奈良の都・平城京都の瓦造り - 都市再生機構西日本支社関西文化学術研究都市事業本部
228. 1 2 3 4 5 6  竹内理三編『角川地名大辞典29 奈良県』角川地名大百科辞典編纂委員会、角川書店、1990年、ISBN 9784040012902
229. 1 2  木津川市市長公室学研企画課編『平成20年版木津川市統計書 (PDF) 』木津川市市長公室学研企画課、2008年12月
230. 1 2  木津川市市長公室学研企画課編『平成21年版木津川市統計書 (PDF) 』木津川市市長公室学研企画課、2009年12月
231. 1 2  木津川市市長公室学研企画課編『平成22年版木津川市統計書 (PDF) 』木津川市市長公室学研企画課、2010年12月
232. ↑  木津川市市長公室学研企画課編『平成23年版木津川市統計書 (PDF) 』木津川市市長公室学研企画課、2012年1月
233. ↑  平成23年度教育要覧 Ⅳ 社会教育 (PDF)  - 木津川市
234. ↑  木津川市市長公室学研企画課編『平成24年版木津川市統計書 (PDF) 』木津川市市長公室学研企画課、2013年3月
235. ↑  石のカラト古墳 - 京都府 生涯学習・スポーツ情報
236. 1 2 3 4 5 6  『奈良山発掘調査報告書1 石のカラト古墳・音乗谷古墳の調査』奈良文化財研究所発行、真陽社販売、2005年3月31日、ISBN 9784902010282[リンク切れ]
237. ↑  金子裕之「004 Ⅱ 石のカラト古墳の調査」、京都府教育委員会、1979年3月、CRID 1050564287368651264、hdl:11177/5834。「引用: 奈良山Ⅲ 平城ニュータウン予定地内遺跡調査概報、pp.4-13」
238. 1 2 3 4 5 6 7 8 9  池田末則・横田健一編『日本歴史地名大系30 奈良県の地名』平凡社、1981年、ISBN 9784582490305
239. ↑  石のカラト古墳 - 木津川市
240. 1 2  万葉の景色 高野原の上 鹿鳴く昔しのぶ静寂 - 奈良新聞
241. 1 2  「文化財と開発の調和（下）平城ニュータウンにおける文化財」山田俊満、『都市問題研究 第29巻 第9号』pp.96-110
242. ↑  音如ヶ谷瓦窯跡 - 京都府 生涯学習・スポーツ情報
243. ↑  音如ヶ谷瓦窯跡 - 木津川市
244. ↑  木津町の歴史編纂事務局編『木津町の歴史』木津町、1993年10月、NCID BN10518714
245. ↑  けいはんな歴史散歩道Wa.5 相楽山銅鐸をみつめて - 都市再生機構西日本支社関西文化学術研究都市事業本部
246. ↑  木津川市市長公室秘書課編『広報きづがわ 第8号 (PDF) 』木津川市、2007年11月、ISSN 1881-5138
247. ↑  奈良市に万葉歌碑を建てる会
248. ↑  奈良盆地歴史地理データベース - 奈良女子大学古代学学術研究センター
249. ↑  万葉ゆかりの地をたずねて ～万葉歌碑めぐり～ - 奈良市
250. ↑  南都銀行平城・平城西支店のオススメ！ 緑豊かな学研都市に万葉の香りを訪ねて - ええ古都なら
251. ↑  万葉の小径(まんようのこみち) 万葉の草花を楽しむ散策路 - ええ古都なら
252. 1 2  地元を食べよう - 京都府
253. ↑  平成21年度奈良県地域貢献活動助成対象事業一覧 (PDF) [リンク切れ] - 奈良県
254. ↑  平城ニュータウンスポーツ協会
255. 1 2  水道事業の概要 - 水道主要施設 - 奈良市水道局
256. 1 2 3 4 5 6 7 8 9 10 11 12 13 14 15 16 17 18 19 20 21 22 23 24 25  奈良市の都市計画2012《平成24年作成》 - 奈良市
257. ↑  「ワースト1は奈良市郊外幹線沿い、ベスト1は若草山 デザイン大賞展」『朝日新聞』1992年5月24日付朝刊、奈良版
258. 1 2 3 4 5 6 7 8 9 10 11 12 13 14  第1次木津川市都市計画マスタープラン - 木津川市
259. 1 2  「都市計画審議会を開催 4議案全てを承認 木津町」建設タイムズ、2004年9月9日
260. ↑  「市道路線の廃止」奈良市、2005年4月1日、『奈良市告示 第227号 (PDF) 』
261. ↑  「市道路線の認定」奈良市、2005年4月1日、『奈良市告示 第228号 (PDF) 』
262. ↑  「道路の区域決定」奈良市、2005年4月1日、『奈良市告示 第229号 (PDF) 』
263. 1 2  「奈良市高の原第四自転車駐車場の開設について (PDF) 」奈良市地域安全課、2007年9月5日
264. 1 2 3 4  奈良市自転車駐車場のご案内 - 奈良市
265. 1 2  「路上駐輪場、効果は上々 設置後、撤去台数が激減 近鉄高の原駅周辺」『朝日新聞』2008年8月6日付朝刊、奈良全県・1地方、第26面
266. 1 2  「住都公団関西支社、相楽ニュータウンの高の原駅前に古墳型歩道橋を架け10月完工」『日本経済新聞』1986年1月14日付大阪朝刊
267. 1 2 3  「住宅・都市整備公団の歩道橋」住宅・都市整備公団港北開発局事業部事業計画第一課長代理平田曠三郎、『橋梁と基礎 8月号 第21巻 第8号（通巻第248号）』pp.101-106
268. ↑  2.石の嫁ぎ先 高の原駅舎の石組み「みんなのふれあい広場」 - 岡山市デジタルミュージアム 犬島再発見の会
269. 1 2  講談社エディトリアル編『佐藤忠良彫刻七十年の仕事』佐藤忠良、講談社、2008年3月14日、ISBN 9784062132336
270. ↑  『考える人 季刊誌 2008年夏号』新潮社、2008年7月4日
271. ↑  『7[SEVEN]西岡剛オフィシャル・ブック』橋本清、三修社、2008年7月27日、ISBN 9784384077773
272. ↑  吉田昌矢（よしだまさや）のプロフィール - Ameba